# Список делегатов XXII съезда КПСС
XXII съезд Коммунисти́ческой па́ртии Сове́тского Сою́за проходил с 17 по 31 октября 1961 года в Москве и впервые проходил в Кремлёвском Дворце съездов. Присутствовало 4394 делегата с решающим и 405 делегатов с совещательным голосом, а также делегации 80 зарубежных партий.

## Делегаты с решающим голосом
| # А Б В Г Д Е Ё Ж З И К Л М Н О П Р С Т У Ф Х Ц Ч Ш Щ Э Ю Я |

## А
1. Абакумов, Анатолий Григорьевич
2. Абакумов, Дмитрий Филиппович
3. Абакумова Александра Ивановна
4. Абаничев Сергей Петрович
5. Абасашвили Шота Георгиевич
6. Абасов, Курбан Абас Кули оглы
7. Абашидзе, Ираклий Виссарионович
8. Абашкина Мария Ивановна
9. Абаядзе Анзор Александрович
10. Абдразяков, Абдулхак Асвянович
11. Абдреев, Ахметгарей Шакирзянович
12. Абдрахманов, Барей Абдрахманович
13. Абдуллаев, Наджмидин Пашаевич
14. Абдуллаева, Таджихон
15. Абдуллина, Карима Мухамедьяровна
16. Абдулов, Нагим Ахмадулович
17. Абдуразаков, Малик Абдуразакович
18. Абрамавичене, Вероника Юозовна
19. Абраменкова, Надежда Семёновна
20. Абрамишвили, Михаил Васильевич
21. Абрамов, Борис Петрович
22. Абрамов, Григорий Григорьевич
23. Абрамов, Иван Ильич
24. Абрамова, Надежда Устиновна
25. Абрамова, Татьяна Алексеевна
26. Абрасимов, Пётр Андреевич
27. Аброскин, Павел Иванович
28. Абсалямов, Абдурахман Сафиевич
29. Абызов, Василий Петрович
30. Авдеенко, Вера Васильевна
31. Авеличев, Владимир Васильевич
32. Аверкин, Борис Захарович
33. Авидзба, Харитон Ахматович
34. Авот, Юрий Карлович
35. Авраменко, Ангелина Ивановна
36. Авраменко, Степан Степанович
37. Авсиевич, Иван Семёнович
38. Авхимович, Николай Ефремович
39. Агагусейнов, Тофик Якуб оглы
40. Ага Дадаш, Кербалай оглы
41. Агаджанова, Ораз Гуль
42. Агаев, Омар Агаджангир оглы
43. Агапов, Иван Тимофеевич
44. Агаркова, Нина Яковлевна
45. Агеенкова, Мария Финогеновна
46. Агеичева, Нина Ивановна
47. Агибалов, Владимир Григорьевич
48. Адамчик, Григорий Ермолаевич
49. Адамян, Сурен Арутюнович
50. Адарюков, Игорь Константинович
51. Аджубей, Алексей Иванович
52. Адилов, Ахмет Адилович
53. Ажгибков, Аркадий Васильевич
54. Ажмухамедов, Рашит Касимович
55. Азаматов, Жанабай
56. Азан, Владислав Антонович
57. Азаренков, Владимир Кириллович
58. Азарной, Фёдор Иванович
59. Азаров, Владимир Николаевич
60. Азацкий, Иван Архипович
61. Азизов, Андрей Сергеевич
62. Азимов, Сейфеддин Паша оглы
63. Аитова, Садыя Арифовна
64. Айдаргалиев, Ермухамбет
65. Айешова, Салима
66. Акимов, Иван Николаевич[прояснить]
67. Акимочкин, Вячеслав Константинович
68. Акласова, Нургайча
69. Акопов, Андрей Айрапетович
70. Акопов, Мирдат Саркисович
71. Аксёнов, Александр Никифорович
72. Аксёнов, Александр Степанович
73. Акулинцев, Василий Кузьмич
74. Алавердян, Гегецик Хачатуровна
75. Аламанов, Баян
76. Албегов, Харитон Андреевич
77. Алдабергенов, Утемис
78. Александрина, Прасковья Фёдоровна
79. Александров, Александр Петрович
80. Александров, Михаил Петрович
81. Александров, Николай Михайлович
82. Александров, Николай Павлович
83. Александров, Сергей Кириллович
84. Алексеев, Александр Николаевич
85. Алексеев, Виктор Иванович
86. Алексеев, Владимир Матвеевич
87. Алексеев, Дмитрий Фёдорович
88. Алексеев, Евгений Тимофеевич
89. Алексеев, Николай Александрович
90. Алексеев, Ростислав Евгеньевич
91. Алексеев, Фёдор Алексеевич
92. Алексеева, Римма Сергеевна
93. Алексеенко, Александр Михайлович
94. Алексеенко, Мария Ивановна
95. Алексейкин, Михаил Васильевич
96. Аленьков, Владимир Григорьевич
97. Алехина, Капитолина Ивановна
98. Алёшин, Александр Васильевич
99. Алёшин, Павел Павлович
100. Алёшкин, Дмитрий Иванович
101. Алещева, Екатерина Васильевна
102. Алиев, Гаджи-Касум Шихмурзаевич
103. Алиев, Мирза Али оглы
104. Алиев, Фридун Абдул-Гусейн оглы
105. Алиева, Хадыжа Али кызы
106. Алижанов, Ташмамат Марупович
107. Али-Заде, Месъуд Ага-Мехти оглы
108. Аликулов, Ходжа
109. Алимов, Ариф Алимович
110. Алиханов, Энвер Назарович
111. Аличкин, Владимир Николаевич
112. Аллаяров, Газим Закирович
113. Аллаяров, Ричард Хайруллович
114. Аллилуев, Алексей Степанович
115. Алмаев, Набиахмет Сарвардинович
116. Алмазов, Ильяс Абдулаевич
117. Алмакаев, Пётр Афанасьевич
118. Алфёров, Фёдор Иванович
119. Альховиков, Михаил Алексеевич
120. Амбарцумян, Виктор Амазаспович
121. Аминев, Ахмет Гатаевич
122. Амиров, Али Джабарович
123. Амиров, Гараш Ибрагим оглы
124. Амирханян, Сережа Шакарович
125. Амичба, Маглония Куцовна
126. Ананенко, Иван Прокопьевич
127. Ананьев, Иван Васильевич
128. Ананьев, Игорь Александрович
129. Ананьева, Любовь Ивановна
130. Андреев, Андрей Андреевич
131. Андреев, Борис Михайлович
132. Андреев, Валентин Петрович
133. Андреев, Ефрем Николаевич
134. Андреев, Сергей Иванович
135. Андреева, Евгения Ивановна
136. Андреева, Мария Ивановна
137. Андриевский, Антон Иосифович
138. Андриенко, Надежда Ивановна
139. Андронова, Мария Ивановна
140. Андронова, Надежда Алексеевна
141. Андропов, Юрий Владимирович
142. Андрущенко, Анатолий Демидович
143. Андрыгина Полина Ефимовна
144. Аникин, Владимир Васильевич
145. Аникин, Юрий Александрович
146. Аникина, Валентина Георгиевна
147. Аникушин, Михаил Константинович
148. Анисимкин, Иван Георгиевич
149. Анисимов, Павел Петрович
150. Анисимов, Семён Семёнович
151. Анихимовский, Анатолий Александрович
152. Анищенко, Василий Гаврилович
153. Анищенков, Николай Иванович
154. Анищик, Георгий Степанович
155. Анкудинов, Леонид Георгиевич
156. Анналиев, Абды Анналиевич
157. Аннамухаммедова, Гызылгул
158. Анохин, Алексей Иванович
159. Антипин, Василий Иванович
160. Антипов, Алексей Дмитриевич
161. Антипов, Арсений Севастьянович
162. Антоненко, Анна Герасимовна
163. Антоник, Тиберий Георгиевич
164. Антонов, Алексей Константинович
165. Антонов, Василий Иванович
166. Антонов, Николай Дмитриевич
167. Антонов, Сергей Анатольевич
168. Антонова, Клавдия Ивановна
169. Антонова, Мария Васильевна
170. Антонов-Саратовский, Владимир Павлович
171. Антосяк, Георгий Фёдорович
172. Антохин, Павел Афанасьевич
173. Антропов, Пётр Яковлевич
174. Антропова, Галина Григорьевна
175. Антуфьева, Александра Андреевна
176. Анхимов, Николай Михайлович
177. Апрелков, Николай Петрович
178. Аракелян, Сократ Вагаршакович
179. Арбузова, Екатерина Яковлевна
180. Арендарь, Пётр Саввич
181. Арефьев, Вячеслав Павлович
182. Арефьева, Алевтина Александровна
183. Арзыкулов, Гулям
184. Аристов, Аверкий Борисович
185. Аристов, Сергей Иванович
186. Арифов, Убай
187. Арсенов, Сергей Кондратьевич
188. Арсеньев, Пётр Константинович
189. Арстанбеков, Аубакир Абдраимович
190. Артюхина, Александра Васильевна
191. Арутюнян, Арцвик Мнацакановна
192. Арутюнян, Бабкен Магакелович
193. Арушанян, Шмавон Минасович
194. Архипов, Александр Константинович
195. Архипов, Алексей Николаевич
196. Архипов, Борис Семёнович
197. Архипов, Владимир Григорьевич
198. Архипов, Фёдор Михайлович
199. Арцибасов, Павел Сергеевич
200. Аскаров, Асанбай
201. Аскеров, Мамед Гасан оглы
202. Асланова, Маргарита Семёновна
203. Астайкин, Иван Павлович
204. Асцатрян, Егише Тевосович
205. Аталаева, Ольга Тихоновна
206. Атрощенко, Сергей Николаевич
207. Аубакирова, Культана
208. Аулов, Григорий Максимович
209. Афанасенко, Евгений Иванович
210. Афанасьев, Михаил Александрович
211. Афанасьев, Павел Васильевич
212. Афанасьев, Павел Яковлевич
213. Афанасьев, Сергей Александрович
214. Афонина, Нина Ивановна
215. Афоничева, Нина Матвеевна
216. Африкантов, Игорь Иванович
217. Ахазов, Тимофей Аркадьевич
218. Ахмадалиева, Энахон
219. Ахмедова, Зулейха Куламовна
220. Ахохов, Асланби Нахович
221. Ахундов, Вели Юсуф оглы
222. Ашимов, Байкен
223. Аширмурадов, Мамед
224. Ашуров, Иргаш
225. Аюпов Амирзян Исламович

## Б
1. Бабаджанян, Амазасп Хачатурович
2. Бабаев, Михаил Михайлович
3. Бабаев, Николай Николаевич
4. Бабанаков, Алексей Петрович
5. Бабенко, Елизавета Авксентьевна
6. Бабенко, Леонид Иванович
7. Бабенко, Наталья Антоновна
8. Бабешко, Александр Александрович
9. Бабийчук, Анатолий Леонтьевич
10. Бабич, Георгий Иванович
11. Бабурин, Александр Филиппович
12. Бабушкина, Мария Степановна
13. Багданов, Юрий Александрович
14. Багдасарян, Оганес Мнацаканович
15. Багдеев, Халюк Сафиуллович
16. Багина, Вера Афанасьевна
17. Багиров, Аббас Мамедович
18. Багирова, Басти Масим кызы
19. Багирова, Эмина Рагимовна
20. Баграмян, Иван Христофорович
21. Багриков, Владимир Иванович
22. Багров, Иван Игнатьевич
23. Багровский, Виктор Михайлович
24. Баджелидзе, Владимир Георгиевич
25. Бадридзе, Элгуджи Гигоевич
26. Бадыгов, Абдулхак Бадыгович
27. Бажан, Николай Платонович
28. Бажанов, Александр Викторович
29. Бажанов, Юрий Павлович
30. Баженова, Мария Ивановна
31. Базаитова, Надежда Андреевна
32. Базилев, Владимир Дмитриевич
33. Базовский, Владимир Николаевич
34. Базуева, Федосия Николаевна
35. Базулев, Алексей Фёдорович
36. Баидошвили, Иван Васильевич
37. Байбаков, Николай Константинович
38. Байбуртцян, Арамаис Арамович
39. Байгалиев, Рахим Байгалиевич
40. Байда, Анатолий Ильич
41. Байжанов, Владимир Кубушевич
42. Байков, Иван Иванович
43. Байрамов, Нурберды
44. Байрамова, Джейран Ширин кызы
45. Байшуаков, Абжами
46. Бакаев, Виктор Георгиевич
47. Бакаева, Анна Прокофьевна
48. Бакатин, Иван Николаевич
49. Бакланов, Владимир Сергеевич
50. Бакланов, Глеб Владимирович
51. Бакутин, Михаил Яковлевич
52. Балабаева, Прасковья Даниловна
53. Балагуров, Фёдор Иванович
54. Балакин, Георгий Николаевич
55. Баланин, Александр Яковлевич
56. Балапанов, Жумахан
57. Балахонова, Людмила Дмитриевна
58. Балаян, Багатур Григорьевич
59. Балдуркин, Иван Яковлевич
60. Балтагулов, Тюрегельди Балтагулович
61. Балуев, Виталий Феоктистович
62. Балясинский, Изяслав Генрихович
63. Бандурина, Мария Васильевна
64. Банников, Николай Васильевич
65. Бантыш, Николай Федосеевич
66. Барабанов, Владимир Дмитриевич
67. Барабаш, Серафим Трофимович
68. Баракаева, Шарафат
69. Барандыч, Василий Кузьмич
70. Баранов, Константин Михайлович
71. Баранов, Михаил Михайлович
72. Баранов, Сергей Иванович
73. Баранов, Фёдор Алексеевич
74. Баратова, Людмила Николаевна
75. Барвинский, Алексей Дмитриевич
76. Бардилев, Алексей Яковлевич
77. Барило, Павел Васильевич
78. Баринов, Владимир Сергеевич
79. Баринова, Раиса Васильевна
80. Баринова, Татьяна Михайловна
81. Бармин, Владимир Павлович
82. Барсегян, Васпуракан Сарибекович
83. Барсук, Анна Куприяновна
84. Бартулис, Антон Петрович
85. Барчуков, Иван Михайлович
86. Барыльник, Тимофей Григорьевич
87. Басиев, Олег Александрович
88. Баскаков, Алексей Иванович
89. Баскаков, Сергей Алексеевич
90. Басов, Александр Васильевич
91. Батицкий, Павел Фёдорович
92. Батищев, Борис Михайлович
93. Батов, Павел Иванович
94. Батраков, Михаил Емельянович
95. Батуева, Бутыт Лобсаннимаевна
96. Батурин, Василий Семёнович
97. Батыев, Салих Гилимханович
98. Батышкина, Мария Ивановна
99. Бауков, Леонид Иванович
100. Бахирев, Вячеслав Васильевич
101. Бахтин, Юрий Георгиевич
102. Бахтурина, Валентина Фёдоровна
103. Бахчинян, Маник Маркаровна
104. Бачинин, Иван Елисеевич
105. Бачинская, Тамара Григорьевна
106. Бачурин, Павел Григорьевич
107. Бгажба, Михаил Тимурович
108. Бегма, Василий Андреевич
109. Бегулов, Миннигул Султанович
110. Бейсембаев, Масымхан
111. Бекаури, Алексей Семёнович
112. Беккер, Александр Александрович
113. Бектурганов, Хасан Шайахметович
114. Беленко, Павел Андреевич
115. Беленко, Татьяна Никитична
116. Беликов, Пётр Яковлевич
117. Белицкий, Михаил Иванович
118. Белко, Николай Иванович
119. Белобородов, Афанасий Павлантьевич
120. Белобородова, Елена Алексеевна
121. Белов, Андрей Павлович
122. Белова, Валентина Владимировна
123. Белова, Валентина Егоровна
124. Белова, Елена Михайловна
125. Белова, Мария Владимировна
126. Белозёрова, Мария Константиновна
127. Белокозов, Дмитрий Иванович
128. Белоконев, Владимир Семёнович
129. Белокурова, Нина Николаевна
130. Белоногов, Валентин Андреевич
131. Белоногов, Евгений Андреевич
132. Белослудцев, Алексей Иванович
133. Белослудцев, Родион Иосифович
134. Белоус, Пётр Михайлович
135. Белоусов, Василий Афанасьевич
136. Белоусов, Николай Иванович
137. Бельский, Кузьма Семёнович
138. Бельский, Николай Владимирович
139. Беляев, Владимир Борисович
140. Беляев, Иван Степанович
141. Беляев, Олег Семёнович
142. Беляева, Галина Александровна
143. Беляк, Константин Никитович
144. Беляускас, Феликсас Юргевич
145. Бережной, Иван Николаевич
146. Березин, Николай Иванович
147. Березина, Марина Степановна
148. Березникова, Лидия Фёдоровна
149. Березницкий, Филипп Аввакумович
150. Березовская, Феодосия Ивановна
151. Березовский, Иван Афанасьевич
152. Береснев, Аркадий Павлович
153. Берзегов, Нух Асланчериевич
154. Берзинь, Лео Янович
155. Берзинь, Элмар Антонович
156. Бериев, Георгий Михайлович
157. Беседин, Иван Александрович
158. Бесолов, Александр Николаевич
159. Бессребренников, Владимир Иванович
160. Бесчетвертев, Андрей Иванович
161. Бещев, Борис Павлович
162. Бизяев, Александр Денисович
163. Бикбов, Сарвай Шайбакович
164. Биландарли, Абас Али Мамед оглы
165. Билев, Вениамин Иванович
166. Билостоцкий, Иван Николаевич
167. Бирюзов, Сергей Семёнович
168. Бирюков, Алексей Сергеевич
169. Бирюков, Анатолий Ефимович
170. Бирюков, Владимир Николаевич
171. Бирюков, Иван Ильич
172. Бирюков, Иван Иосифович
173. Бирюков, Николай Степанович
174. Бисярин, Василий Зиновьевич
175. Бисярина, Валентина Павловна
176. Благун, Николай Григорьевич
177. Блажевский, Евгений Викторович
178. Блиадзе, Отари Ильич
179. Блинова, Ольга Казимировна
180. Блохин, Николай Константинович
181. Блохин, Николай Николаевич
182. Блохинцев, Дмитрий Иванович
183. Блюм, Виктор Адольфович
184. Бобровников, Николай Иванович
185. Бобровский, Михаил Андреевич
186. Богатиков, Василий Гаврилович
187. Богатырёв, Иван Васильевич
188. Богатырёв, Пётр Павлович
189. Богатых, Павел Алексеевич
190. Богач, Пётр Семёнович
191. Богданов, Иван Иванович
192. Богданов, Леонид Павлович
193. Богданов, Павел Егорович
194. Богданова, Зинаида Андреевна
195. Богма, Степан Григорьевич
196. Богомолов, Борис Иванович
197. Богородицкий, Николай Петрович
198. Бодунков, Иван Иванович
199. Бодунов, Александр Яковлевич
200. Бодюл, Иван Иванович
201. Боженов, Евгений Васильевич
202. Божко, Иван Акимович
203. Бойко, Михаил Павлович
204. Бойко, Раиса Захаровна
205. Бойков, Владимир Андреевич
206. Бойкова, Анна Петровна
207. Бойцов, Павел Васильевич
208. Бойцова, Зоя Петровна
209. Бойчев, Михаил Эммануилович
210. Бокарев, Василий Никитович
211. Болдырев, Василий Иванович
212. Болдырева, Мария Семёновна
213. Болонкин, Анатолий Иванович
214. Болтушникайте, Мария Юозовна
215. Большаков, Алексей Александрович
216. Большаков, Иван Ефимович
217. Болюнов, Иван Маркович
218. Бондалетов, Иван Васильевич
219. Бондарев, Андрей Леонтьевич
220. Бондаренко, Алексей Андреевич
221. Бондаренко, Анатолий Павлович
222. Бондаренко, Иван Константинович
223. Бордюков, Пётр Михайлович
224. Борисенко, Николай Михайлович
225. Борисов, Александр Филиппович
226. Борисов, Григорий Иванович
227. Борисов, Михаил Васильевич
228. Борисов, Семён Захарович
229. Боровиков, Георгий Емельянович
230. Бородатов, Александр Архипович
231. Бородин, Андрей Михайлович
232. Бородин, Виктор Николаевич
233. Бородин, Михаил Ермолаевич
234. Бородина, Антонина Алексеевна
235. Бородулин, Александр Васильевич
236. Бороздин, Николай Петрович
237. Борознова, Тамара Андреевна
238. Борчук, Ольга Васильевна
239. Борщ, Александр Степанович
240. Босенко, Николай Васильевич
241. Босый, Павел Иванович
242. Ботвин, Александр Платонович
243. Ботвинов, Александр Игнатьевич
244. Бочаров, Степан Иванович
245. Бочарова, Раиса Григорьевна
246. Бочкарёв, Александр Панкратьевич
247. Бочкарёв, Гурий Николаевич
248. Бочкин, Андрей Ефимович
249. Боярчук, Василий Степанович
250. Бояршинова, Ксения Фёдоровна
251. Брага, Марк Андронович
252. Брагин, Павел Дмитриевич
253. Бражниченко, Григорий Васильевич
254. Братченко, Борис Фёдорович
255. Бревнова, Нина Никандровна
256. Брежнев, Леонид Ильич
257. Брехов, Иван Иванович
258. Брехов, Константин Иванович
259. Бровка, Пётр Устинович
260. Бросалов, Василий Андреевич
261. Бруниньш, Карл Карлович
262. Брусенцева, Анна Васильевна
263. Брызгова, Надежда Георгиевна
264. Брызгунова, Аэлита Кирилловна
265. Брызин, Николай Николаевич
266. Брюханова, Мария Александровна
267. Брянцев, Иван Иванович
268. Буачидзе, Тенгиз Павлович
269. Бубликов, Андрей Васильевич
270. Бубновский, Никита Дмитриевич
271. Бугаев, Евгений Иосифович
272. Бугаев, Николай Фомич
273. Буглимова, Евдокия Ильинична
274. Бугрим, Валентина Семёновна
275. Будай, Ядвига Иосифовна
276. Буденный, Семён Михайлович
277. Будников, Евгений Константинович
278. Будякова, Александра Яковлевна
279. Будянский, Илья Авдеевич
280. Буздин, Василий Васильевич
281. Бузницкий, Александр Григорьевич
282. Буймистренко, Владимир Дмитриевич
283. Буйновский, Виктор Михайлович
284. Буков, Александр Иванович
285. Булан, Константин Григорьевич
286. Булах, Григорий Семёнович
287. Булгаков, Александр Александрович
288. Булгакова, Евгения Акимовна
289. Будда, Иван Сергеевич
290. Буняев, Иван Константинович
291. Буняев, Юрий Михайлович
292. Бурак, Пётр Ефимович
293. Бураков, Григорий Ефимович
294. Буранова, Рано
295. Бурая, Александра Трофимовна
296. Бурдейный, Алексей Семёнович
297. Буреев, Алексей Петрович
298. Буркацкая, Галина Евгеньевна
299. Буркица, Надежда Григорьевна
300. Бурков, Борис Сергеевич
301. Бурков, Пётр Григорьевич
302. Бурлака, Алексей Иванович
303. Бурлаков, Александр Александрович
304. Бурмак, Михаил Савельевич
305. Бурмистров, Иван Петрович
306. Буров, Иван Михайлович
307. Бурова, Клавдия Григорьевна
308. Бусс, Андрей Андреевич
309. Бусыгин, Михаил Иванович
310. Бутаков, Павел Иванович
311. Бутенко, Григорий Прокофьевич
312. Бутенко, Пётр Васильевич
313. Бутома, Борис Евстафьевич
314. Бутримов, Василий Родионович
315. Бутусов, Сергей Михайлович
316. Бутяев, Павел Иванович
317. Бухаров, Александр Семёнович
318. Бухрашвили, Шота Ефремович
319. Буянов, Иван Андреевич
320. Быков, Антон Иванович
321. Быков, Василий Иванович
322. Быстров, Аркадий Зиновьевич
323. Быченок, Тамара Васильевна
324. Бычков, Геннадий Иванович
325. Бычкова, Анна Николаевна

## В
1. Вадивасов, Дмитрий Георгиевич
2. Ваймугина, Мария Александровна
3. Вакал, Феодора Захаровна
4. Ваксер, Николай Алексеевич
5. Вакуленко, Иван Максимович
6. Валдов, Альфред Янович
7. Валеева, Галима Юнусовна
8. Валиева, Асия Фазлыевна
9. Валит, Анатолий Анисимович
10. Валуев, Виктор Павлович
11. Вальц, Иван Ильич
12. Вальчун, Иван Власович
13. Вальяно, Нина Сергеевна
14. Валявский, Иван Филиппович
15. Валягин, Александр Васильевич
16. Валянина, Елена Ивановна
17. Ваннах, Святослав Эдуардович
18. Ваняев, Николай Алексеевич
19. Варанаускайте, Она Аугустовна
20. Варенцов, Сергей Сергеевич
21. Варнава, Александр Владимирович
22. Вартанян, Артём Мисакович
23. Вартанян, Баграт Абрамович
24. Варухин, Владимир Михайлович
25. Варшанидзе, Жужуна Хулусовна
26. Варшицкий, Александр Григорьевич
27. Васильев, Анатолий Алексеевич
28. Васильев, Борис Петрович
29. Васильев, Виктор Иванович
30. Васильев, Владимир Петрович
31. Васильев, Вячеслав Александрович
32. Васильев, Иван Фролович
33. Васильев, Михаил Иванович
34. Васильев, Николай Фёдорович
35. Васильев, Павел Николаевич
36. Васильев, Пётр Васильевич[уточнить]
37. Васильев, Пётр Григорьевич
38. Васильева, Анастасия Ивановна
39. Васильева, Васса Марковна
40. Васильева, Надежда Анатольевна
41. Васильева, Нина Васильевна
42. Васильева, Нина Ефимовна
43. Василюк, Иван Яковлевич
44. Васин, Константин Дмитриевич
45. Васляев, Владимир Александрович
46. Васькин, Василий Тимофеевич
47. Васьковский, Михаил Романович
48. Васютин, Александр Иванович
49. Васягин, Семён Петрович
50. Ватанин, Василий Арефьевич
51. Ватченко, Алексей Федосеевич
52. Ваулин, Виталий Михайлович
53. Ваулин, Иван Фёдорович
54. Вахитова, Гатия Мухаметовна
55. Вачинская, Валентина Семёновна
56. Вашуков, Андрей Петрович
57. Вашура, Пётр Владимирович
58. Ващенко, Григорий Иванович
59. Ващилина, Мария Афанасьевна
60. Вдовин, Пётр Андреевич
61. Вдовиченко, Александр Николаевич
62. Вдовиченко, Валентина Ивановна
63. Веденеева, Анна Романовна
64. Ведмецкая, Нина Алексеевна
65. Ведников, Василий Спиридонович
66. Везиров, Сулейман Азад оглы
67. Веймер, Арнольд Тынувич
68. Велиев, Абдулали Гариб оглы
69. Величкин, Михаил Семёнович
70. Величутин, Дмитрий Фёдорович
71. Венедиктов, Владимир Петрович
72. Вербная, Мария Ивановна
73. Верещагин, Глеб Сергеевич
74. Верещагин, Иван Васильевич
75. Верижников, Сергей Михайлович
76. Вернидубов, Александр Иванович
77. Верпатова, Екатерина Семёновна
78. Верушкин, Николай Андреевич
79. Верхушина, Муза Павловна
80. Вершинин, Константин Андреевич
81. Веселкова, Евдокия Алексеевна
82. Весёлов, Семён Михайлович
83. Веселовский, Александр Петрович
84. Ветлицкий, Вячеслав Фёдорович
85. Ветлицын, Михаил Георгиевич
86. Вечерова, Юлия Михайловна
87. Вечканов, Серафим Емельянович
88. Вивдыченко, Иван Иванович
89. Вилков, Валентин Николаевич
90. Вилькот, Кирилл Григорьевич
91. Вильховый, Фёдор Фёдорович
92. Виндедз, Алиса Яновна
93. Виноградов, Александр Сергеевич
94. Виноградов, Алексей Яковлевич
95. Виноградов, Владислав Павлович
96. Виноградов, Николай Аркадьевич
97. Виноградов, Николай Михайлович
98. Винокуров, Аркадий Владимирович
99. Виташкевич, Александр Никитович
100. Витковская, Мария Яковлевна
101. Витриченко, Николай Семёнович
102. Вишняков, Борис Тимофеевич
103. Виштак, Степанида Демидовна
104. Владимиров, Валерий Викторович
105. Власенко, Галина Акимовна
106. Власенко, Пётр Игнатьевич
107. Власов, Александр Владимирович
108. Власов, Василий Иванович
109. Власов, Иван Петрович
110. Вовк, Евгений Александрович
111. Вовк, Юрий Семёнович
112. Воеводин, Пётр Иванович
113. Воеводова, Тамара Ильинична
114. Вознюк, Василий Иванович
115. Войнова, Маргарита Григорьевна
116. Войцицкий, Василий Кириллович
117. Волков, Александр Петрович
118. Волков, Анатолий Иванович
119. Волков, Виктор Тимофеевич
120. Волков, Иван Алексеевич
121. Волков, Иван Васильевич
122. Волков, Николай Александрович
123. Волков, Николай Иванович
124. Волков, Сергей Петрович
125. Волкова, Лидия Авксентьевна
126. Волкова, Мария Александровна
127. Волкова, Нина Артёмовна
128. Волконский, Алексей Викторович
129. Волкотрубенко, Иван Иванович
130. Воловченко, Иван Платонович
131. Володова, Мария Захаровна
132. Волох, Владимир Николаевич
133. Волошин, Иван Макарович
134. Волошко, Павел Порфирьевич
135. Волынец, Андрей Тихонович
136. Волынский, Александр Моисеевич
137. Вольтовский, Борис Иовлевич
138. Воробьёв, Борис Леонидович
139. Воробьёв, Борис Михайлович
140. Воробьёв, Василий Иванович
141. Воробьёв, Георгий Иванович
142. Воробьёв, Константин Васильевич
143. Воробьёв, Николай Николаевич
144. Воробьёв, Никон Дмитриевич
145. Воробьёва, Александра Георгиевна
146. Воробьёва, Мария Петровна
147. Ворожищев, Михаил Николаевич
148. Ворона, Любовь Кирилловна
149. Вороненков, Николай Иванович
150. Вороненков, Юрий Петрович
151. Воронин, Павел Андреевич
152. Воронин, Юрий Дмитриевич
153. Воронина, Нина Петровна
154. Воронина, Прасковья Алексеевна
155. Воронина, Эмма Петровна
156. Воронинский, Сергей Сергеевич
157. Воронкова, Нина Васильевна
158. Воронов, Владимир Иванович
159. Воронов, Владимир Петрович
160. Воронов, Геннадий Иванович
161. Воронов, Михаил Романович
162. Воронов, Феодосий Денисович
163. Воронова, Раиса Ивановна
164. Воронцов, Андрей Митрофанович
165. Воронцов, Сергей Васильевич
166. Воропаев, Виктор Васильевич
167. Воросов, Тимофей Алексеевич
168. Воротникова, Зинаида Васильевна
169. Ворошилов, Климент Ефремович
170. Восс, Август Эдуардович
171. Востокова, Наталья Алексеевна
172. Востроконов, Алексей Михайлович
173. Врублевский, Юлиан Адольфович
174. Вус, Мария Ивановна
175. Выжулл, Гавриил Герасимович
176. Вырвыхвост, Василий Андреевич
177. Выровец, Юрий Григорьевич
178. Высоцкий, Григорий Михайлович
179. Выстропова, Степанида Васильевна
180. Вяляс, Вайно Иосипович
181. Вяткин, Александр Васильевич
182. Вяткин, Леонид Яковлевич
183. Вяткин, Николай Петрович

## Г
1. Габитов, Мидхат Исмагилович
2. Гавриков, Александр Митрофанович
3. Гавриленко, Виктор Фёдорович
4. Гавриленко, Николай Евстафьевич
5. Гаврилина, Надежда Васильевна
6. Гаврилов, Анатолий Кузьмич
7. Гаврилов, Виктор Матвеевич
8. Гаврилов, Герман Михайлович
9. Гаврилов, Матвей Романович
10. Гаврилов, Михаил Александрович
11. Гаврилова, Алевтина Васильевна
12. Гаврилова, Валентина Николаевна
13. Гаврилова, Зинаида Михайловна
14. Гаганова, Валентина Ивановна
15. Гагарин, Юрий Алексеевич
16. Гаджиев, Юнис Мухтар оглы
17. Гадирова, Фирангиз Рустам кызы
18. Гаевой, Антон Иванович
19. Газзаев, Владимир Исакович
20. Гайворонский, Алексей Герасимович
21. Гайдаенко, Яков Петрович
22. Гайдук, Александр Константинович
23. Гайле, Георгий Иванович
24. Гайнутдинова, Мукаррама Камалетдиновна
25. Гайрбеков, Муслим Гайрбекович
26. Галаншин, Константин Иванович
27. Галатов, Николай Семёнович
28. Галенко, Иосиф Афанасьевич
29. Галиахметов, Тагир Ахметович
30. Галкин, Александр Миронович
31. Галкин, Евгений Николаевич
32. Галкин, Константин Иванович
33. Галков, Вениамин Васильевич
34. Галстян, Егиазар Саакович
35. Гамзатов, Расул Гамзатович
36. Ганиева, Ана-Ханум Исмаил кызы
37. Ганькевич, Анатолий Борисович
38. Ганьковский, Иван Петрович
39. Гапуров, Мухамедназар
40. Гарагаш, Александр Дементьевич
41. Гарагонич, Иван Георгиевич
42. Гаралик, Елена Ивановна
43. Гаранда, Александра Васильевна
44. Гараничев, Василий Александрович
45. Гарбузов, Василий Фёдорович
46. Гарибджанян, Геворг Багратович
47. Гарибова, Александра Алексеевна
48. Гарибян, Месроб Мовсесович
49. Гарин, Василий Алексеевич
50. Гаркавенко, Георгий Павлович
51. Гармашов, Николай Васильевич
52. Гасанова, Шамама Махмудали кызы
53. Гватуа, Гурами Шалвович
54. Гвоздев, Александр Алексеевич
55. Гегешидзе, Георгий Андреевич
56. Гезалов, Джаваншир Раджаб оглы
57. Гелашвили, Дмитрий Васильевич
58. Генералов, Фёдор Степанович
59. Георгадзе, Михаил Порфирьевич
60. Георгиев, Александр Васильевич
61. Георгиевский, Александр Сергеевич
62. Георгиевский, Сергей Иванович
63. Герасименко, Александр Семёнович
64. Герасименко, Андрей Степанович
65. Герасимов, Антон Владимирович
66. Герасимов, Виктор Яковлевич
67. Герасимов, Владимир Алексеевич
68. Герасимов, Константин Михайлович
69. Герасимов, Сергей Апполинариевич
70. Герасимова, Клавдия Андреевна
71. Гергель, Андрей Прокофьевич
72. Герман, Иван Михайлович
73. Герцик, Екатерина Иосифовна
74. Гетман, Андрей Лаврентьевич
75. Гетманенко, Иван Григорьевич
76. Гетьман, Александра Павловна
77. Гечас, Станисловас
78. Гимазов, Гали Гимазутдинович
79. Гиндич, Трофим Александрович
80. Гиренко, Павел Дмитриевич
81. Гиталов, Александр Васильевич
82. Гладилин, Тимофей Иванович
83. Гладких, Надежда Михайловна
84. Глазков, Александр Павлович
85. Глазкова, Мария Васильевна
86. Глазов, Евгений Михайлович
87. Глазунов, Александр Петрович
88. Глебов, Алексей Яковлевич
89. Глебов, Михаил Максимович
90. Глебова, Лидия Андреевна
91. Гливенко, Вера Филипповна
92. Гловацкий, Николай Георгиевич
93. Глухов, Захар Николаевич
94. Глухов, Тимофей Никитович
95. Глушко, Борис Владимирович
96. Глушко, Валентин Петрович
97. Гнедов, Алексей Трофимович
98. Гнидюк, Николай Акимович
99. Гоголев, Александр Васильевич
100. Гоголев, Евгений Алексеевич
101. Годлевская, Мария Матвеевна
102. Годованюк, Анатолий Иванович
103. Годовкин, Валентин Сергеевич
104. Гожева, Надежда Фёдоровна
105. Голик, Виталий Акимович
106. Голиков, Филипп Иванович
107. Голикова, Валентина Григорьевна
108. Голобоков, Николай Семёнович
109. Головастикова, Мария Ефимовна
110. Головацкий, Николай Никитич
111. Головачёв, Александр Михайлович
112. Головин, Василий Степанович
113. Головко, Арсений Григорьевич
114. Головко, Кузьма Петрович
115. Головченко, Григорий Иванович
116. Голодов, Николай Никитович
117. Голомедова, Павла Фадеевна
118. Голуб, Анастасия Никитовна
119. Голуб, Андрей Демидович
120. Голуб, Варвара Андреевна
121. Голубев, Василий Николаевич
122. Голубев, Николай Иванович
123. Голубев, Павел Васильевич
124. Голубев, Павел Васильевич
125. Голубева, Антонина Николаевна
126. Голубева, Эльза Николаевна
127. Голубенко, Мария Мироновна
128. Голубков, Алексей Зотович
129. Голубков, Михаил Евстафьевич
130. Гольцов, Анатолий Александрович
131. Гонджилашвили, Мария Александровна
132. Гонтарь, Тамара Александровна
133. Гончар, Александр Терентьевич
134. Гончар, Николай Федотович
135. Гончарова, Анна Тимофеевна
136. Гончарук, Степан Илларионович
137. Гопнер, Серафима Ильинична
138. Горбатенко, Алексей Михайлович
139. Горбатенко, Надежда Макаровна
140. Горбатов, Михаил Васильевич
141. Горбатюк, Евгений Михайлович
142. Горбачёв, Лев Васильевич
143. Горбачёв, Михаил Сергеевич
144. Горбулич, Иван Сергеевич
145. Горбунков, Николай Николаевич
146. Горбунов, Александр Михайлович
147. Горбунов, Василий Васильевич
148. Горбунов, Леонид Михайлович
149. Гордеева, Тамара Фёдоровна
150. Гордый, Никифор Кириллович
151. Горевой, Фёдор Спиридонович
152. Горелов, Александр Иванович
153. Горецкая, Ксения Захаровна
154. Горкин, Александр Фёдорович
155. Горлов, Максим Яковлевич
156. Горова, Анна Степановна
157. Городовиков, Басан Бадьминович
158. Горохов, Михаил Фёдорович
159. Горчаков, Пётр Андреевич
160. Горшков, Аким Васильевич
161. Горшков, Василий Никифорович
162. Горшков, Михаил Михайлович
163. Горшков, Николай Васильевич
164. Горшков, Сергей Георгиевич
165. Горшков, Степан Васильевич
166. Горюнов, Дмитрий Петрович
167. Горюнов, Сергей Александрович
168. Горяйнов, Константин Константинович
169. Горячев, Ливадий Леонидович
170. Горячев, Фёдор Степанович
171. Горячкин, Александр Васильевич
172. Гостиев, Габиц Батмурзович
173. Гоциридзе, Отар Давидович
174. Гошаев, Гарры
175. Гошхотелиани, Леван Варламович
176. Грабовский, Леонид Сергеевич
177. Грамма, Татьяна Васильевна
178. Грасманис, Эрик Кришьянович
179. Графов, Леонид Ефимович
180. Грачёв, Василий Васильевич
181. Грдина, Юрий Вячеславович
182. Гребенщиков, Пётр Афанасьевич
183. Гребенюк, Афанасий Иванович
184. Гребенюк, Степан Гурьевич
185. Гревцев, Николай Васильевич
186. Греков, Владимир Александрович
187. Гречаный, Алексей Петрович
188. Гречко, Андрей Антонович
189. Грешнев, Иван Дмитриевич
190. Грибанов, Василий Фёдорович
191. Грибанов, Олег Михайлович
192. Грибачев, Николай Матвеевич
193. Грибков, Михаил Иванович
194. Грибков, Михаил Петрович
195. Гривко, Никита Дмитриевич
196. Григоращук, Василий Петрович
197. Григоров, Павел Владимирович
198. Григорьев, Ким Алексеевич
199. Григорьев, Михаил Григорьевич
200. Григорьев, Павел Иванович
201. Григорьянц, Арам Геворкович
202. Гридасов, Дмитрий Матвеевич
203. Гридин, Николай Степанович
204. Гриневич, Анна Константиновна
205. Гринько, Фёдор Митрофанович
206. Грисенко, Николай Васильевич
207. Гриценко, Александр Васильевич
208. Грицкевич, Анна Арсентьевна
209. Гришанов, Василий Максимович
210. Гришин, Виктор Васильевич
211. Гришин, Константин Николаевич
212. Гришина, Мария Ивановна
213. Гришкин, Иван Николаевич
214. Гришманов, Иван Александрович
215. Грищенко, Евгений Митрофанович
216. Грищенков, Василий Сергеевич
217. Грищук, Николай Савельевич
218. Громийчук, Пелагея Тимофеевна
219. Громов, Анатолий Александрович
220. Громов, Николай Дмитриевич
221. Громыко, Андрей Андреевич
222. Громыко, Владимир Константинович
223. Гросул, Яким Сергеевич
224. Грошев, Павел Иванович
225. Грушецкий, Иван Самойлович
226. Грушин, Пётр Дмитриевич
227. Грыза, Алексей Андрианович
228. Губанов, Василий Иванович
229. Губашев, Бейсембе Имангалиевич
230. Губорев, Павел Трофимович
231. Гуденко, Антонина Гордеевва
232. Гудин, Аркадий Филиппович
233. Гудкова, Евдокия Филипповна
234. Гузенко, Парфентий Васильевич
235. Гузин, Дмитрий Васильевич
236. Гуйва, Александр Филиппович
237. Гулахмедова, Саодат
238. Гуленко, Пелагея Степановна
239. Гулиев, Гейдар Мехти оглы
240. Гульбас, Александр Николаевич
241. Гунин, Павел Семёнович
242. Гунченко, Степан Силантьевич
243. Гура, Григорий Степанович
244. Гургаль, Владимир Иосифович
245. Гуреев, Иван Николаевич
246. Гуреев, Николай Михайлович
247. Гурин, Александр Сергеевич
248. Гурин, Андрей Григорьевич
249. Гуров, Иван Ефремович
250. Гурулёва, Ольга Афанасьевна
251. Гурьянов, Аркадий Михайлович
252. Гусак, Гавриил Ефимович
253. Гусаковский, Иосиф Ираклиевич
254. Гусач, Степан Терентьевич
255. Гусев, Гурий Григорьевич
256. Гусейнов, Иман Гюлали оглы
257. Гусейнов, Камран Асад оглы
258. Гусейнов, Мехти Али оглы
259. Гусихина, Татьяна Ивановна
260. Густов, Иван Степанович
261. Гуськов, Леонид Алексеевич
262. Гутов, Александр Иванович
263. Гутовский, Пётр Кириллович
264. Гуцаленко, Варфоломей Иванович
265. Гюлназарян, Хачик Егишович

## Д
1. Давидков, Виктор Иосифович
2. Давитадзе, Леван Михайлович
3. Давитадзе, Луиза Ивановна
4. Давыдкин, Алексей Дмитриевич
5. Давыдов, Александр Викторович
6. Давыдов, Александр Григорьевич
7. Давыдов, Алексей Иосифович
8. Давыдов, Василий Васильевич
9. Давыдова, Анастасия Степановна
10. Даглдян, Сурен Аршакович
11. Дадашев, Кудрат Кулиевич
12. Дадашев, Шейхали Алескерович
13. Дадыкина, Александра Ильинична
14. Даиров, Музаппар
15. Далматов, Тимофей Андреевич
16. Даниленко, Николай Васильевич
17. Данилов, Егор Павлович
18. Данилов, Олег Иванович
19. Данилов, Фёдор Александрович
20. Даниловский, Александр Дмитриевич
21. Данилюк, Евгения Филипповна
22. Даниялов, Абдурахман Даниялович
23. Данкевич, Павел Борисович
24. Данковцев, Александр Георгиевич
25. Данченко, Алексей Евгеньевич
26. Дауленов, Салькен
27. Дашевский, Юрий Владимирович
28. Дворецкий, Бернад Николаевич
29. Дворна, Мария Фёдоровна
30. Дежин, Александр Алексеевич
31. Дейнека, Василин Семёнович
32. Дейнеко, Григорий Фёдорович
33. Декин, Андрей Матвеевич
34. Делеган, Мария Иосифовна
35. Деменко, Илья Герасимович
36. Дементьев, Пётр Васильевич
37. Дементьева, Раиса Фёдоровна
38. Деменьшин, Иван Трофимович
39. Демидов, Герман Александрович
40. Демидова, Татьяна Савельевна
41. Демидова, Юлия Прокопьевна
42. Дёмин, Иван Михайлович
43. Дёмин, Никита Степанович
44. Дёмина, Ольга Васильевна
45. Демирский, Григорий Автономович
46. Демичев, Пётр Нилович
47. Демченко, Владимир Акимович
48. Демьяненко, Иван Евсеевич
49. Денисенко, Алексей Иванович
50. Денисенко, Пётр Семёнович
51. Денисенков, Иван Антонович
52. Денисов, Александр Матвеевич
53. Денисов, Алексей Александрович
54. Денисов, Валентин Александрович
55. Денисов, Василий Павлович
56. Денисов, Геннадий Владимирович
57. Денисов, Георгий Яковлевич
58. Денисов, Николай Семёнович
59. Денисова, Ангелина Николаевна
60. Денисова, Ольга Денисовна
61. Денщикова, Дина Михайловна
62. Дергунов, Виктор Дмитриевич
63. Деревянко, Леонид Трофимович
64. Деревянко, Юлия Александровна
65. Деркач, Мария Афанасьевна
66. Деркачев, Василий Григорьевич
67. Дерунов, Павел Фёдорович
68. Дерюгин, Борис Иванович
69. Дерябин, Алексей Алексеевич
70. Десятник, Андрей Петрович
71. Джавахишвили, Гиви Дмитриевич
72. Джавахишвили, Нина Александровна
73. Джавов, Гризи Джавович
74. Джалалов, Маннап
75. Джанаева, Мария Николаевна
76. Джангозин, Джакип-Бек
77. Джандильдин, Нурымбек Джандильдинович
78. Джапаридзе, Уча Малакиевич
79. Джафаров, Акиф Аллахярович
80. Джафаров, Сафтар Мамед оглы
81. Джаши, Валентин Северьянович
82. Джашиашвили, Этери Ильинична
83. Джейранашвили, Ламара Михайловна
84. Джелия, Маня Германовна
85. Джибладзе, Николай Мелкисович
86. Джибути, Этери Шалвовна
87. Джобадзе, Сергей Александрович
88. Джундибаев, Кемельтай Кулович
89. Джунусов, Алиакбар Койлыбаевич
90. Джураев, Курбан
91. Дзарасов, Тембулат Султанович
92. Дзоценидзе, Георгий Самсонович
93. Дианов, Пётр Викентьевич
94. Дибирова, Сафия Гаджи кызы
95. Диндиков, Зиновий Фёдорович
96. Диордица, Александр Филиппович
97. Диптан, Ольга Климентьевна
98. Длинная, Тамара Петровна
99. Дмитриев, Александр Дмитриевич
100. Дмитриев, Виктор Васильевич
101. Дмитриев, Кузьма Дмитриевич
102. Дмитриев, Михаил Иванович
103. Дмитриев, Николай Зосимович
104. Дмитриев, Николай Иванович
105. Дмитриева, Валентина Ивановна
106. Дмитриева, Зинаида Сергеевна
107. Дмитриева, Мария Андреевна
108. Дмитрин, Александр Григорьевич
109. Дмитриева, Парасковья Осиповна
110. Добринский, Григорий Григорьевич
111. Доброрадных, Павел Георгиевич
112. Добросклонский, Владимир Иванович
113. Добыш, Фёдор Иванович
114. Довгопол, Виталий Иванович
115. Довжик, Михаил Егорович
116. Довжик, Николай Степанович
117. Догадкин, Николай Павлович
118. Догадкина, Антонина Ефимовна
119. Докторов, Николай Иванович
120. Долгополов, Пётр Александрович
121. Доленко, Валентин Кириллович
122. Долидзе, Шота Андреевич
123. Долматов, Николай Афанасьевич
124. Долынюк, Евгения Алексеевна
125. Доманин, Александр Фёдорович
126. Доманов, Игнат Захарович
127. Донченко, Сергей Николаевич
128. Дорофеева, Анастасия Ивановна
129. Дорохин, Николай Тимофеевич
130. Дорохов, Виктор Георгиевич
131. Дорохов, Роман Александрович
132. Дорохов, Степан Дмитриевич
133. Дорошевич, Михаил Васильевич
134. Дорошенко, Николай Ильич
135. Дорошенко, Пётр Емельянович
136. Досов, Иван Фёдорович
137. Досова, Абадан
138. Драгомирецкий, Владимир Порфирьевич
139. Драгунов, Николай Васильевич
140. Драгунский, Давид Абрамович
141. Дрампян, Хажак Андраникович
142. Дробот, Владимир Ильич
143. Дрозденко, Василий Иванович
144. Дроздов, Дмитрий Трофимович
145. Дронов, Юрий Сергеевич
146. Другов, Василий Иванович
147. Дружинин, Владимир Николаевич
148. Дружинин, Георгий Павлович
149. Дрыгин, Анатолий Семёнович
150. Дубинин, Александр Васильевич
151. Дубневский, Гурий Алексеевич
152. Дубова, Нина Сергеевна
153. Дубровин, Геннадий Степанович
154. Дубровин, Леонид Алексеевич
155. Дугашвили, Парнаоз Сардионович
156. Дудина, Матрёна Антоновна
157. Дудкин, Михаил Ильич
158. Дудкина, Зинаида Николаевна
159. Дудник, Григорий Сергеевич
160. Дудоров, Николай Павлович
161. Дудоров, Тимофей Дмитриевич
162. Дудорова, Анна Ивановна
163. Думинов, Виктор Иванович
164. Дундуков, Евгений Антонович
165. Дурнев, Леонид Николаевич
166. Дутиков, Николай Иванович
167. Душин, Григорий Андреевич
168. Дыбенко, Николай Кириллович
169. Дыгай, Николай Александрович
170. Дымов, Василий Павлович
171. Дымченко, Валентина Леонтьевна
172. Дымшиц, Вениамин Эммануилович
173. Дыхнов, Николай Васильевич
174. Дьяков, Валентин Александрович
175. Дьяков, Георгий Петрович
176. Дьяченко, Демид Петрович
177. Дядык, Иван Иванович
178. Дятко, Вацлав Игнатьевич
179. Дячук, Павел Максимович

## Е
1. Евгеньев, Сергей Иванович
2. Евдокименко, Георгий Степанович
3. Евдокимов, Василий Иванович
4. Евец, Михаил Юрьевич
5. Евсеев, Василий Петрович
6. Евсеенко, Михаил Андрианович
7. Евсеенко, Николай Васильевич
8. Евстафьев, Владимир Алексеевич
9. Евтушенко, Георгий Иванович
10. Егизбаев, Косай Алекулович
11. Егоров, Александр Михайлович
12. Егоров, Алексей Фёдорович
13. Егоров, Владимир Николаевич
14. Егоров, Вячеслав Петрович
15. Егоров, Евгений Павлович
16. Егоров, Никита Васильевич
17. Егоров, Николай Фёдорович
18. Егоров, Фёдор Николаевич
19. Егорова, Валентина Константиновна
20. Егорова, Елизавета Николаевна
21. Егорова, Мария Андреевна
22. Егорычев, Николай Григорьевич
23. Едалина, Антонина Ефимовна
24. Едигорьян, Цолак Геворкович
25. Ежов, Василий Дмитриевич
26. Екенин, Николай Александрович
27. Ектов, Иван Михайлович
28. Елагина, Александра Никандровна
29. Еленевич, Борис Петрович
30. Елизарашвили, Владимир Григорьевич
31. Елисеев, Иван Васильевич
32. Елисеева, Евдокия Ивановна
33. Елисеенок, Иван Антонович
34. Елистратов, Пётр Матвеевич
35. Елкина, Анна Яковлевна
36. Ельцов, Константин Сергеевич
37. Ельчанин, Аркадий Иванович
38. Ельченко, Юрий Никифорович
39. Елютин, Вячеслав Петрович
40. Емелин, Борис Сергеевич
41. Емельяненко, Александра Александровна
42. Емельянова, Лидия Николаевна
43. Емец, Иван Илларионович
44. Енисеев, Сергей Исакович
45. Енютин, Владимир Сергеевич
46. Енютин, Георгий Васильевич
47. Епифанцев, Николай Сергеевич
48. Епихин, Фатей Семёнович
49. Ерёменко, Анатолий Петрович
50. Ерёменко, Андрей Иванович
51. Ерёменко, Клавдия Ивановна
52. Ерёмин, Борис Николаевич
53. Ерёмина, Лидия Егоровна
54. Ержанова, Закира
55. Ерквания, Давид Леванович
56. Ерлаков, Анатолий Сергеевич
57. Ермаков, Александр Иванович
58. Ермаков, Николай Павлович
59. Ермилов, Виктор Васильевич
60. Ермин, Лев Борисович
61. Ермолина, Анастасия Егоровна
62. Ермошкин, Василий Дмитриевич
63. Ерофеев, Григорий Степанович
64. Ероян, Анушаван Срапионович
65. Ерыкалов, Василий Иванович
66. Есауленко, Константин Евгеньевич
67. Есипов, Анатолий Дмитриевич
68. Ескендиров, Захан
69. Есова, Сара Сатпаевна
70. Ефимов, Павел Иванович
71. Ефимова, Вера Александровна
72. Ефрейторов, Василий Александрович
73. Ефременкова, Нина Аврамовна
74. Ефремов, Константин Александрович
75. Ефремов, Леонид Николаевич
76. Ефремов, Михаил Тимофеевич
77. Ефремов, Степан Андрианович
78. Ефремова, Зинаида Димитриевна
79. Ефремова, Клавдия Александровна
80. Ефремова, Нина Васильевна
81. Ешимбетов, Давлет
82. Ештокин, Афанасий Фёдорович
83. Ещенко, Галина Никитична
84. Ещенко, Лев Вадимович

## Ж
1. Жадов, Алексей Семёнович
2. Жамиерашвили, Гиви Владимирович
3. Жанайдарова, Гульджиан Ахметжановна
4. Жанбутинов, Нургази
5. Жапаров, Казбек
6. Жарков, Константин Дмитриевич
7. Жарков, Михаил Иванович
8. Жарлигапова, Сатира
9. Жарова, Клавдия Осиповна
10. Жаровцев, Василий Михайлович
11. Жарская, Анна Андреевна
12. Жвания, Нина Авксентьевна
13. Жгун, Валентина Павловна
14. Жданов, Фёдор Михайлович
15. Жданов, Юрий Андреевич
16. Жданович, Анатолий Доминикович
17. Железнякович, Павел Арсеньевич
18. Желтов, Алексей Сергеевич
19. Желудкова, Анна Михайловна
20. Жербанова, Мария Алексеевна
21. Жеребин, Борис Николаевич
22. Жеребин, Дмитрий Сергеевич
23. Жернаков, Александр Андреевич
24. Жибров, Юрий Васильевич
25. Живописцев, Игорь Алексеевич
26. Жигалин, Владимир Фёдорович
27. Жигарев, Павел Фёдорович
28. Жигулина, Раиса Ивановна
29. Жидовинов, Михаил Иванович
30. Жижель, Иван Матвеевич
31. Жижилашвили, Шалва Николаевич
32. Жирнов, Дмитрий Иванович
33. Жирнов, Иван Сергеевич
34. Жирова, Татьяна Игнатьевна
35. Житнюк, Галина Михайловна
36. Жмурин, Сергей Тихонович
37. Жук, Константин Степанович
38. Жукиева, Умсын
39. Жуков, Георгий Александрович
40. Жукова, Вера Селиверстовна
41. Жукова, Елизавета Петровна
42. Жукова, Татьяна Ильинична
43. Жуковская, Галина Куприяновна
44. Жуковский, Сергей Яковлевич
45. Жулева, Вера Антоновна
46. Журавлёв, Александр Васильевич
47. Журавлёв, Алексей Александрович
48. Журавлёв, Геннадий Александрович
49. Журбина, Клавдия Антоновна
50. Журин, Николай Иванович
51. Журкина, Мария Никоноровна

## З
1. Забавников, Пётр Андреевич
2. Забалуев, Валентин Трофимович
3. Заболотный, Леонид Филиппович
4. Заборский, Валентин Витальевич
5. Забродин, Михаил Васильевич
6. Забродоцкий, Николай Титович
7. Забусов, Михаил Иванович
8. Завьялов, Алексей Захарович
9. Завьялов, Сергей Яковлевич
10. Загафуранов, Файзрахман Загафуранович
11. Заглада, Надежда Григорьевна
12. Загора, Иван Семёнович
13. Загородних, Николай Максимович
14. Загоруйко, Мария Фёдоровна
15. Загребельная, Наталия Аникеевна
16. Загребин, Арсений Михайлович
17. Задорожний, Пётр Михайлович
18. Задорожный, Иван Акимович
19. Заец, Василий Корнеевич
20. Зазулина, Антонина Ивановна
21. Зайнашев, Узбек Назихович
22. Зайнулабидов, Гитин Абидович
23. Зайнуллина, Кажекен
24. Зайцев, Василий Васильевич
25. Зайцев, Вячеслав Сергеевич
26. Зайцев, Григорий Назарович
27. Зайцев, Леонид Иванович
28. Зайцев, Михаил Васильевич
29. Зайцев, Юрий Григорьевич
30. Зайцева, Клавдия Ивановна
31. Зайченко, Виталий Витальевич
32. Зайченко, Георгий Васильевич
33. Закалюжный, Николай Степанович
34. Закарин, Аскар Закарьевич
35. Закрой, Георгий Гаврилович
36. Закурнаева, Александра Петровна
37. Залознов, Евгений Петрович
38. Залужный, Владимир Иванович
39. Залялетдинова, Биби-Сара Гимадеевна
40. Заметин, Иван Ильич
41. Замирякин, Константин Александрович
42. Зангиев, Борис Дмитриевич
43. Запьянцева, Мария Гавриловна
44. Зарипова, Низорамо
45. Зарипова, Тагира Бикмухаметовна
46. Заробян, Яков Никитович
47. Зародов, Константин Иванович
48. Зарочинцева, Александра Алексеевна
49. Заского, Николай Иванович
50. Засыпкин, Иван Алексеевич
51. Засядько, Александр Фёдорович
52. Затылкин, Борис Васильевич
53. Захаренко, Кирилл Евтихиевич
54. Захаров, Александр Григорьевич
55. Захаров, Александр Романович
56. Захаров, Борис Филиппович
57. Захаров, Георгий Васильевич
58. Захаров, Константин Игнатьевич
59. Захаров, Матвей Васильевич
60. Захаров, Михаил Егорович
61. Захаров, Михаил Николаевич
62. Захаров, Николай Иванович
63. Захаров, Николай Степанович
64. Захарова, Мария Егоровна
65. Захарченко, Иван Петрович
66. Захарьева, Вера Егоровна
67. Захваткин, Виктор Константинович
68. Зверева, Екатерина Никитична
69. Звягин, Алексей Михайлович
70. Здешнев, Владимир Дмитриевич
71. Зеленец, Михаил Сергеевич
72. Зеленский, Борис Александрович
73. Зеленый, Павел Петрович
74. Зерекидзе, Ираклий Иосифович
75. Зернов, Георгий Силович
76. Зилинскии, Иван Гаврилович
77. Зимин, Георгий Васильевич
78. Зимина, Анастасия Никоноровна
79. Зиньковская, Евгения Тимофеевна
80. Зитманис, Август Карлович
81. Зиядуллаев, Саид-Карим
82. Знаменский, Юрий Владимирович
83. Золин, Яков Фёдорович
84. Золинов, Владимир Григорьевич
85. Золов, Алексей Ильич
86. Золотарёв, Константин Яковлевич
87. Золотухин, Валентин Васильевич
88. Золотухин, Григорий Сергеевич
89. Золотухина, Зинаида Михайловна
90. Зоренко, Матрёна Иосифовна
91. Зорин, Вадим Викторович
92. Зорин, Валериан Александрович
93. Зорькина, Анастасия Алексеевна
94. Зотов, Василий Петрович
95. Зубарев, Александр Сергеевич
96. Зубарев, Геннадий Васильевич
97. Зубкова, Лидия Николаевна
98. Зубова, Клавдия Никифоровна
99. Зубова, Лидия Ивановна
100. Зубрицкий, Леонид Никитович
101. Зуев, Василий Фёдорович
102. Зуев, Иван Фёдорович
103. Зуев, Константин Николаевич
104. Зурабов, Роберт Сергеевич
105. Зымалев, Георгий Семёнович
106. Зырянов, Павел Иванович
107. Зюзин, Иван Максимович
108. Зюзин, Павел Иванович
109. Зябликова, Евгения Фёдоровна
110. Зянько, Константин Терентьевич

## И
1. Иашвили, Михаил Ильич
2. Ибрагимов, Али Измаилович
3. Ибрагимов, Гаджи Ага Халил оглы
4. Ибрагимов, Мирзаолим Ибрагимович
5. Ибраева, Раиса Солтмурадовна
6. Иванеев, Иван Андрианович
7. Иваненко, Алексей Васильевич
8. Иваненко, Василий Степанович
9. Иваненко, Иван Степанович
10. Иваненко, Пётр Лаврентьевич
11. Иванков, Михаил Семёнович
12. Иванников, Валентин Тимофеевич
13. Иванов, Аркадий Яковлевич
14. Иванов, Василий Александрович
15. Иванов, Василий Васильевич
16. Иванов, Василий Яковлевич
17. Иванов, Виктор Андреевич
18. Иванов, Владимир Дмитриевич
19. Иванов, Владимир Николаевич
20. Иванов, Георгий Александрович
21. Иванов, Георгий Георгиевич
22. Иванов, Дмитрий Иванович
23. Иванов, Евгений Константинович
24. Иванов, Иван Ильич
25. Иванов, Иван Карпович
26. Иванов, Иван Сергеевич
27. Иванов, Николай Васильевич
28. Иванов, Пётр Николаевич
29. Иванов, Пётр Сергеевич
30. Иванов, Семён Павлович
31. Иванов, Тихон Григорьевич
32. Иванова, Вера Яковлевна
33. Иванова, Дора Алексеевна
34. Иванова, Зинаида Ивановна
35. Иванова, Елизавета Семёновна
36. Иванова, Людмила Афанасьевна
37. Иванова, Мария Михайловна
38. Иванова, Раиса Алексеевна
39. Ивановская, Татьяна Владимировна
40. Ивановский, Владимир Фёдорович
41. Ивановский, Евгений Филиппович
42. Иванькович, Николай Филиппович
43. Ивасик, Александр Никитович
44. Ивашкин, Андрей Петрович
45. Ивашутин, Пётр Иванович
46. Иващенко, Александр Венедиктович
47. Иващенко, Дмитрий Андреевич
48. Иващенко, Иван Григорьевич
49. Иващенко, Ольга Ильинична
50. Ивкина, Анна Фёдоровна
51. Ивлиев, Иван Дмитриевич
52. Ивличев, Владимир Васильевич
53. Ивонин, Иван Павлович
54. Игнатов, Николай Григорьевич
55. Игнатов, Николай Фёдорович
56. Игнатова, Мария Яковлевна
57. Игнатьев, Андрей Петрович
58. Игнатьев, Никон Петрович
59. Изаксон, Ханаан Ильич
60. Изотов, Виктор Иванович
61. Икомасов, Анатолий Константинович
62. Илаков, Алексей Александрович
63. Илларионова, Анна Ивановна
64. Ильвес, Харальд Яакович
65. Ильин, Борис Владимирович
66. Ильина, Анна Ивановна
67. Ильичёв, Леонид Александрович
68. Ильичёв, Леонид Фёдорович
69. Ильичёв, Михаил Иванович
70. Ильницкий, Юрий Васильевич
71. Ильюшин, Иван Макарович
72. Ильюшин, Сергей Владимирович
73. Имралиев, Сардар Мамед оглы
74. Инаури, Алексей Николаевич
75. Инсаров, Иван Анисимович
76. Иогансон, Борис Владимирович
77. Ионов, Пётр Иванович
78. Иордан, Мария Леонтьевна
79. Иосипака, Анна Ивановна
80. Иосифова, Евгения Иосифовна
81. Иосифьян, Андроник Гевондович
82. Иргашев, Хидир-Али
83. Исабеков, Амиргазы
84. Исаев, Анатолий Иванович
85. Исаев, Василий Павлович
86. Исаев, Василий Яковлевич
87. Исаев, Иван Сергеевич
88. Исаев, Серафим Иванович
89. Исаев, Сулейман Фарманович
90. Исаева, Раиса Ивановна
91. Исанин, Николай Никитич
92. Исаров, Хасан
93. Искендеров, Мамед Абдул оглы
94. Исковских, Пётр Сергеевич
95. Исламова, Рахима Джавбуриевна
96. Ислюков, Семён Матвеевич
97. Исмаилов, Толесун
98. Истомина, Таисия Ивановна
99. Исупов, Николай Степанович
100. Иудин, Павел Михайлович
101. Ишков, Александр Акимович
102. Ишмаков, Талгат Хусаинович
103. Ишутин, Алексей Фёдорович

## К
1. Кабалоев, Билар Емазаевич
2. Кабанец, Иван Фёдорович
3. Кабков, Яков Иванович
4. Каверина, Александра Алексеевна
5. Кавешникова, Агафья Николаевна
6. Кавтарадзе, Сергей Иванович
7. Кавун, Василий Михайлович
8. Кагаков, Сергей Сергеевич
9. Кагерманов, Алхазур Денаевич
10. Кадагидзе, Григорий Ильич
11. Кадастик, Альфред Антонович
12. Кадась, Фёдор Игнатьевич
13. Кадирова, Ханымгыз Магеррамали кызы
14. Кадыров, Азиз Мавлянович
15. Кадышев, Степан Иванович
16. Каешко, Валентин Павлович
17. Каеткин, Вячеслав Николаевич
18. Казаков, Михаил Ильич
19. Казаков, Николай Степанович
20. Казаков, Пётр Яковлевич
21. Казакова, Людмила Борисовна
22. Казанец, Иван Павлович
23. Казанцев, Михаил Сергеевич
24. Казанцева, Вера Ивановна
25. Казинская, Екатерина Максимовна
26. Казнов, Фёдор Васильевич
27. Каиров, Иван Андреевич
28. Кайкан, Пётр Фёдорович
29. Кайманов, Алексей Ефимович
30. Калабухов, Дмитрий Митрофанович
31. Калабухов, Фёдор Васильевич
32. Каландаров, Анвар
33. Калашник, Михаил Харитонович
34. Калашников, Алексей Максимович
35. Каленов, Василий Никифорович
36. Калин, Александр Дмитриевич
37. Калинин, Алексей Иванович
38. Калинина, Мария Гавриловна
39. Калиничева, Елена Константиновна
40. Калиниченко, Георгий Семёнович
41. Калинченко, Эмилия Емельяновна
42. Калита, Фёдор Илларионович
43. Калмыков, Валерий Дмитриевич
44. Калмыкова, Александра Владимировна
45. Калнберзин, Ян Эдуардович
46. Калугин, Александр Михайлович
47. Калько, Пелагея Ивановна
48. Кальсин, Александр Иванович
49. Кальченко, Григорий Демьянович
50. Кальченко, Никифор Тимофеевич
51. Кальченко, Николай Антонович
52. Кальченко, Степан Власович
53. Калюжный, Денис Иванович
54. Камалов, Каллибек
55. Камалов, Камар Мавлянович
56. Камалов, Сабир
57. Камалова, Айым
58. Камалова, Мавлюда
59. Камалова, Ранда Хакимжановна
60. Камбаров, Турсун
61. Каменев, Алексей Лаврентьевич
62. Каменская, Зоя Гавриловна
63. Каменский, Валентин Александрович
64. Каменский, Владимир Георгиевич
65. Каменский, Пётр Васильевич
66. Кан, Виталий Яковлевич
67. Кандренков, Андрей Андреевич
68. Канцеляристов, Пётр Семёнович
69. Капитонов, Иван Васильевич
70. Капорулин, Константин Николаевич
71. Капралов, Владимир Семёнович
72. Каптырев, Василий Фёдорович
73. Капустин, Константин Николаевич
74. Капырин, Георгий Ильич
75. Караваев, Сергей Андреевич
76. Караджаева, Айсолтан
77. Караев, Кара Абульфаз оглы
78. Каракеев, Курман-Гали
79. Карасёв, Алексей Константинович
80. Карасёв, Алексей Яковлевич
81. Карасёва, Лидия Васильевна
82. Карась, Михаил Филимонович
83. Каргин, Алексей Георгиевич
84. Каргополов, Виктор Алексеевич
85. Карданов, Замихшери Касимович
86. Кардапольцев, Александр Васильевич
87. Карев, Виктор Иванович
88. Каретников, Фёдор Васильевич
89. Каримов, Мустафа Сафич
90. Каримов, Теша
91. Каримова, Фиалка Масалимовна
92. Карих, Георгий Павлович
93. Карлов, Владимир Алексеевич
94. Карнашин, Вениамин Васильевич
95. Карпенко, Иван Трофимович
96. Карпенко, Любовь Алексеевна
97. Карпенко, Михаил Ильич
98. Карпенко, Михаил Пантелеевич
99. Карпеш, Борис Петрович
100. Карпинский, Вячеслав Алексеевич
101. Карпов, Валентин Семёнович
102. Карпов, Василий Иванович
103. Карпов, Василий Иванович
104. Карпов, Григорий Львович
105. Карпов, Леонид Анатольевич
106. Карпчук, Матвей Романович
107. Карсакова, Зоя Яковлевна
108. Картавенко, Анатолий Николаевич
109. Картвелишвили, Гавриил Михайлович
110. Карцев, Владимир Иванович
111. Карягин, Анатолий Васильевич
112. Касатонов, Владимир Афанасьевич
113. Касымов, Алибай
114. Касьян, Иван Гаврилович
115. Катаев, Евгений Фёдорович
116. Катаржин, Николай Михайлович
117. Катков, Иван Ефимович
118. Катушев, Константин Фёдорович
119. Кахаров, Абдулахад
120. Кахарова, Хайриниса
121. Кацуба, Павел Борисович
122. Качанов, Иван Семёнович
123. Качковский, Андрей Игнатьевич
124. Качур, Василий Захарович
125. Качуровский, Максим Ильич
126. Каширская, Валентина Фёдоровна
127. Кашкадамов, Борис Павлович
128. Квасницкий, Алексей Владимирович
129. Квасов, Фёдор Иванович
130. Келдыш, Мстислав Всеволодович
131. Келина, Евлалия Филипповна
132. Кемайкин, Фрол Сергеевич
133. Кербабаев, Берды Мурадович
134. Керимов, Шихсаид Керим оглы
135. Керкадзе, Владимир Георгиевич
136. Кибиткина, Ираида Викторовна
137. Кизивадзе, Николай Северьянович
138. Кизим, Василий Кириллович
139. Киктев, Борис Фёдорович
140. Килбас, Александр Антонович
141. Килимонис, Изидорюс Адамович
142. Килыбаева, Тлеулес
143. Кимстач, Александр Карлович
144. Кинаров, Иван Павлович
145. Кипорук, Василий Михайлович
146. Киреев, Алексей Павлович
147. Киреева, Зинаида Александровна
148. Кириленко, Андрей Павлович
149. Кириллин, Владимир Алексеевич
150. Кириллов, Борис Павлович
151. Кириллов, Михаил Семёнович
152. Кириллов, Николай Кузьмич
153. Кириллова, Евдокия Федотовна
154. Кириллов-Угрюмов, Виктор Григорьевич
155. Кирилюк, Николай Петрович
156. Кириченко, Егор Александрович
157. Кириченко, Николай Власович
158. Кирьяков, Михаил Фёдорович
159. Кирюшин, Алексей Дмитриевич
160. Киселёв, Виктор Иванович
161. Киселёв, Геннадий Алексеевич
162. Киселёв, Григорий Яковлевич
163. Киселёв, Иван Иванович
164. Киселёв, Тихон Яковлевич
165. Кисельников, Андрей Павлович
166. Кисенко, Иван Григорьевич
167. Кисис, Роберт Янович
168. Кислицын, Николай Гаврилович
169. Кисриева, Суна
170. Китаева, Александра Ивановна
171. Киташов, Иван Семёнович
172. Китова, Надежда Васильевна
173. Кичигин, Александр Иванович
174. Киянов, Александр Петрович
175. Кладов, Дмитрий Дмитриевич
176. Клаусон, Вальтер Иванович
177. Клеменова, Мария Дмитриевна
178. Климашевская, Тереса Леонардовна
179. Клименко, Василий Константинович
180. Клименко, Иван Ефимович
181. Клименко, Михаил Андреевич
182. Клименков, Василий Яковлевич
183. Климин, Леонтий Николаевич
184. Климкина, Анна Васильевна
185. Климков, Пётр Дмитриевич
186. Климов, Александр Петрович
187. Климов, Владимир Никандрович
188. Климов, Иван Фролович
189. Климов, Николай Васильевич
190. Климович, Виталий Михайлович
191. Климятов, Василий Потапович
192. Клопова, Александра Семёновна
193. Клочков, Александр Александрович
194. Клюквин, Василий Фёдорович
195. Кляшторная, Нина Александровна
196. Князев, Василий Ильич
197. Князев, Сергей Львович
198. Князев, Филипп Кириллович
199. Кобахидзе, Леван Васильевич
200. Кобахидзе, Шота Семёнович
201. Кобзев, Василий Гаврилович
202. Кобозев, Леонид Михайлович
203. Кобыльчак, Михаил Митрофанович
204. Кобышев, Фёдор Кириллович
205. Кобяков, Анатолий Николаевич
206. Кобяков, Иван Григорьевич
207. Ковалёв, Василий Михайлович
208. Ковалёв, Николай Иванович
209. Ковалёв, Олег Ильич
210. Ковалёв, Семён Николаевич
211. Ковалёва, Мария Кирилловна
212. Ковалёва, Татьяна Петровна
213. Ковалевский, Виктор Никитович
214. Коваленко, Александр Власович
215. Коваленко, Алексей Саввич
216. Коваленко, Вера Анатольевна
217. Коваленко, Константин Иосифович
218. Коваленко, Константин Степанович
219. Коваль, Александр Матвеевич
220. Коваль, Владимир Ефимович
221. Коваль, Владимир Иванович
222. Коваль, Иван Григорьевич
223. Коваль, Николай Григорьевич
224. Коваль, Фёдор Тихонович
225. Ковальчук, Владимир Ильич
226. Кованов, Павел Васильевич
227. Ковпак, Сидор Артемьевич
228. Кодица, Иван Сергеевич
229. Кожамкулов, Сералы
230. Кожевников, Евгений Фёдорович
231. Кожевникова, Анна Александровна
232. Кожедуб, Иван Никитович
233. Кожохин, Александр Иванович
234. Козаев, Владимир Дмитриевич
235. Козаков, Николай Дмитриевич
236. Козинец, Николай Фёдорович
237. Козланюк, Пётр Степанович
238. Козлекевич, Владимир Николаевич
239. Козлов, Анатолий Лазаревич
240. Козлов, Василий Иванович
241. Козлов, Григорий Иванович
242. Козлов, Николай Тимофеевич
243. Козлов, Николай Халимович
244. Козлов, Пётр Алексеевич
245. Козлов, Сергей Васильевич
246. Козлов, Фрол Романович
247. Козлова, Дарья Ивановна
248. Козлова, Евдокия Прокофьевна
249. Козлова, Нина Сергеевна
250. Козловский, Виктор Владимирович
251. Козловский, Константин Иванович
252. Козобродов, Алексей Фёдорович
253. Козуб, Антонина Митрофановна
254. Козырь, Григорий Андреевич
255. Козырь, Павел Пантелеевич
256. Кокарев, Александр Акимович
257. Кокорин, Анатолий Матвеевич
258. Кокош, Николай Ефимович
259. Кокушкин, Владимир Иванович
260. Колбасин, Александр Александрович
261. Колбая, Циала Бараевна
262. Колганова, Анастасия Афанасьевна
263. Колесник, Афанасий Фёдорович
264. Колесник, Евгения Николаевна
265. Колесников, Алексей Самойлович
266. Колесников, Иван Евдокимович
267. Колесников, Михаил Евгеньевич
268. Колесников, Пётр Кондратьевич
269. Колибаев, Павел Алексеевич
270. Колобанова, Надежда Георгиевна
271. Колодяжный, Николай Васильевич
272. Коломиец, Михаил Маркович
273. Коломиец, Фёдор Степанович
274. Коломийцев, Константин Гаврилович
275. Коломоец, Надежда Семёновна
276. Колониченко, Алексей Фёдорович
277. Колосова, Валентина Алексеевна
278. Колпаков, Михаил Яковлевич
279. Колпакова, Надежда Ивановна
280. Колчина, Ольга Павловна
281. Кольников, Иван Яковлевич
282. Кольчик, Александр Арсентьевич
283. Кольчуганов, Михаил Логинович
284. Коляда, Анастасия Матвеевна
285. Коляка, Михаил Павлович
286. Комарова, Домна Павловна
287. Комарова, Прасковья Ивановна
288. Комарь, Марфа Петровна
289. Комендантов, Семён Филиппович
290. Комин-Александровский, Михаил Алексеевич
291. Комиссарова, Александра Федотовна
292. Комков, Аркадий Иванович
293. Комкова, Евдокия Ильинична
294. Компанеец, Пелагея Ивановна
295. Комяхов, Василий Григорьевич
296. Конарев, Михаил Устинович
297. Кондобаров, Иван Денисович
298. Кондракова, Тамара Николаевна
299. Кондратьев, Алексей Иванович
300. Кондратьев, Григорий Иванович
301. Кондратьев, Сергей Иванович
302. Кондратьева, Анна Ивановна
303. Кондрашов, Александр Африканович
304. Кондрус, Бруно Карлович
305. Кондучалова, Кулуйпа
306. Конев, Виктор Иосифович
307. Конев, Иван Степанович
308. Коневец, Александр Васильевич
309. Коничева, Августа Константиновна
310. Коновалов, Алексей Иванович
311. Коновалов, Иван Михайлович
312. Коновалов, Илья Григорьевич
313. Коновалов, Николай Леонтьевич
314. Коновалов, Николай Семёнович
315. Коновалов, Павел Петрович
316. Кононов, Владимир Фомич
317. Кононов, Степан Фёдорович
318. Кононович, Ипполит Сильвестрович
319. Коноплев, Борис Всеволодович
320. Конотоп, Василий Иванович
321. Константинов, Борис Павлович
322. Константинов, Фёдор Васильевич
323. Конькова, Антонина Фёдоровна
324. Коныгин, Александр Александрович
325. Коняхин, Тимофей Николаевич
326. Копанева, Раиса Яковлевна
327. Копейкина, Антонина Семёновна
328. Копейкина, Лидия Павловна
329. Копейко, Александра Ивановна
330. Коппель, Хельди-Мелайне Оскаровна
331. Коптюх, Василий Антонович
332. Концев, Анатолий Кузьмич
333. Копылов, Вадим Павлович
334. Корабельников, Михаил Дмитриевич
335. Корабельщиков, Алексей Гаврилович
336. Кордзадзе, Вахтанг Давидович
337. Кореневская, Мария Иосифовна
338. Корж, Николай Афанасьевич
339. Корзунов, Иван Егорович
340. Кормич, Алексей Михайлович
341. Корнеев, Василий Никифорович
342. Корнеев, Виталий Ефимович
343. Корнеева, Зоя Николаевна
344. Корнейчук, Александр Евдокимович
345. Корнейчук, Пётр Антонович
346. Корниец, Леонид Романович
347. Корнилов, Сергей Корнилович
348. Корнюхин, Анатолий Васильевич
349. Коробанов, Сергей Михайлович
350. Коробейников, Виктор Александрович
351. Коробкин, Николай Николаевич
352. Коробко, Валентина Егоровна
353. Коровин, Василий Тимофеевич
354. Королёв, Анатолий Алексеевич
355. Королёв, Борис Алексеевич
356. Королёв, Сергей Васильевич
357. Королёв, Сергей Павлович
358. Короленко, Лука Ванифатьевич
359. Король, Владимир Адамович
360. Король, Фёдор Павлович
361. Корольков, Василий Герасимович
362. Корольков, Николай Кузьмич
363. Королькова, Нина Никандровна
364. Коротаевский, Фёдор Петрович
365. Коротеев, Борис Павлович
366. Коротков, Борис Фёдорович
367. Коротков, Виктор Иванович
368. Коротков, Константин Константинович
369. Коротков, Павел Васильевич
370. Короткова, Александра Ивановна
371. Коротцова, Тамара Акимовна
372. Коротченко, Демьян Сергеевич
373. Корохова, Нина Шабановна
374. Корощенко, Николай Сергеевич
375. Корсаков, Александр Петрович
376. Корсакова, Александра Афанасьевна
377. Корчагин, Павел Николаевич
378. Корчагина, Валентина Ивановна
379. Корчевский, Генрих Иванович
380. Коршунов, Алексей Григорьевич
381. Коршунов, Евгений Васильевич
382. Коршунов, Павел Кузьмич
383. Корытков, Николай Гаврилович
384. Корякин, Вячеслав Васильевич
385. Косберг, Семён Ариевич
386. Косенко, Савелий Иванович
387. Косинова, Ольга Андреевна
388. Косоногов, Алексей Ильич
389. Косоплеткин, Роман Тимофеевич
390. Коспанов, Шапет Коспанович
391. Костенко, Борис Васильевич
392. Костин, Николай Павлович
393. Костин, Юрий Матвеевич
394. Костоусов, Анатолий Иванович
395. Кострицкий, Сергей Петрович
396. Костров, Константин Константинович
397. Кострулев, Александр Никитович
398. Костюхин, Ян Сергеевич
399. Костюченко, Василий Васильевич
400. Костяев, Северьян Иванович
401. Косыгин, Алексей Николаевич
402. Котельников, Владимир Александрович
403. Котельникова, Ксения Емельяновна
404. Котёнок, Иван Прокофьевич
405. Котиков, Виктор Матвеевич
406. Котисов, Дмитрий Ефимович
407. Коткова, Александра Фёдоровна
408. Котляров, Николай Илларионович
409. Котов, Виктор Филиппович
410. Котов, Иван Иванович
411. Котова, Серафима Александровна
412. Котяш, Гавриил Иванович
413. Коханова, Любовь Петровна
414. Коханский, Василий Иванович
415. Кохонов, Филипп Лаврентьевич
416. Кочарян, Карлен Самвелович
417. Кочарян, Мусаел Тигранович
418. Коченов, Александр Григорьевич
419. Кочетков, Николай Георгиевич
420. Кочеткова, Татьяна Аркадьевна
421. Кочетов, Всеволод Анисимович
422. Кочинян, Антон Ервандович
423. Кочнов, Николай Иванович
424. Кочубаев, Тойчи Тагаевич
425. Кочубеев, Афанасий Георгиевич
426. Кочура, Иван Александрович
427. Кошевой, Пётр Кириллович
428. Кравцова, Анна Борисовна
429. Кравченко, Владимир Иванович
430. Кравченко, Юрий Александрович
431. Крамаренко, Александр Григорьевич
432. Красикова, Антонина Тимофеевна
433. Красильников, Леонид Иванович
434. Красникова, Валентина Ивановна
435. Краснов, Анатолий Тимофеевич
436. Краснюк, Авксентий Алексеевич
437. Красов, Виктор Фёдорович
438. Красова, Галина Фёдоровна
439. Красовский, Владимир Николаевич
440. Красовский, Степан Акимович
441. Кратенко, Иван Маркович
442. Кратиров, Сергей Борисович
443. Крахмалев, Михаил Константинович
444. Крейзер, Яков Григорьевич
445. Кременицкий, Виктор Александрович
446. Кремзюк, Илья Михайлович
447. Крепотин, Василий Константинович
448. Крестьянинов, Василий Иванович
449. Крестьянскова, Мария Михайловна
450. Кретов, Николай Фёдорович
451. Кривенко, Яков Николаевич
452. Кривилев, Александр Александрович
453. Кривонос, Пётр Фёдорович
454. Кривошеев, Павел Григорьевич
455. Кривошеева, Нина Петровна
456. Кривошеин, Николай Афанасьевич
457. Криночкин, Михаил Алексеевич
458. Криушенко, Александра Ивановна
459. Кропачев, Михаил Яковлевич
460. Кротов, Виктор Васильевич
461. Крощук, Степан Трифонович
462. Круглова, Зинаида Михайловна
463. Круликовский, Станислав Феликсович
464. Крупин, Семён Дмитриевич
465. Крупка, Иван Корнеевич
466. Крутских, Дмитрий Андреевич
467. Крутых, Николай Михайлович
468. Крылов, Алексей Георгиевич
469. Крылов, Василий Алексеевич
470. Крылов, Николай Иванович
471. Крымов, Михаил Иванович
472. Крюков, Виктор Иванович
473. Крюков, Евгений Михайлович
474. Крюков, Николай Иванович
475. Крюкова, Галина Ивановна
476. Крючков, Александр Георгиевич
477. Крючков, Михаил Кузьмич
478. Крючкова, Валентина Алексеевна
479. Кряж, Иван Захарович
480. Ктаторов, Олег Александрович
481. Кубарев, Василий Николаевич
482. Кубашев, Сагидулла
483. Кубекова, Мария Хамидовна
484. Кубынина, Минара Максимовна
485. Кувыкин, Степан Иванович
486. Кудаев, Георгий Петрович
487. Кудашев, Николай Тихонович
488. Кудербекова, Зеркуль Дуйсеновна
489. Кудрина, Лидия Романовна
490. Кудрявцев, Александр Иванович
491. Кудрявцев, Геннадий Петрович
492. Кужлева, Лидия Ивановна
493. Кузембаев, Шапек
494. Кузик, Леонид Иванович
495. Кузина, Надежда Ивановна
496. Кузнецов, Александр Андреевич
497. Кузнецов, Василий Васильевич
498. Кузнецов, Василий Григорьевич
499. Кузнецов, Виктор Иванович
500. Кузнецов, Иван Васильевич
501. Кузнецов, Иосиф Матвеевич
502. Кузнецов, Михаил Григорьевич
503. Кузнецов, Николай Александрович
504. Кузнецов, Николай Дмитриевич
505. Кузнецов, Николай Фёдорович
506. Кузнецов, Павел Иванович
507. Кузнецов, Пётр Михайлович
508. Кузнецов, Фёдор Федотович
509. Кузнецов, Юрий Александрович
510. Кузнецова, Антонина Александровна
511. Кузнецова, Антонина Васильевна
512. Кузнецова, Валентина Григорьевна
513. Кузнецова, Василиса Павловна
514. Кузнецова, Елена Александровна[прояснить]
515. Кузнецова, Софья Николаевна
516. Кузьмин, Александр Павлович
517. Кузьмин, Пётр Степанович
518. Кузьмина, Иустиния Кузьминична
519. Кузьминас, Владас Клеменсович
520. Кузьминова, Мария Васильевна
521. Кузьмич, Антон Саввич
522. Кузьмичёв, Фёдор Александрович
523. Кузюков, Фёдор Фёдорович
524. Куканов, Дмитрий Дмитриевич
525. Кукин, Дмитрий Михайлович
526. Куклинов, Александр Степанович
527. Куксова, Галина Игнатьевна
528. Кукушкин, Алексей Павлович
529. Кукушкин, Григорий Иванович
530. Кулагин, Владимир Васильевич
531. Кулаженко, Алексей Николаевич
532. Кулаков, Иван Михайлович
533. Кулаков, Фёдор Давыдович
534. Кулатов, Турабай
535. Кулаченко, Михаил Павлович
536. Кулев, Анатолий Матвеевич
537. Кулешова, Мария Александровна
538. Кулев, Леонид Петрович
539. Кулёмина, Евдокия Андреевна
540. Кулиев, Алекпер Мамед-оглы
541. Кулиев, Сейфеддин Рамазанович
542. Кулиева, Малейка Салман кызы
543. Кулик, Анатолий Порфирьевич
544. Кулик, Василий Игнатьевич
545. Кулик, Георгий Тарасович
546. Куликов, Владимир Никандрович
547. Куликов, Владимир Николаевич
548. Куликов, Николай Иванович
549. Куликов, Юрий Дмитриевич
550. Куликова, Валентина Михайловна
551. Куликова, Любовь Михайловна
552. Куликова, Мария Васильевна
553. Куликовский, Лонгин Францевич
554. Куличенко, Леонид Сергеевич
555. Кулматов, Кенеш
556. Кульбашник, Андрей Иванович
557. Кульвец, Павел Александрович
558. Кулькова, Елена Борисовна
559. Кулюкина, Валентина Николаевна
560. Куманин, Владимир Семёнович
561. Кумарин, Михаил Яковлевич
562. Кунаев, Динмухамед Ахмедович
563. Кунев, Иван Максимович
564. Кунилова, Татьяна Феопентовна
565. Куницын, Никифор Иванович
566. Купревич, Василий Феофилович
567. Куприянов, Борис Васильевич
568. Купрухина, Валентина Пантелеевна
569. Купцова, Надежда Ивановна
570. Купцова, Пелагея Михайловна
571. Куралева, Клавдия Александровна
572. Курамшина, Федосья Фёдоровна
573. Курашов, Сергей Владимирович
574. Курбанов, Джумамурад
575. Курбанов, Рахманкул Курбанович
576. Курбаткин, Иван Алексеевич
577. Курбатова, Анастасия Михайловна
578. Куричев, Александр Георгиевич
579. Куркоткин, Семён Константинович
580. Курмангалиева, Зейтин
581. Курочкин, Василий Акафьевич
582. Курочкин, Павел Алексеевич
583. Куртынин, Михаил Степанович
584. Курченко, Василий Ерофеевич
585. Кусаинов, Сакан
586. Кусанин, Николай Петрович
587. Кутахов, Павел Степанович
588. Кутоянц, Анна Матвеевна
589. Куусинен, Отто Вильгельмович
590. Куц, Иван Максимович
591. Куцев, Сергей Терентьевич
592. Куцый, Юрий Николаевич
593. Кучаров, Намаз Турсунович
594. Кучеренко, Василий Иванович
595. Кучеренко, Владимир Алексеевич
596. Кучеров, Василий Максимович
597. Кучумов, Павел Сергеевич
598. Кушко, Леонтий Семёнович
599. Кыдрашев, Чет Кыдрашевич
600. Кэбин, Иван Густавович
601. Кярбер, Кристьян Аугустович

## Л
1. Лаврентьев, Александр Павлович
2. Лаврентьев, Виктор Владимирович
3. Лаврентьев, Михаил Алексеевич
4. Лаврентьев, Яков Петрович
5. Лавриненко, Андрей Михайлович
6. Лавриненков, Владимир Дмитриевич
7. Лавров, Василий Иванович
8. Лавунов, Пётр Павлович
9. Ладани, Анна Михайловна
10. Ладейщиков, Сергей Васильевич
11. Лазарев, Николай Васильевич
12. Лазаренко, Елена Степановна
13. Лаздынь, Айна Карловна
14. Лазуренко, Михаил Константинович
15. Лазуркина, Дора Абрамовна
16. Лайко, Василий Иванович
17. Лайко, Филипп Трофимович
18. Лайков, Иван Артемьевич
19. Лактюшин, Александр Фёдорович
20. Ламкин, Владимир Ильич
21. Лапа, Ольга Исаковна
22. Лапин, Викентий Степанович
23. Лапин, Сергей Георгиевич
24. Лапинский, Леонид Томашевич
25. Лапкин, Пётр Афанасьевич
26. Лаптева, Наталия Фёдоровна
27. Лапшин, Михаил Николаевич
28. Ларионова, Вера Николаевна
29. Латыпов, Наиль Абдрахманович
30. Латюк, Мария Андреевна
31. Лацис, Вилис Тенисович
32. Лашкарашвили, Тамара Васильевна
33. Лебедев, Виктор Николаевич
34. Лебедев, Михаил Борисович
35. Лебедев, Пётр Сергеевич
36. Лебедев, Пётр Яковлевич
37. Лебедева, Ангелина Константиновна
38. Лебедева, Антонина Васильевна
39. Лебедева, Татьяна Андреевна
40. Левин, Алексей Михайлович
41. Левицкий, Пётр Адамович
42. Левоска, Ольга Никоноровна
43. Левушкина, Ксения Павловна
44. Левченко, Василий Яковлевич
45. Левченко, Владимир Карпович
46. Левченко, Иван Федотович
47. Левченко, Пётр Тарасович
48. Левчик, Валентина Николаевна
49. Левыкин, Виктор Васильевич
50. Легавец, Иосиф Сильвестрович
51. Легенькова, Анна Григорьевна
52. Легкобытов, Павел Александрович
53. Легунов, Григорий Андреевич
54. Леденев, Борис Николаевич
55. Ледков, Алексей Егорович
56. Леднев, Леонид Дмитриевич
57. Лелашвили, Михаил Михайлович
58. Лелеков, Юрий Сергеевич
59. Лелюк, Анна Степановна
60. Лелюшенко, Дмитрий Данилович
61. Ленцман, Леонид Николаевич
62. Леонов, Алексей Иванович
63. Леонов, Валентин Васильевич
64. Леонов, Иван Давыдович
65. Леонов, Никифор Еремеевич
66. Леонов, Павел Артёмович
67. Леонтичук, Александр Семёнович
68. Леонтьев, Александр Степанович
69. Леонтьев, Алексей Иванович
70. Леонтьева, Пелагея Васильевна
71. Лесаускене, Леонтина Антоновна
72. Лесечко, Михаил Авксентьевич
73. Лесюта, Мария Никоноровна
74. Лешке, Георгий Павлович
75. Лешко, Михаил Степанович
76. Лещев, Иван Герасимович
77. Лёнин, Александр Васильевич
78. Ливарская, Екатерина Филипповна
79. Ливенцов, Василий Андреевич
80. Лидовский, Николай Гаврилович
81. Лидоренко, Николай Степанович
82. Лизарева, Ираида Васильевна
83. Линовский, Василий Иванович
84. Лисициан, Погос Карапетович
85. Лисицын, Николай Максимович
86. Лисиченок, Вера Николаевна
87. Лисичников, Алексей Георгиевич
88. Лисняк, Павел Яковлевич
89. Лисовенко, Пётр Лаврентьевич
90. Литвинов, Виктор Яковлевич
91. Литвинов, Евгений Леонтьевич
92. Литвинов, Иван Егорович
93. Литвинов, Леонид Никифорович
94. Лихоиван, Иван Трофимович
95. Личук, Юстын Тодорович
96. Лобанов, Владимир Васильевич
97. Лобанова, Антонина Михайловна
98. Лобанок, Владимир Елисеевич
99. Лобачёва, Зинаида Ермолаевна
100. Лободин, Пётр Семёнович
101. Логвин, Николай Петрович
102. Логвиновский, Константин Григорьевич
103. Логинов, Вадим Петрович
104. Логинов, Василий Андреевич
105. Логинов, Евгений Фёдорович
106. Логинов, Иван Филиппович
107. Логинов, Тихон Семёнович
108. Логунов, Иван Алексеевич
109. Ложкин, Георгий Карпович
110. Лоза, Григорий Матвеевич
111. Ломакин, Виктор Павлович
112. Ломако, Пётр Фадеевич
113. Ломовцев, Александр Петрович
114. Ломоносов, Владимир Григорьевич
115. Ломоносов, Филипп Акимович
116. Лоншаков, Павел Иванович
117. Лопуцько, Сергей Яковлевич
118. Лордкипанидзе, Семён Северианович
119. Лосик, Олег Александрович
120. Лощенков, Фёдор Иванович
121. Лубенников, Леонид Игнатьевич
122. Лугина, Светлана Ильинична
123. Луговцова, Татьяна Васильевна
124. Лузина, Анастасия Николаевна
125. Лукань, Анна Ивановна
126. Лукашевич, Леонид Николаевич
127. Лукашевичюс, Витаутас-Пранцишкус Вацловович
128. Лукашин, Пётр Тимофеевич
129. Лукин, Владимир Александрович
130. Лукина, Людмила Николаевна
131. Лукич, Леонид Ефимович
132. Лукьяненок, Николай Викентьевич
133. Лукьянов, Анатолий Семёнович
134. Лукьянов, Иван Алексеевич
135. Лукьянов, Прокофий Семёнович
136. Лукьянова, Галина Петровна
137. Лунгу, Семён Мефодьевич
138. Луненко, Григорий Иванович
139. Лускань, Андрей Степанович
140. Лутак, Иван Кондратьевич
141. Луценко, Виктор Поликарпович
142. Луценко, Михаил Николаевич
143. Луценко, Степан Васильевич
144. Луцкин, Василий Константинович
145. Лучканина, Анна Михайловна
146. Лучко, Галина Кузьминична
147. Лущик, Владимир Александрович
148. Лыглаев, Василий Гаврилович
149. Лыжин, Николай Михайлович
150. Лыкова, Лидия Павловна
151. Лысенко, Василий Васильевич
152. Лысенко, Фёдор Денисович
153. Лысенко, Яков Иванович
154. Лысикова, Анастасия Тихоновна
155. Лысова, Анастасия Ивановна
156. Лычагин, Александр Васильевич
157. Любаев, Константин Иванович
158. Любакова, Любовь Ефимовна
159. Люблинская, Варвара Митрофановна
160. Любченко, Любовь Андреевна
161. Людоговская, Нина Савельевна
162. Люлька, Архип Михайлович
163. Лялюк, Фёдор Васильевич
164. Ляпин, Владимир Алексеевич
165. Ляпунов, Михаил Николаевич
166. Ляшко, Александр Павлович
167. Лященко, Николай Григорьевич

## М
1. Мавлютова, Матрёна Степановна
2. Мазеркин, Юрий Парфеньевич
3. Мазина, Валентина Васильевна
4. Мазур, Артём Андреевич
5. Мазур, Сергей Акимович
6. Мазуров, Кирилл Трофимович
7. Майстренко, Пелагея Алексеевна
8. Маиченко, Евдокия Ивановна
9. Макаев, Сергей Владимирович
10. Макарищева, Капитолина Васильевна
11. Макаров, Александр Иванович
12. Макаров, Александр Максимович
13. Макаров, Александр Тимофеевич
14. Макаров, Виктор Иванович
15. Макаров, Геннадий Михайлович
16. Макаров, Иван Ермилович
17. Макаров, Иван Николаевич
18. Макаров, Константин Александрович
19. Макаров, Николай Геннадьевич
20. Макаров, Сергей Васильевич
21. Макаров, Фёдор Павлович
22. Макарова, Валентина Евгеньевна
23. Макарова, Любовь Афанасьевна
24. Макашев, Рахимжан
25. Македонский, Михаил Андреевич
26. Макеев, Виктор Петрович
27. Макеев, Георгий Андреевич
28. Макеев, Николай Иванович
29. Макеенко, Самуил Никитич
30. Макиевский, Алексей Михайлович
31. Макиенко, Мария Александровна
32. Максименко, Владимир Дмитриевич
33. Максименко, Дмитрий Павлович
34. Максимов, Лев Георгиевич
35. Максимов, Леонид Иванович
36. Максимов, Николай Иванович
37. Максимов, Сергей Максимович
38. Максимов, Фёдор Павлович
39. Максютов, Файзрахман Гибатович
40. Маландин, Герман Капитонович
41. Маларев, Николай Алексеевич
42. Малафеев, Василий Яковлевич
43. Малахов, Роман Петрович
44. Малашенко, Иван Никитович
45. Маленкин, Андрей Сергеевич
46. Малин, Владимир Никифорович
47. Малинин, Сергей Николаевич
48. Малинина, Прасковья Андреевна
49. Малиновский, Родион Яковлевич
50. Малова, Лидия Ивановна
51. Малунцев, Александр Моисеевич
52. Малыгин, Григорий Владимирович
53. Малыгин, Николай Иванович
54. Малыгин, Николай Павлович
55. Малышев, Владимир Серафимович
56. Малышкин, Михаил Сергеевич
57. Мальбахов, Тимбора Кубатиевич
58. Малькевич, Леонид Петрович
59. Мальков, Михаил Григорьевич
60. Мальцев, Александр Борисович
61. Мальцев, Евдоким Егорович
62. Мальцев, Николай Семёнович
63. Мальцев, Терентий Семёнович
64. Малютин, Михаил Николаевич
65. Малютина, Анна Фёдоровна
66. Малюшин, Сергей Корнилович
67. Маляревич, Степан Николаевич
68. Мамаев, Владимир Ефимович
69. Мамай, Николай Яковлевич
70. Мамаков, Михаил Константинович
71. Мамбетов, Болот Мамбетович
72. Мамедалиев, Юсуф Гейдарович
73. Мамедов, Амир Мамедович
74. Мамедов, Газанфар Теймур оглы
75. Мамлеев, Диниахмед Набиулевич
76. Мамонтов, Евгений Иванович
77. Манаенков, Василий Никанорович
78. Манник, Михаил Данилович
79. Мансуров, Аймухамет
80. Мануйлова, Мария Егоровна
81. Мануковский, Николай Фёдорович
82. Мануров, Рашид Нигматуллович
83. Манюкин, Александр Николаевич
84. Манюшис, Иосиф Антонович
85. Манякин, Сергей Иосифович
86. Маресьев, Алексей Петрович
87. Мариненко, Анна Васильевна
88. Мариныч, Дмитрий Фёдорович
89. Маркарян, Зарик Аршаковна
90. Маркелов, Михаил Николаевич
91. Маркелова, Нина Ивановна
92. Маркин, Владимир Дмитриевич
93. Маркин, Фёдор Дмитриевич
94. Марков, Георгий Мокеевич
95. Мартыненко, Иван Поликарпович
96. Мартынов, Алексей Григорьевич
97. Мартынов, Андрей Иванович
98. Мартынов, Борис Алексеевич
99. Мартынов, Николай Васильевич
100. Мартынов, Фёдор Игнатьевич
101. Мартьянова, Зоя Михайловна
102. Марфин, Алексей Ильич
103. Марфунин, Семён Семёнович
104. Марханов, Филипп Кириллович
105. Марченко, Григорий Яковлевич
106. Марченко, Иван Павлович
107. Марченко, Иван Тихонович
108. Марченко, Надежда Пахомовна
109. Марченко, Николай Константинович
110. Маршал, Павел Корнеевич
111. Марьясова, Клавдия Семёновна
112. Масленников, Николай Николаевич
113. Маслий, Константин Яковлевич
114. Маслин, Павел Егорович
115. Маслихин, Фёдор Иванович
116. Маслов, Михаил Егорович
117. Маслов, Николай Григорьевич
118. Маслов, Сергей Михайлович
119. Масловский, Константин Владимирович
120. Маслюк, Игнатий Михайлович
121. Матвеев, Алексей Матвеевич
122. Матвеев, Алексей Николаевич
123. Матвеев, Василий Фёдорович
124. Матвеенко, Дмитрий Дмитриевич
125. Матвеенко, Николай Владимирович
126. Матиашвили, Раинди Владимирович
127. Матнишян, Сурен Хачатурович
128. Матовых, Фёдор Михайлович
129. Матоян, Спартак Семёнович
130. Матрошилов, Дмитрий Денисович
131. Матулене, Александра Антановна
132. Матулис, Юозас Юозович
133. Матюшевский, Константин Викентьевич
134. Матюшенко, Георгий Фомич
135. Матюшко, Ольга Константиновна
136. Махин, Владимир Евграфович
137. Махкамова, Камар
138. Махмадалиев, Мирали
139. Махмудов, Арзи
140. Махмудов, Насыр
141. Махсутов, Дильмамбет Аджиниязович
142. Мацидонский, Фёдор Игнатьевич
143. Мацкевич, Владимир Владимирович
144. Мачуженко, Андрей Иванович
145. Машеров, Пётр Миронович
146. Машин, Юрий Дмитриевич
147. Машинцев, Иван Ефимович
148. Машовец, Василий Иванович
149. Маяков, Леонид Иванович
150. Маяцкий, Пётр Иванович
151. Мегенейшвили, Карл Геронтиевич
152. Медведев, Василий Андреевич
153. Медведев, Василий Михайлович
154. Медведев, Дмитрий Александрович
155. Медведев, Семён Андреевич
156. Медведева, Ирина Романовна
157. Медведева, Мария Григорьевна
158. Медунов, Сергей Фёдорович
159. Межаков, Иван Фёдорович
160. Мейпариани, Вано Васильевич
161. Мейрбеков, Алдарбек
162. Меладзе, Александр Эрастович
163. Мелентьев, Лев Александрович
164. Мелентьева, Маргарита Николаевна
165. Мелехин, Иван Александрович
166. Мелик-Григорян, Герасим Аракелович
167. Меликян, Григор Арменакович
168. Мелконян, Ашот Алексанович
169. Мельник, Григорий Андреевич
170. Мельников, Иван Венедиктович
171. Мельников, Иван Иванович
172. Мельников, Иван Иванович
173. Мельников, Николай Афанасьевич
174. Мельниченко, Василий Гаврилович
175. Мемнонов, Владимир Всеволодович
176. Мендуме, Михаил Клаевич
177. Меренищев, Николай Владимирович
178. Меримаа, Отто Оттович
179. Меркулов, Александр Матвеевич
180. Меркулов, Юрий Константинович
181. Меркулова, Анна Егоровна
182. Микрюков, Евгений Афанасьевич
183. Месропов, Сергей Андреевич
184. Мествиришвили, Иван Васильевич
185. Месяц, Валентин Карпович
186. Мешков, Фёдор Степанович
187. Мешкова, Екатерина Фёдоровна
188. Мещанкин, Константин Иванович
189. Мжаванадзе, Василий Павлович
190. Микеладзе, Гиви Шалвович
191. Микенина, Анна Даниловна
192. Микоян, Анастас Иванович
193. Микоян, Артём Иванович
194. Микушев, Николай Герасимович
195. Милов, Алексей Матвеевич
196. Милов, Вадим Сергеевич
197. Миназова, Талия Шайхразыевна
198. Мингареев, Рафхат Шагимарданович
199. Мирабидов, Мирджура Мирабидович
200. Мирзоева, Зарифа Самед кызы
201. Мироненко, Виктор Михайлович
202. Мироненко, Михаил Антонович
203. Миронов, Василий Владимирович
204. Миронов, Василий Владимирович
205. Миронов, Василий Петрович
206. Миронов, Иван Андреевич
207. Миронов, Николай Романович
208. Миронова, Екатерина Ивановна
209. Мирошниченко, Юрий Васильевич
210. Митин, Марк Борисович
211. Митронов, Николай Романович
212. Митрофанов, Александр Иванович
213. Михайлевский, Павел Кириллович
214. Михайличенко, Николай Максимович
215. Михайлов, Евгений Григорьевич
216. Михайлов, Леонид Хрисанфович
217. Михайлов, Матвей Егорович
218. Михальчук, Виталий Моисеевич
219. Михантьев, Борис Иванович
220. Михкалёва, Евдокия Фёдоровна
221. Мицкевич, Владимир Фёдорович
222. Мишланов, Аркадий Ильич
223. Мищенко, Иван Николаевич
224. Мовсумова, Шамама Магеррам кызы
225. Могила, Надежда Ивановна
226. Могильченко, Григорий Сергеевич
227. Могутов, Иван Яковлевич
228. Модогоев, Андрей Урупхеевич
229. Мозалевский, Анатолий Васильевич
230. Мозговой, Павел Варфоломеевич
231. Моисеев, Виктор Михайлович
232. Моисеюк, Николай Степанович
233. Мокеев, Василий Андреевич
234. Мокина, Юлия Петровна
235. Мокроус, Фёдор Яковлевич
236. Молдаван, Василий Кириллович
237. Молий, Анна Яковлевна
238. Молин, Алексей Яковлевич
239. Моллаева, Майя
240. Молодавкин, Матвей Васильевич
241. Молодчий, Александр Игнатьевич
242. Молочко, Николай Петрович
243. Молчанинов, Иван Ильич
244. Монашев, Леонид Гаврилович
245. Монжилеева, Мария Константиновна
246. Морогов, Анатолий Дмитриевич
247. Мороз, Пётр Яковлевич
248. Морозов, Алексей Михайлович
249. Морозов, Анатолий Иванович
250. Морозов, Андрей Константинович
251. Морозов, Владимир Васильевич
252. Морозов, Владимир Денисович
253. Морозов, Иван Павлович
254. Морозов, Максим Александрович
255. Морозов, Николай Петрович
256. Морозов, Павел Иванович
257. Морозов, Пётр Иванович
258. Морозов, Пётр Фёдорович
259. Морозова, Зоя Николаевна
260. Мосейчук, Иван Васильевич
261. Москаленко, Кирилл Семёнович
262. Москвин, Николай Иванович
263. Московский, Василий Петрович
264. Мосолов, Андрей Иванович
265. Мохов, Николай Никитович
266. Моченков, Михаил Алексеевич
267. Мошков, Владимир Николаевич
268. Мощевитин, Андрей Дмитриевич
269. Мужицкий, Александр Михайлович
270. Музруков, Борис Глебович
271. Музыка, Николай Алексеевич
272. Музыченко, Василий Васильевич
273. Муравьёв, Василий Иванович
274. Муравьёв, Иван Иванович
275. Муравьева, Нонна Александровна
276. Мурадов, Балта
277. Мурадов, Нуритдин Мурадович
278. Мурадян, Бадал Амаякович
279. Муратов, Александр Михайлович
280. Муратов, Гайнутдин Габдрахманович
281. Муратов, Нематжан
282. Муратшйна, Сайма Байрамгалеевна
283. Мурашов, Виктор Дмитриевич
284. Мурзабаев, Хамит Кагармонович
285. Муртазаев, Каюм
286. Муртазаев, Садых Наби оглы
287. Мурысев, Александр Сергеевич
288. Мусатов, Леонид Николаевич
289. Мусиенко, Иван Данилович
290. Мусийко, Александр Самсонович
291. Мусин, Рашид Мусинович
292. Мусина, Гульсум Муртазовна
293. Мусрепов, Габит Махмудович
294. Мустафин, Киям Халилович
295. Мусхелишвили, Николай Иванович
296. Мухигулашвили, Павел Михайлович
297. Мухин, Иван Максимович
298. Мухин, Иван Сергеевич
299. Мухина, Зинаида Григорьевна
300. Мухитдинов, Нуритдин Акрамович
301. Мчедлишвили, Давид Васильевич
302. Мыкытей, Мария Дмитриевна
303. Мыльников, Герман Васильевич
304. Мымка, Василий Дмитриевич
305. Мытниченко, Василий Петрович
306. Мюрисеп, Алексей Александрович
307. Мяктинов, Пётр Сергеевич
308. Мясников, Георг Васильевич
309. Мясникова, Вера Васильевна
310. Мячина, Александра Фёдоровна

## Н
1. Набиев, Инамжан
2. Набиуллин, Валей Габеевич
3. Нагродскене, Геновайте Юзовна
4. Надеждин, Евгений Дмитриевич
5. Надранчук, Надежда Яковлевна
6. Надточий, Михаил Фомич
7. Назаргалина, Багида Фаттаховна
8. Назаренко, Мария Адамовна
9. Назаркин, Владимир Степанович
10. Назаров, Афанасий Иванович
11. Назаров, Егор Михайлович
12. Назаров, Иван Степанович
13. Назаров, Исрафил Имам-Назар оглы
14. Назаров, Шамси
15. Назарова, Мария Максимовна
16. Назарова, Надежда Ивановна
17. Назарова, Татьяна Георгиевна
18. Назипов, Камиль Шагитович
19. Найдек, Леонтий Иванович
20. Наймушин, Георгий Фёдорович
21. Наймушин, Иван Иванович
22. Наймушина, Анастасия Савельевна
23. Наливайко, Георгий Антонович
24. Наприенко, Ульяна Григорьевна
25. Нартенко, Нил Леонтьевич
26. Нарынчинов, Сакыбай Зарлыканович
27. Насонова, Валентина Александровна
28. Насриддинова, Ядгар Садыковна
29. Насруллаев, Насрулла Идаят оглы
30. Настова, Александра Ивановна
31. Науменко, Андрей Михайлович
32. Науменко, Михаил Иванович
33. Начинкин, Николай Александрович
34. Неверов, Александр Никифорович
35. Невструев, Анатолий Петрович
36. Недайборщ, Пётр Иосифович
37. Недайводов, Иван Сергеевич
38. Нежевенко, Григорий Семёнович
39. Нежнова, Александра Яковлевна
40. Неклюдов, Алексей Иванович
41. Некрасов, Евгений Николаевич
42. Некрасов, Константин Сергеевич
43. Ненюк, Мария Васильевна
44. Непшекуев, Сагид Тагирович
45. Неронов, Георгий Дмитриевич
46. Несмеянов, Георгий Яковлевич
47. Нестеренко, Анна Дмитриевна
48. Нестеренко, Михаил Иванович
49. Нестерова, Павла Ивановна
50. Нефёдов, Иван Васильевич
51. Нешков, Хрисанф Павлович
52. Никитин, Валентин Дмитриевич
53. Никитин, Василий Иванович
54. Никитин, Константин Николаевич
55. Никитин, Леонид Николаевич
56. Никитин, Михаил Никитич
57. Никитин, Семён Павлович
58. Никитина, Вера Ивановна
59. Никитинских, Тимофей Павлович
60. Никитченко, Виталий Федотович
61. Никифорова, Нина Михайловна
62. Никишин, Дмитрий Тихонович
63. Николаев, Василий Павлович
64. Николаев, Геннадий Фёдорович
65. Николаев, Константин Кузьмич
66. Николаев, Михаил Лукич
67. Николаева, Александра Ивановна
68. Николаева, Татьяна Николаевна
69. Николайчик, Николай Николаевич
70. Никольский, Иннокентий Михайлович
71. Никольский, Лев Николаевич
72. Никольский, Николай Парфирьевич
73. Никонов, Виктор Петрович
74. Никулин, Семён Сергеевич
75. Никулин, Терентий Сергеевич
76. Никулин, Фёдор Иванович
77. Никулкин, Яков Прокопьевич
78. Нимечик, Сергей Антонович
79. Ниязбеков, Сабир Билялович
80. Новиков, Василий Алексеевич
81. Новиков, Владимир Николаевич
82. Новиков, Игнатий Трофимович
83. Новиков, Илья Дмитриевич
84. Новиков, Константин Александрович
85. Новиков, Пётр Филиппович
86. Новиков, Семён Михайлович
87. Новикова, Александра Алексеевна
88. Новикова, Александра Николаевна
89. Новикова, Лидия Ивановна
90. Новикова, Наталия Семёновна
91. Новикова, Нина Николаевна
92. Новокшанова, Валентина Леонидовна
93. Нога, Митрофан Петрович
94. Ногаев, Виктор Антонович
95. Ногоева, Саадат
96. Нозадзе, Циала Владимировна
97. Носиловский, Антон Брониславович
98. Носков, Николай Петрович
99. Носов, Иван Елизарович
100. Носов, Серафим Александрович
101. Носова, Ирина Захаровна
102. Носовский, Иван Иванович
103. Носуленко, Людмила Михайловна
104. Ночёвкина, Варвара Кузьминична
105. Нугманов, Камиль
106. Нуждин, Сидор Евстигнеевич
107. Нужин, Михаил Тихонович
108. Нурбаганова, Зубай Нурбагановна
109. Нуриев, Зия Нуриевич
110. Нурмахамедов, Махамаджан
111. Нурмухамедова, Рашида
112. Нурутдинов, Саид
113. Нурутдинов, Сиродж

## О
1. Обатуров, Геннадий Иванович
2. Оболенский, Николай Александрович
3. Объедков, Иван Фаддеевич
4. Обыденнов, Дмитрий Степанович
5. Овезов, Балыш
6. Овсянников, Михаил Фёдорович
7. Овсянникова, Антонина Михайловна
8. Овсянко, Пётр Фёдорович
9. Овчаренко, Александр Георгиевич
10. Овчинников, Андрей Денисович
11. Оганесян, Ефрем Аветисович
12. Оганесян, Оганес Григорьевич
13. Оганян, Роберт Амбарцумович
14. Огарков, Михаил Андреевич
15. Огибалов, Пётр Матвеевич
16. Огнева, Лидия Максимовна
17. Одарич, Иван Лазаревич
18. Одесский, Василий Степанович
19. Одинцов, Александр Дмитриевич
20. Одинцов, Георгий Федотович
21. Одинцов, Михаил Васильевич
22. Одишария, Нелли Владимировна
23. Однобокова, Алевтина Семёновна
24. Одноконь, Яков Михайлович
25. Одобеску, Вера Сергеевна
26. Одринская, Александра Петровна
27. Ожегов, Василий Фёдорович
28. Озеров, Михаил Михайлович
29. Окунев, Иван Васильевич
30. Окунева, Валентина Петровна
31. Олейник, Григорий Григорьевич
32. Олейник, Иван Федотович
33. Олейник, Фёдор Моисеевич
34. Олейников, Виктор Степанович
35. Олейников, Иван Денисович
36. Олейникова, Клавдия Андрияновна
37. Олейниченко, Константин Акимович
38. Олифиров, Фёдор Акимович
39. Ольхова, Елена Ивановна
40. Ольшанский, Михаил Александрович
41. Ольшевский, Михаил Михайлович
42. Оманидзе, Шалва Ильич
43. Омаров, Кидралы
44. Омаров, Раджаб-Али Омарович
45. Омельченко, Василий Иванович
46. Омельчук, Владимир Ефимович
47. Онгарбаева, Сындыбала
48. Оненко, Павел Александрович
49. Онипко, Максим Данилович
50. Онучин, Геннадий Иванович
51. Органов, Николай Николаевич
52. Орел, Александр Евстафьевич
53. Орехов, Алексей Михайлович
54. Орехов, Валентин Егорович
55. Орехов, Иван Григорьевич
56. Орехова, Клавдия Васильевна
57. Орешков, Анатолий Георгиевич
58. Орлов, Аркадий Михайлович
59. Орлов, Аркадий Никонорович
60. Орлов, Борис Петрович
61. Орлов, Владимир Павлович
62. Орлов, Иван Фёдорович
63. Орлов, Михаил Анатольевич
64. Орлов, Михаил Васильевич
65. Орлов, Михаил Павлович
66. Орлов, Николай Григорьевич
67. Орлова, Варвара Алексеевна
68. Орловский, Кирилл Прокофьевич
69. Осада, Яков Ефимович
70. Осинин, Виктор Петрович
71. Осинцев, Михаил Александрович
72. Осипов, Александр Николаевич
73. Осипов, Александр Петрович
74. Осипов, Валентин Маркович
75. Осипов, Георгий Иванович
76. Осипов, Иван Васильевич
77. Осипов, Михаил Ильич
78. Осипова, Анастасия Николаевна
79. Осипова, Анна Васильевна
80. Осипова, Валентина Ивановна
81. Оспанов, Сейдулла
82. Остапенко, Андрей Игнатьевич
83. Остапенко, Андрей Маркиянович
84. Остапенко, Владимир Семёнович
85. Остапенко, Пётр Алексеевич
86. Острицкая, Анна Ивановна
87. Островская, Анна Семёновна
88. Островитянов, Константин Васильевич
89. Отсман, Эльмина Петровна
90. Офицерова, Октябрина Дмитриевна
91. Охлопков, Николай Павлович
92. Охремчик, Аркадий Васильевич
93. Охтень, Иван Мефодьевич
94. Оширов, Анисим Николаевич
95. Ощепков, Василий Лупонович

## П
1. Павленко, Любовь Сергеевна
2. Павлов, Владимир Яковлевич
3. Павлов, Всеволод Андреевич
4. Павлов, Георгий Сергеевич
5. Павлов, Иван Александрович
6. Павлов, Иван Петрович
7. Павлов, Николай Александрович
8. Павлов, Сергей Павлович
9. Павловский, Иван Григорьевич
10. Падукова, Елена Яковлевна
11. Пакелиани, Нора Арчиловна
12. Пазенко, Яков Афанасьевич
13. Палецкис, Юстас Игнович
14. Палкина, Лидия Николаевна
15. Палладин, Александр Владимирович
16. Панасюк, Яков Тарасович
17. Панахов, Мамед Ханмурад оглы
18. Паначин, Фёдор Григорьевич
19. Панев, Зосима Васильевич
20. Панков, Алексей Назарович
21. Панкова, Анастасия Павловна
22. Панкратов, Александр Семёнович
23. Панкратов, Николай Михайлович
24. Панкратьев, Николай Иванович
25. Панов, Алексей Иванович
26. Панов, Иван Захарович
27. Панских, Константин Георгиевич
28. Панцулая, Амиран Соломонович
29. Панькин, Иван Степанович
30. Панюшкин, Александр Семёнович
31. Папиашвили, Вахтанг Иосифович
32. Папурова, Евдокия Анисимовна
33. Папутин, Виктор Семёнович
34. Парамонова, Анна Фёдоровна
35. Паранук, Хазрет Касеевич
36. Паренченко, Николай Сергеевич
37. Парий, Дарья Михайловна
38. Паринов, Сергей Николаевич
39. Пароятников, Дмитрий Тарасович
40. Партолин, Иван Трофимович
41. Парфёнов, Анатолий Ильич
42. Пархоменко, Ия Ивановна
43. Паршин, Павел Фёдорович
44. Паршуков, Павел Дмитриевич
45. Пасальский, Степан Сергеевич
46. Пассек, Михаил Андреевич
47. Пастин, Игорь Леонидович
48. Пастухов, Марк Иванович
49. Патоличев, Николай Семёнович
50. Патон, Борис Евгеньевич
51. Пахомов, Александр Афанасьевич
52. Пахомов, Илья Владимирович
53. Пахомов, Николай Иванович
54. Пахомова, Мария Петровна
55. Пахотин, Тимофей Ефтефеевич
56. Пашинян, Женя Вардгесовна
57. Пашков, Валентин Иванович
58. Пашкова, Вера Сергеевна
59. Пашковский, Евгений Михайлович
60. Пашлова, Татьяна Матвеевна
61. Пащенко, Николай Евгеньевич
62. Пащенко, Татьяна Павловна
63. Пейве, Ян Вольдемарович
64. Пельше, Арвид Янович
65. Пензяков, Сергей Васильевич
66. Пеньковский, Валентин Антонович
67. Пеньковский, Георгий Александрович
68. Первухин, Григорий Герасимович
69. Переверзев, Николай Петрович
70. Переверзев, Пётр Семёнович
71. Переверзева, Зинаида Арсентьевна
72. Передерий, Василий Андреевич
73. Перемитин, Сергей Валентинович
74. Перешивко, Татьяна Яковлевна
75. Переяславский, Сергей Иванович
76. Перковский, Иван Люцьянович
77. Перминов, Василий Васильевич
78. Перфилова, Лия Михайловна
79. Петелин, Алексей Логинович
80. Петелина, Людмила Герасимовна
81. Петраков, Иван Карпович
82. Петракова, Анастасия Капитоновна
83. Петренко, Иван Андреевич
84. Петров, Василий Иванович
85. Петров, Василий Иванович
86. Петров, Владимир Палладиевич
87. Петров, Евгений Николаевич
88. Петров, Иван Григорьевич
89. Петров, Иван Фёдорович
90. Петров, Леонид Валентинович
91. Петров, Леонид Фёдорович
92. Петров, Фёдор Николаевич
93. Петрова, Валентина Семёновна
94. Петрова, Зинаида Николаевна
95. Петрова, Ирина Васильевна
96. Петрова, Мария Тимофеевна
97. Петровская, Ангелина Ивановна
98. Петровский, Борис Васильевич
99. Петросян, Пайцар Сааковна
100. Петрухин, Николай Трофимович
101. Петруша, Фёдор Андреевич
102. Петрыкин, Василий Иванович
103. Петряева, Серафима Петровна
104. Петухов, Борис Фёдорович
105. Петухов, Виктор Алексеевич
106. Пехтерев, Иван Ефимович
107. Пешехонов, Владимир Андреевич
108. Пешляев, Николай Данилович
109. Пигалев, Пётр Филиппович
110. Пидинова, Валентина Трофимовна
111. Пикин, Василий Николаевич
112. Пилипенко, Дорофей Терентьевич
113. Пилипенко, Иван Евлампиевич
114. Пилотович, Станислав Антонович
115. Пильтяй, Мария Захаровна
116. Пименов, Михаил Александрович
117. Пинчук, Иван Владимирович
118. Пинчук, Николай Сергеевич
119. Пирогов, Роман Антонович
120. Пирогов, Сергей Васильевич
121. Писарев, Вячеслав Петрович
122. Писнячевский, Дмитрий Петрович
123. Пихотенко, Ксения Михайловна
124. Пицюра, Дмитрий Иванович
125. Плаксина, Лукерия Ивановна
126. Платоненков, Георгий Кузьмич
127. Платонов, Борис Викторович
128. Платонов, Николай Кузьмич
129. Плетнева, Нина Ивановна
130. Плеханова, Вера Семёновна
131. Плехно, Мария Романовна
132. Плехов, Виктор Владимирович
133. Плешивцев, Валентин Николаевич
134. Плиев, Исса Александрович
135. Плотко, Фёдор Максимович
136. Плотников, Иван Григорьевич
137. Плуталов, Иван Акимович
138. Плыгунов, Александр Сергеевич
139. Побочный, Владимир Мефодиевич
140. Повалий, Михаил Иванович
141. Погорелова, Вера Васильевна
142. Погребняк, Яков Петрович
143. Подгаев, Григорий Ефимович
144. Подгорбунский, Кузьма Захарович
145. Подгорнов, Николай Павлович
146. Подгорный, Николай Андреевич
147. Подгорный, Николай Викторович
148. Подельщиков, Григорий Васильевич
149. Подоплелов, Аркадий Васильевич
150. Подопригора, Антон Яковлевич
151. Подорванов, Степан Макарович
152. Подсевалов, Павел Михайлович
153. Подтыкайлов, Юрий Георгиевич
154. Поелуев, Василий Иванович
155. Пожидаева, Ирина Ильинична
156. Позднякова, Анна Михайловна
157. Позняк, Раиса Максимовна
158. Покаржевский, Борис Васильевич
159. Покатаева, Нина Ивановна
160. Покатыло, Мария Иосифовна
161. Покинтелица, Наталья Андреевна
162. Покровский, Борис Александрович
163. Покровский, Иван Васильевич
164. Покрышкин, Александр Иванович
165. Полевой, Александр Иванович
166. Полежак, Василий Яковлевич
167. Полетайкин, Геннадий Фёдорович
168. Полёхин, Михаил Арсентьевич
169. Поликанов, Василий Андреевич
170. Поликарпов, Дмитрий Алексеевич
171. Полимбетов, Сейтжан
172. Полин, Владимир Степанович
173. Полковников, Александр Макарович
174. Полонский, Владимир Евгеньевич
175. Полтавский, Евгений Фёдорович
176. Полубояров, Павел Павлович
177. Полулях, Яков Антонович
178. Полухин, Михаил Михайлович
179. Полушкин, Анатолий Фёдорович
180. Поляков, Александр Миронович
181. Поляков, Василий Иванович
182. Поляков, Виктор Алексеевич
183. Поляков, Владимир Васильевич
184. Поляков, Дмитрий Иванович
185. Поляков, Евгений Михайлович
186. Поляков, Иван Евтеевич
187. Поляков, Игорь Николаевич
188. Полянский, Дмитрий Степанович
189. Полянский, Николай Иванович
190. Поморцева, Людмила Яковлевна
191. Поморцева, Надежда Петровна
192. Пономарёв, Александр Васильевич
193. Пономарёв, Александр Степанович
194. Пономарёв, Борис Николаевич
195. Пономарёв, Виталий Андреевич
196. Пономарёв, Григорий Григорьевич
197. Пономарёв, Михаил Александрович
198. Пономарёв, Николай Григорьевич
199. Пономарёв, Яков Арсентьевич
200. Пономарёва, Ирина Максимовна
201. Пономарёва, Клавдия Захаровна
202. Пономаренко, Николай Фёдорович
203. Пономаренко, Николай Федотович
204. Пономарь, Иван Кириллович
205. Попенов, Дмитрий Константинович
206. Попков, Иван Григорьевич
207. Попкова, Екатерина Тихоновна
208. Поплавский, Дмитрий Герасимович
209. Поплевкин, Трофим Трофимович
210. Попов, Александр Михайлович
211. Попов, Александр Николаевич
212. Попов, Александр Семёнович
213. Попов, Александр Тимофеевич
214. Попов, Алексей Иванович
215. Попов, Борис Александрович
216. Попов, Борис Вениаминович
217. Попов, Геннадий Иванович
218. Попов, Геннадий Яковлевич
219. Попов, Георгий Иванович
220. Попов, Дмитрий Петрович
221. Попов, Иван Яковлевич
222. Попов, Николай Спиридонович
223. Попов, Пётр Емельянович
224. Попов, Спиридон Павлович
225. Попов, Устин Иванович
226. Попова, Елизавета Фёдоровна
227. Попова, Мария Георгиевна
228. Попова, Нина Васильевна
229. Попович, Пётр Андреевич
230. Порошин, Александр Петрович
231. Посмитный, Макар Анисимович
232. Посохин, Михаил Васильевич
233. Посохов, Владимир Николаевич
234. Поспелов, Николай Александрович
235. Поспелов, Пётр Николаевич
236. Постовалов, Сергей Осипович
237. Потапов, Александр Яковлевич
238. Потапов, Гавриил Евдокимович
239. Поташёв, Михаил Фёдорович
240. Почупайло, Яков Гурьевич
241. Правдин, Александр Георгиевич
242. Праведнов, Виктор Фёдорович
243. Правилов, Пётр Иванович
244. Праздников, Александр Павлович
245. Прибыльский, Иван Степанович
246. Привалов, Михаил Моисеевич
247. Приезжев, Николай Семёнович
248. Приймаков, Иван Антонович
249. Прилипко, Александр Викторович
250. Примов, Бозулан
251. Притыцкий, Сергей Осипович
252. Приходько, Иван Митрофанович
253. Проворов, Иван Фёдорович
254. Провоторов, Виталий Петрович
255. Провоторова, Мария Яковлевна
256. Продай-Вода, Константин Матвеевич
257. Прозоров, Пётр Алексеевич
258. Прокконен, Павел Степанович
259. Прокопьев, Иван Иванович
260. Прокофьев, Александр Андреевич
261. Прокофьев, Алексей Макарович
262. Прокофьева, Мария Кузьминична
263. Прокофьева, Пелагея Никитична
264. Промыслов, Владимир Фёдорович
265. Пронин, Александр Ильич
266. Пронин, Василий Яковлевич
267. Просвирякова, Нина Петровна
268. Проскурин, Алексей Дмитриевич
269. Проскурнин, Евгений Константинович
270. Простакова, Нина Петровна
271. Протозанов, Александр Константинович
272. Прохоренко, Владимир Григорьевич
273. Прохоренков, Михаил Фёдорович
274. Прохоров, Александр Андреевич
275. Прохоров, Василий Ильич
276. Прохоров, Василий Петрович
277. Прохоров, Михаил Тихонович
278. Прохорова, Анна Ивановна
279. Процко, Владимир Андреевич
280. Прошляков, Алексей Иванович
281. Прошлякова, Зоя Михайловна
282. Прудников, Владимир Николаевич
283. Прудников, Григорий Николаевич
284. Прудникова, Анна Семёновна
285. Пруидзе, Реваз Яковлевич
286. Прусакова, Анна Ивановна
287. Прусова, Роза Кондратьевна
288. Прутков, Степан Дмитриевич
289. Пруцаков, Иван Алексеевич
290. Прушинский, Яков Андреевич
291. Прянишников, Михаил Павлович
292. Пстыго, Иван Иванович
293. Псурцев, Николай Демьянович
294. Птиченко, Павел Прокофьевич
295. Пудовочкин, Яков Фёдорович
296. Пузиков, Сергей Тимофеевич
297. Пуляев, Фёдор Петрович
298. Пуногин, Изосим Александрович
299. Пургин, Николай Иванович
300. Путане, Виргиния Адамовна
301. Путик, Владимир Константинович
302. Путинцев, Николай Григорьевич
303. Путря, Александр Архипович
304. Пучков, Георгий Давыдович
305. Пучкова, Зоя Ивановна
306. Пушкарёв, Василий Дмитриевич
307. Пушкарёва, Таисия Петровна
308. Пушкин, Георгий Максимович (дипломат)
309. Пушменков, Николай Иванович
310. Пшеничный, Иван Васильевич
311. Пырочкин, Александр Артемьевич
312. Пысин, Константин Георгиевич
313. Пьяниченко, Иван Васильевич
314. Пятов, Владилен Михайлович

## Р
1. Раваев, Иван Фёдорович
2. Рагимов, Махмуд Джафар Кули оглы
3. Радзиевский, Иван Иванович
4. Радус-Зенькович, Виктор Алексеевич
5. Радченко, Вячеслав Яковлевич
6. Радченко, Иван Александрович
7. Радчук, Василий Моисеевич
8. Разборский, Александр Андреевич
9. Раздьяконов, Сергей Афанасьевич
10. Разжигаев, Анатолий Фёдорович
11. Разуваев, Александр Иванович
12. Разумовский, Иван Иванович
13. Райенд, Алиде-Росалие Аугустовна
14. Раковский, Василий Михайлович
15. Расковалов, Василий Иванович
16. Расплетин, Александр Андреевич
17. Рассолов, Николай Васильевич
18. Расулов, Джабар Расулович
19. Рахимбабаева, Захра
20. Рахимжанов, Атагельды
21. Рахимов, Мамаджан
22. Рахманов, Назир Разикович
23. Рахматов, Мирзо
24. Рашева, Клавдия Михайловна
25. Рашидов, Шараф Рашидович
26. Ращене, Витолда Алексовна
27. Реброва, Анна Фёдоровна
28. Ребрун, Василий Васильевич
29. Ревенко, Виктор Александрович
30. Ревкин, Михаил Васильевич
31. Ревкова, Екатерина Ананьевна
32. Регида, Иван Фёдорович
33. Редин, Семён Афанасьевич
34. Редникова, Парасковья Николаевна
35. Редька, Иван Трофимович
36. Резников, Алексей Львович
37. Резников, Георгий Яковлевич
38. Резникова, Евгения Даниловна
39. Резчик, Пётр Харитонович
40. Реков, Михаил Тарасович
41. Ремесло, Василий Николаевич
42. Репин, Виталий Иванович
43. Репин, Георгий Матвеевич
44. Репин, Павел Михайлович
45. Репин, Пётр Андреевич
46. Репин, Яков Фёдорович
47. Репина, Мария Петровна
48. Рзаева, Ипек Ширин кызы
49. Ризаев, Ахмадали
50. Ризаев, Межмедин Челебович
51. Рина, Анастасия Степановна
52. Рогадяева, Маргарита Николаевна
53. Рогачева, Александра Ивановна
54. Рогов, Виктор Иванович
55. Рогов, Владимир Тимофеевич
56. Рогожников, Николай Алексеевич
57. Рогоза, Прокофий Данилович
58. Рогозов, Дмитрий Иванович
59. Родимцев, Александр
60. Родин, Василий Платонович
61. Родин, Иван Семёнович
62. Родионов, Алексей Алексеевич
63. Родионов, Михаил Петрович
64. Родионов, Николай Николаевич
65. Родионова, Анна Александровна
66. Родионова, Галина Степановна
67. Родичкина, Клавдия Петровна
68. Рожко, Алексей Прокофьевич
69. Рожков, Олег Иванович
70. Рожнева, Мария Ивановна
71. Рожнов, Матвей Данилович
72. Рожченко, Евгений Николаевич
73. Розахунова, Тохтихан
74. Розенкевич, Борис Акимович
75. Розенко, Пётр Акимович
76. Рокина, Наталья Александровна
77. Рокоссовский, Константин Константинович
78. Романенко, Иван Михайлович
79. Романенко, Михаил Павлович
80. Романив, Мария Петровна
81. Романкевич, Николай Тимофеевич
82. Романов, Александр Дмитриевич
83. Романов, Алексей Владимирович
84. Романов, Владимир Павлович
85. Романов, Михаил Ильич
86. Романов, Фёдор Евгеньевич
87. Романова, Лидия Иогановна
88. Романченко, Анастасия Никитична
89. Романюк, Анастасия Александровна
90. Ронжин, Георгий Нестерович
91. Рослов, Владимир Александрович
92. Ротанова, Александра Ивановна
93. Ротмистров, Павел Алексеевич
94. Ртвелиашвили, Иосиф Георгиевич
95. Рубаха, Екатерина Федосеевна
96. Рубис, Пётр Ефимович
97. Рубэн, Юрий Янович
98. Рудаков, Александр Петрович
99. Рудаков, Владимир Тимофеевич
100. Руденко, Гавриил Митрофанович
101. Руденко, Иван Петрович
102. Руденко, Маргарита Васильевна
103. Руденко, Николай Григорьевич
104. Руденко, Роман Андреевич
105. Руденко, Семён Федотович
106. Руденко, Сергей Игнатьевич
107. Рудин, Александр Никитович
108. Руднев, Константин Николаевич
109. Рудницкий, Виталий Валерьянович
110. Рудов, Митрофан Гаврилович
111. Рудой, Александр Георгиевич
112. Рудоман, Евдокия Григорьевна
113. Рудоман, Николай Иванович
114. Рудометкин, Сергей Петрович
115. Румянцев, Алексей Матвеевич
116. Румянцев, Сергей Васильевич
117. Рункелов, Владимир Иосифович
118. Русаков, Алексей Владимирович
119. Русакова, Александра Германовна
120. Русанов, Николай Петрович
121. Русанова, Мария Николаевна
122. Русин, Алексей Михайлович
123. Русских, Николай Степанович
124. Рустамов, Рустам Азиз оглы
125. Рустамова, Гулистан Абдурахмановна
126. Руфеев, Вячеслав Георгиевич
127. Рчеулишвили, Михаил Давидович
128. Рыбалкин, Александр Дмитриевич
129. Рыбченко, Иван Данилович
130. Рыжикова, Ираида Михайловна
131. Рыжих, Пётр Павлович
132. Рыжичков, Иван Васильевич
133. Рыжкина, Нина Ивановна
134. Рыжов, Александр Николаевич
135. Рыжухин, Пётр Васильевич
136. Рыкунов, Георгий Сергеевич
137. Рылкин, Алексей Иванович
138. Рыльский, Максим Фаддеевич
139. Рындин, Тимофей Родионович
140. Рысбеков, Абдрахим Уразович
141. Рыскина, Любовь Матвеевна
142. Рыспаев, Барпы
143. Рытов, Андрей Герасимович
144. Рябиков, Василий Михайлович
145. Рябинин, Иван Гаврилович
146. Рябов, Аркадий Петрович
147. Рябов, Яков Петрович
148. Рязанкин, Константин Григорьевич
149. Рязанский, Михаил Сергеевич
150. Ряни, Эдит Хермановна
151. Ряпосов, Иван Иосифович
152. Ряшенцева, Зинаида Васильевна

## С
1. Саадинов, Салий
2. Сабетов, Константин Ильич
3. Сабинин, Евгений Николаевич
4. Сабинина, Екатерина Михайловна
5. Саблев, Павел Ефимович
6. Саввич-Демянюк, Павел Иванович
7. Савельев, Дмитрий Фёдорович
8. Савельев, Михаил Дмитриевич
9. Савельев, Серафим Александрович
10. Савельева, Варвара Фёдоровна
11. Савин, Анатолий Васильевич
12. Савинов, Фёдор Иванович
13. Савицкий, Евгений Яковлевич
14. Савостин, Михаил Петрович
15. Савоськина, Александра Васильевна
16. Савушкина, Клавдия Павловна
17. Савченко, Аполлон Андреевич
18. Савченко, Майя Семёновна
19. Савченко, Мария Харитоновна
20. Савченко, Михаил Павлович
21. Савченко, Николай Васильевич
22. Савчук, Иван Александрович
23. Сагинтаев, Уали
24. Садаков, Юрий Петрович
25. Садова, Мария Александровна
26. Садовский, Анатолий Антонович
27. Садыбакасов, Кемель Аманович
28. Садыкова, Асия Садыковна
29. Садыхов, Рза Наджаф Кули оглы
30. Садыхова, Марал Закир кызы
31. Саенко, Дмитрий Иванович
32. Сазанов, Евгений Васильевич
33. Сазонов, Александр Дмитриевич
34. Саидова, Хурмат
35. Саламбеков, Борис Константинович
36. Салахутдинов, Гадиль Касимович
37. Салащенко, Иван Архипович
38. Салмин, Алексей Фёдорович
39. Салтан, Иван Иванович
40. Салтыкова, Таисия Ивановна
41. Самадова, Мукарам
42. Самарец, Валентина Ивановна
43. Самедов, Абдул Мамин Рахман оглы
44. Самедов, Кудрат Ашур оглы
45. Самков, Павел Платонович
46. Самотаев, Георгий Александрович
47. Самохатко, Андрей Максимович
48. Самохужин, Хабир Шагеевич
49. Самсонов, Пётр Васильевич
50. Самсонова, Зоя Всеволодовна
51. Самухин, Николай Андреевич
52. Сангаев, Эренжен Агильджанович
53. Сандригайло, Николай Фадеевич
54. Сандухадзе, Константин Исмаилович
55. Санников, Сергей Сергеевич
56. Санталов, Владимир Семёнович
57. Саплин, Алексей Назарович
58. Саплянов, Вениамин Васильевич
59. Сапрыкин, Пётр Игнатьевич
60. Сапунов, Пётр Егорович
61. Сапухин, Александр Александрович
62. Сарафанов, Фёдор Васильевич
63. Сардаров, Сергей Аркадьевич
64. Саримсаков, Узакбай Саримсакович
65. Саринян, Гоарик Багдасаровна
66. Саркисов, Акоп Абрамович
67. Саркисян, Вартануш Согомоновна
68. Сартбаев, Рахматалы
69. Сарханов, Пахливан Мансур оглы
70. Сатпаев, Каныш Имантаевич
71. Сатылов, Абды Ковусович
72. Сатюков, Павел Алексеевич
73. Саункин, Николай Акимович
74. Сафин, Харис Нургалеевич
75. Сафонов, Николай Васильевич
76. Сафронов, Анатолий Захарович
77. Сахаров, Владимир Иванович
78. Сахаров, Николай Михайлович
79. Сахаровский, Александр Михайлович
80. Сахечидзе, Павел Прамонович
81. Сачко, Антонина Ефимовна
82. Саюшев, Вадим Аркадьевич
83. Саяпин, Пётр Степанович
84. Светличная, Анна Владимировна
85. Светличный, Михаил Петрович
86. Свешников, Николай Фёдорович
87. Свириденко, Иван Яковлевич
88. Свириденко, Павел Михайлович
89. Свиридов, Александр Васильевич
90. Свиридов, Александр Самойлович
91. Свиридонова, Мария Николаевна
92. Свитто, Павел Фёдорович
93. Свищев, Георгий Петрович
94. Свободин, Николай Илларионович
95. Себелева, Валентина Владимировна
96. Севастьянов, Михаил Яковлевич
97. Северный, Андрей Борисович
98. Северюхин, Александр Алексеевич
99. Седых, Василий Яковлевич
100. Седых, Леонид Георгиевич
101. Секачёв, Алексей Яковлевич
102. Селезнёв, Александр Павлович
103. Селиванова, Валентина Константиновна
104. Селиванова, Зинаида Георгиевна
105. Селифонтова, Нина Ивановна
106. Селюкова, Муза Михайловна
107. Селютина, Вера Семёновна
108. Семдянов, Виктор Васильевич
109. Семененко, Иван Иванович
110. Семенец, Николай Иванович
111. Семенко, Григорий Иванович
112. Семёнов, Валентин Александрович
113. Семёнов, Владимир Семёнович
114. Семёнов, Дмитрий Иванович
115. Семёнов, Иван Михайлович
116. Семёнов, Илья Сергеевич
117. Семёнов, Николай Анатольевич
118. Семёнов, Николай Николаевич
119. Семёнов, Олег Сергеевич
120. Семёнова, Валентина Павловна
121. Семёнова, Вера Александровна
122. Семёнова, Татьяна Алексеевна
123. Семенчук, Михаил Ильич
124. Семенюк, Александр Фёдорович
125. Семикобыла, Георгий Сергеевич
126. Сёмин, Александр Фёдорович
127. Сёмин, Пётр Матвеевич
128. Семихатов, Николай Александрович
129. Семичастный, Владимир Ефимович
130. Семко, Михаил Фёдорович
131. Семчишина, Ефросиния Игнатьевна
132. Семчук, Татьяна Степановна
133. Сенин, Иван Семёнович
134. Сенченко, Александр Петрович
135. Сенькин, Иван Ильич
136. Сенько, Василий Васильевич
137. Сербин, Иван Дмитриевич
138. Сергеев, Артём Фёдорович
139. Сергеев, Василий Сергеевич
140. Сергеев, Дмитрий Николаевич
141. Сергеев, Николай Иванович
142. Сергеев, Павел Филиппович
143. Сергеев, Станислав Васильевич
144. Сергеев, Юрий Николаевич
145. Сергеева, Антонина Кузьминична
146. Сергеева, Евдокия Емельяновна
147. Сергомасова, Наталия Андреевна
148. Сердечная, Дарья Севастьяновна
149. Сердюк, Зиновий Тимофеевич
150. Серебренникова, Галина Михайловна
151. Серёгин, Николай Александрович
152. Серкин, Александр Васильевич
153. Серов, Владимир Александрович
154. Серушков, Михаил Васильевич
155. Сивак, Борис Гордеевич
156. Сивирин, Лука Сазонович
157. Сигида, Андрей Иванович
158. Сидак, Ростислав Никитович
159. Сидоренко, Сергей Степанович
160. Сидоров, Григорий Григорьевич
161. Сидоров, Михаил Степанович
162. Сидорова, Павла Алексеевна
163. Сидорчик, Евгений Алексеевич
164. Сизов, Александр Александрович
165. Сизов, Геннадий Фёдорович
166. Сизов, Фёдор Яковлевич
167. Сизякова, Анна Фёдоровна
168. Силкин, Александр Степанович
169. Силкин, Иван Викторович
170. Силкина, Ольга Фёдоровна
171. Силкина, Пелагея Кузьминична
172. Силлари, Оттомар Карлович
173. Сильченко, Николай Кузьмич
174. Симакова, Раиса Никитична
175. Симоненко, Николай Афанасьевич
176. Симонов, Кирилл Степанович
177. Симонова, Анна Степановна
178. Симонова, Сицилия Фёдоровна
179. Синёв, Степан Антонович
180. Сиников, Андрей Алексеевич
181. Синица, Михаил Сафронович
182. Синицын, Василий Никитович
183. Синицын, Иван Флегонтович
184. Синицына, Вера Николаевна
185. Синодский, Иван Алексеевич
186. Синьковская, Александра Андреевна
187. Синяговский, Пётр Ефимович
188. Сироткин, Иван Иванович
189. Сироткин, Михаил Яковлевич
190. Систер, Григорий Абрамович
191. Ситникова, Раиса Прокофьевна
192. Сиунов, Николай Сергеевич
193. Сиухин, Яков Николаевич
194. Скаба, Андрей Данилович
195. Скаженик, Анна Мелентьевна
196. Скаредина, Агриппина Васильевна
197. Скачков, Семён Андреевич
198. Скворцов, Николай Васильевич
199. Скворцов, Николай Станиславович
200. Скиба, Иван Николаевич
201. Скибина, Анна Егоровна
202. Скляднев, Михаил Михайлович
203. Скляров, Павел Иванович
204. Скогорева, Александра Алексеевна
205. Скорлов, Геннадий Александрович
206. Скоробогатов, Георгий Ильич
207. Скочилов, Анатолий Андрианович
208. Скрипко, Николай Семёнович
209. Скрябин, Владимир Владимирович
210. Скулков, Игорь Петрович
211. Славгородский, Виктор Фёдорович
212. Славский, Ефим Павлович
213. Слажнев, Иван Гаврилович
214. Слайковский, Захар Филиппович
215. Слепухин, Анатолий Андреевич
216. Сливенко, Даниил Павлович
217. Сливко, Викторин Владимирович
218. Слипинь, Дзидра Карловна
219. Слободянюк, Маркиян Сергеевич
220. Слюнин, Василий Тихонович
221. Сметана, Павел Иванович
222. Сметанин, Михаил Николаевич
223. Смехов, Марк Моисеевич
224. Смирнов, Александр Иванович
225. Смирнов, Александр Николаевич
226. Смирнов, Алексей Алексеевич
227. Смирнов, Алексей Григорьевич
228. Смирнов, Валентин Сергеевич
229. Смирнов, Василий Александрович
230. Смирнов, Василий Сергеевич
231. Смирнов, Виктор Ильич
232. Смирнов, Владимир Иванович
233. Смирнов, Григорий Лаврентьевич
234. Смирнов, Леонид Васильевич
235. Смирнов, Михаил Владимирович
236. Смирнов, Николай Иванович
237. Смирнов, Николай Иванович
238. Смирнова, Александра Александровна
239. Смирнова, Александра Григорьевна
240. Смирнова, Альбина Николаевна
241. Смирнова, Анастасия Кузьминична
242. Смирнова, Вера Ивановна
243. Смирнова, Елизавета Алексеевна
244. Смирнова, Надежда Ивановна
245. Смолина, Анастасия Алексеевна
246. Смолякова, Нина Николаевна
247. Смороднова, Федосья Игнатьевна
248. Снастин, Василий Иванович
249. Снеговой, Вениамин Власович
250. Снечкус, Антанас Юозович
251. Соболев, Иван Климентиевич
252. Соболева, Вера Алексеевна
253. Соболевский, Иван Викентьевич
254. Соболь, Николай Александрович
255. Согрина, Татьяна Павловна
256. Созанский, Владимир Степанович
257. Соич, Олег Владиславович
258. Сокол, Владимир Васильевич
259. Сокол, Иван Ильич
260. Соколов, Александр Александрович
261. Соколов, Александр Александрович
262. Соколов, Александр Васильевич
263. Соколов, Алексей Емельянович
264. Соколов, Алексей Константинович
265. Соколов, Виталий Сергеевич
266. Соколов, Иван Захарович
267. Соколов, Константин Антонович
268. Соколов, Лев Васильевич
269. Соколов, Михаил Александрович
270. Соколов, Тихон Иванович
271. Соколов, Юрий Иванович
272. Соколова, Антонина Андреевна
273. Соколова, Лидия Петровна
274. Соколова, Надежда Александровна
275. Соколова, Текуста Павловна
276. Соколовский, Василий Данилович
277. Солдатов, Анатолий Иванович
278. Солнцев, Геннадий Александрович
279. Соловьёв, Владимир Иванович
280. Соловьёв, Евгений Павлович
281. Соловьёв, Константин Васильевич
282. Соловьёв, Леонид Николаевич
283. Соловьёв, Павел Александрович
284. Соловьёв, Пётр Михайлович
285. Соловьёв, Степан Порфирьевич
286. Соловьёва, Анна Ивановна
287. Соловьёва, Валентина Сергеевна
288. Соломатина, Зинаида Фёдоровна
289. Соломенцев, Михаил Сергеевич
290. Соломко, Григорий Яковлевич
291. Солоницын, Аркадий Алексеевич
292. Солошенко, Николай Тихонович
293. Соляник, Алексей Николаевич
294. Соминич, Василий Григорьевич
295. Сомкина, Прасковья Михайловна
296. Сорока, Николай Иванович
297. Сорока, Павел Антонович
298. Сорокин, Вавил Тарасович
299. Сорокин, Владимир Константинович
300. Сорокин, Леонид Константинович
301. Сорокин, Михаил Иванович
302. Сорокина, Надежда Григорьевна
303. Сороколетова, Лидия Григорьевна
304. Соседков, Степан Андреевич
305. Сотников, Владимир Петрович
306. Сотников, Николай Владимирович
307. Сотсков, Александр Никифорович
308. Софиев, Нажбаддин Гаджимагомед оглы
309. Софонов, Георгий Петрович
310. Спасенный, Александр Андреевич
311. Спасова, Тамара Ивановна
312. Спивак, Марк Сидорович
313. Спиридонов, Иван Васильевич
314. Спиридонов, Семён Лаврович
315. Спудулис, Александрас Казевич
316. Стамиков, Фёдор Алексеевич
317. Станилевич, Владимир Иосифович
318. Станкевичюс, Видминас Юозович
319. Старенько, Валентина Денисовна
320. Старкова, Елизавета Васильевна
321. Старовойтов, Владимир Петрович
322. Старовский, Владимир Никонович
323. Старостина, Мария Михайловна
324. Старцев, Александр Иванович
325. Старцев, Григорий Васильевич
326. Старцева, Васса Михайловна
327. Стасова, Елена Дмитриевна
328. Стафийчук, Иван Иосифович
329. Степаков, Владимир Ильич
330. Степаненко, Игорь Дмитриевич
331. Степанов, Александр Гаврилович
332. Степанов, Алексей Васильевич
333. Степанов, Алексей Николаевич
334. Степанов, Василий Васильевич
335. Степанов, Василий Павлович
336. Степанов, Владимир Иванович[прояснить]
337. Степанов, Георгий Иванович[прояснить]
338. Степанов, Георгий Сергеевич
339. Степанов, Сергей Александрович
340. Степанова, Ангелина Иосифовна
341. Степанчук, Пётр Алексеевич
342. Степанян, Альберт Амаякович
343. Степченко, Фёдор Петрович
344. Степяк, Михаил Васильевич
345. Стефаник, Семён Васильевич
346. Стефанова, Мария Абрамовна
347. Стецко, Василий Иванович
348. Столетов, Всеволод Николаевич
349. Сторожев, Юрий Васильевич
350. Страхов, Николай Иванович
351. Стрельцов, Николай Иванович
352. Стрельцов, Яков Васильевич
353. Стригалёва, Тамара Сергеевна
354. Строкин, Николай Иванович
355. Строков, Григорий Иванович
356. Струев, Александр Иванович
357. Струков, Константин Фёдорович
358. Студенников, Игорь Иванович
359. Студенников, Пётр Михайлович
360. Ступников, Михаил Максимович
361. Стурис, Майгон Александрович
362. Стученко, Андрей Трофимович
363. Субботин, Александр Михайлович
364. Сугак, Дмитрий Степанович
365. Сугатов, Фёдор Изотович
366. Судавцов, Николай Андреевич
367. Суетин, Михаил Сергеевич
368. Суичмезов, Александр Михайлович
369. Сулагин, Андрей Иванович
370. Сулейманов, Шариф Сулейманович
371. Сулейменов, Айтбай Альбаевич
372. Султан-Ахмедов, Ахмед
373. Султанов, Джура
374. Сумцов, Леонид Трофимович
375. Сундуков, Константин Владимирович
376. Супрон, Сергей Павлович
377. Супрунова, Диана Антоновна
378. Сургаков, Алексей Константинович
379. Сурганов, Фёдор Анисимович
380. Суркин, Николай Прокофьевич
381. Сурков, Алексей Александрович
382. Суров, Павел Николаевич
383. Суродеев, Николай Максимович
384. Суслина, Анна Алексеевна
385. Суслов, Михаил Андреевич
386. Сутырин, Валерий Александрович
387. Сутырин, Вениамин Васильевич
388. Сухинин, Борис Николаевич
389. Сухов, Валентин Михайлович
390. Сухова, Анастасия Алексеевна
391. Сухомлин, Николай Кириллович
392. Сухондяевский, Авенир Павлович
393. Сучков, Иосиф Гаврилович
394. Сушко, Александр Никитович
395. Сушков, Тихон Степанович
396. Суюмбаев, Ахматбек Суттубаевич
397. Суярова, Евгения Владимировна
398. Схаба, Георгий Леонидович
399. Сынча, Андрей Егорович
400. Сыромятников, Александр Николаевич
401. Сысоев, Пётр Петрович
402. Сысоев, Сергей Максимович
403. Сысоева, Дина Ильинична
404. Сычёв, Алексей Яковлевич
405. Сычёв, Иван Фёдорович

## Т
1. Табеев, Фикрят Ахмеджанович
2. Тавадзе, Тамара Михайловна
3. Таволжанский, Павел Максимович
4. Таги-заде, Али Али оглы
5. Тажеденов, Гильман
6. Тазенкова, Ефросинья Ивановна
7. Тазиев, Нурислам Исламович
8. Таирова, Хамра Заировна
9. Талыбова, Бахар Магеррам кызы
10. Тамшибаева, Злиха Жанболатовна
11. Танкаев, Магомед Танкаевич
12. Таран, Евгений Павлович
13. Тараненко, Виктор Тимофеевич
14. Таранов, Григорий Лукьянович
15. Тарарина, Нина Васильевна
16. Тарасевич, Иван Фёдорович
17. Тарасенко, Алексей Григорьевич
18. Тарасов, Александр Михайлович
19. Тарасов, Константин Михайлович
20. Тарасов, Юрий Петрович
21. Тартыков, Садык Насрутдинович
22. Тарчоков, Камбулат Кицуевич
23. Татаринцева, Вера Анисимовна
24. Тауркулов, Суинтбек
25. Ташкинова, Муза Анатольевна
26. Ташкулов, Сергей Ташкулович
27. Ташпулатов, Маркс Иззатович
28. Твардовский, Александр Трифонович
29. Тележук, Анатолий Семёнович
30. Телепенин, Михаил Семёнович
31. Телитченко, Михаил Иванович
32. Темченко, Иван Игнатьевич
33. Тёмкин, Александр Яковлевич
34. Теплов, Иван Семёнович
35. Тер-Газарянц, Георгий Арташесович
36. Терентьев, Леонид Леонидович
37. Терехов, Иван Михайлович
38. Терехов, Иван Николаевич
39. Терехов, Пётр Степанович
40. Терехов, Роман Яковлевич
41. Терещан, Мария Васильевна
42. Терещенко, Павел Семёнович
43. Терзи, Георгий Николаевич
44. Терлецкий, Фёдор Иванович
45. Тетерюк, Василий Степанович
46. Тешабаева, Мунисхан
47. Тикунов, Вадим Степанович
48. Тимарин, Семён Андреевич
49. Тимофеев, Николай Владимирович
50. Тимофеев, Пётр Тимофеевич
51. Тимофеева, Валентина Викторовна
52. Тимошенко, Александр Тимофеевич
53. Тимошенко, Семён Константинович
54. Тимощук, Василий Климентьевич
55. Тимченко, Александр Григорьевич
56. Тимченко, Екатерина Алексеевна
57. Тимченко, Сергей Дмитриевич
58. Титаренко, Алексей Антонович
59. Титаренко, Леонида Александровна
60. Титов, Виталий Николаевич
61. Титов, Герман Степанович
62. Титов, Сергей Петрович
63. Титов, Фёдор Егорович
64. Титова, Людмила Николаевна
65. Титова, Раиса Ивановна
66. Титоренко, Яков Григорьевич
67. Тиунов, Анатолий Иванович
68. Тихомиров, Валериан Андреевич
69. Тихомирова, Александра Ивановна
70. Тихоненко, Дмитрий Максимович
71. Тихонов, Борис Николаевич
72. Тихонов, Константин Николаевич
73. Тихонов, Николай Никифорович
74. Тишкин, Михаил Степанович
75. Тканко, Александр Васильевич
76. Ткач, Надежда Тихоновна
77. Ткачёв, Павел Филиппович
78. Ткачёва, Анна Васильевна
79. Ткаченко, Григорий Амвросиевич
80. Ткачук, Григорий Иванович
81. Тока, Салчак Колбакхорекович
82. Токаев, Саид-Умар Биболатович
83. Токарев, Александр Максимович
84. Токарев, Владимир Михайлович
85. Токарев, Сергей
86. Токарев, Фёдор Васильевич
87. Токтамысов, Салимгерей
88. Толиашвили, Яков Алексеевич
89. Толстик, Николай Афанасьевич
90. Толстиков, Василий Сергеевич
91. Толстов, Виталий Иванович
92. Толстопят, Виктор Иванович
93. Толубеев, Никита Павлович
94. Толубко, Владимир Фёдорович
95. Томашевский, Александр Николаевич
96. Томин, Алексей Петрович
97. Тоноян, Магда Матевосовна
98. Топало, Владимир Кузьмич
99. Топтыгин, Павел Васильевич
100. Топчиев, Александр Васильевич
101. Топчян, Эдуард Степанович
102. Торик, Николай Антонович
103. Торопов, Алексей Васильевич
104. Торопов, Василий Фёдорович
105. Торхова, Татьяна Ивановна
106. Торцев, Виктор Григорьевич
107. Тохадзе, Вахтанг Захарович
108. Тонкий, Василий Иосифович
109. Тоцкий, Пётр Корнеевич
110. Точка, Алексей Тимофеевич
111. Тошходжаева, Очахон
112. Травина, Клавдия Алексеевна
113. Травина, Любовь Васильевна
114. Трашутин, Иван Тарасович
115. Трепакова, Антонина Дмитриевна
116. Третьяков, Трофим Кириллович
117. Трешников, Алексей Фёдорович
118. Трикозова, Вера Романовна
119. Трипачка, Иван Кириллович
120. Трипольская, Елена Николаевна
121. Троицкий, Михаил Трофимович
122. Тронько, Пётр Тимофеевич
123. Трофимов, Александр Степанович
124. Трофимов, Виктор Фёдорович
125. Трофимова, Ульяна Макаровна
126. Трофимюк, Николай Афанасьевич
127. Трошева, Екатерина Павловна
128. Трубилин, Иван Афанасьевич
129. Трубилин, Иван Тимофеевич
130. Трунина, Анна Ивановна
131. Трунов, Владимир Борисович
132. Трусов, Константин Ананьевич
133. Трусова, Нина Андреевна
134. Трухан, Варвара Ивановна
135. Труханов, Иван Андреевич
136. Трухин, Пётр Михайлович
137. Тугужеков, Степан Алексеевич
138. Тужилкин, Игорь Михайлович
139. Тузов, Михаил Петрович
140. Тулин, Валентин Семёнович
141. Туманов, Алексей Тихонович
142. Туманский, Сергей Константинович
143. Тунаков, Павел Дмитриевич
144. Тупиков, Алексей Николаевич
145. Тупченко, Юрий Петрович
146. Тур, Василий Захарович
147. Туранина, Заря Михайловна
148. Турбай, Григорий Автономович
149. Тургумбаев, Кабидолла Кублан-Улы
150. Туркин, Василий Афанасьевич
151. Туркин, Василий Михайлович
152. Турпанова, Вера Петровна
153. Турсун-Заде, Мирза
154. Турсункулов, Хамракул
155. Турчанинов, Михаил Васильевич
156. Турчин, Николай Давыдович
157. Туряница, Анна Васильевна
158. Тутаринов, Иван Васильевич
159. Тухватуллина, Клара Габдрахмановна
160. Тухикян, Нуник Месроповна
161. Тхилаишвили, Александр Дурсунович
162. Тынечейвын, Валерий
163. Тычина, Павел Григорьевич
164. Тюленев, Пётр Иванович
165. Тюрина, Валентина Константиновна
166. Тюстин, Иван Андреевич
167. Тютрин, Фёдор Степанович
168. Тюфаева, Антонина Степановна
169. Тяглов, Иван Иванович

## У
1. Убыйвовк, Зинаида Васильевна
2. Уваров, Василий Николаевич
3. Уваров, Пётр Петрович
4. Увачан, Василий Николаевич
5. Угарова, Елена Ивановна
6. Углов, Фёдор Григорьевич
7. Угужаков, Василий Архипович
8. Удалов, Василий Семёнович
9. Удовиченко, Матрёна Афанасьевна
10. Улесов, Алексей Александрович
11. Улитовский, Анатолий Иванович
12. Умаров, Адылджан
13. Умаров, Мансур
14. Умаров, Султан Умарович
15. Умаханов, Магомед-Салам Ильясович
16. Умурзаков, Миликузи
17. Ундасынов, Нуртас Дандыбаевич
18. Ураев, Пётр Васильевич
19. Уразаев, Габдулхак Самигуллаевич
20. Урсаки, Фёдор Павлович
21. Урунходжаев, Саидходжа
22. Урусов, Семён Никитич
23. Ускенбаева, Райхан
24. Усков, Виктор Александрович
25. Усманов, Саидмахмуд Ногманович
26. Усманова, Азада
27. Устимов, Иван Фёдорович
28. Устинов, Александр Михайлович
29. Устинов, Виктор Иванович
30. Устинов, Дмитрий Фёдорович
31. Усубалиев, Турдакун Усубалиевич
32. Усупова, Алиман
33. Утебаев, Сафи Утебаевич
34. Утешев, Василий Константинович
35. Уткин, Николай Николаевич
36. Ухабов, Александр Андреевич
37. Уханов, Алексей Александрович
38. Уханов, Алексей Иванович
39. Ухаткина, Наиля Асадулловна
40. Ухов, Владимир Дмитриевич
41. Уянаев, Чомай Баталович

## Ф
1. Фабрикант, Лев Борисович
2. Фадеев, Валентин Илларионович
3. Фадеев, Иван Иванович
4. Файзуллина, Мунавара Гибадулловна
5. Файзыев, Бурхон
6. Фарварщук, Дмитрий Андреевич
7. Февралева, Валентина Дмитриевна
8. Федин, Николай Ермолаевич
9. Федина, Зоя Тимофеевна
10. Федоренко, Виктор Павлович
11. Федоренко, Фёдор Иванович
12. Федорищев, Николай Александрович
13. Фёдоров, Алексей Фёдорович
14. Фёдоров, Василий Николаевич
15. Фёдоров, Виктор Степанович
16. Фёдоров, Владимир Иванович
17. Фёдоров, Иван Касьянович
18. Фёдоров, Константин Петрович
19. Фёдоров, Николай Владимирович
20. Фёдорова, Варвара Ефимовна
21. Фёдорова, Лилия Пименовна
22. Федосеев, Алексей Фролович
23. Федосеев, Павел Семёнович
24. Федосеев, Пётр Николаевич
25. Федулова, Антонина Архиповна
26. Федюнинский, Иван Иванович
27. Феоктистов, Пётр Иванович
28. Феоктистов, Сергей Петрович
29. Ферапонтов, Борис Николаевич
30. Ференсас, Альгирдас Антанович
31. Ферин, Михаил Алексеевич
32. Фесенко, Михаил Тимофеевич
33. Фетисов, Василий Григорьевич
34. Фетисов, Иван Иванович
35. Филатов, Владимир Павлович
36. Филатов, Николай Григорьевич
37. Филимонов, Дмитрий Фомич
38. Филимонова, Варвара Григорьевна
39. Филимонова, Мария Андреевна
40. Филимонова, Пелагея Никитична
41. Филипенко, Анна Сидоровна
42. Филиппенко, Пётр Яковлевич
43. Филиппов, Анатолий Иванович
44. Филиппов, Василий Родионович
45. Филиппова, Антонина Петровна
46. Филиппова, Евлалия Ивановна
47. Филиппова, Клавдия Ивановна
48. Филипчев, Иван Игнатьевич
49. Филичкин, Иван Фёдорович
50. Фильчагин, Андрей Константинович
51. Филяшкин, Кирилл Иванович
52. Финогенов, Михаил Сергеевич
53. Фирсов, Борис Максимович
54. Фисун, Владимир Максимович
55. Фитисов, Василий Анисимович
56. Флорентьев, Леонид Яковлевич
57. Фокин, Алексей Алексеевич
58. Фокин, Виталий Алексеевич
59. Фокина, Людмила Ивановна
60. Фоменко, Лидия Антоновна
61. Фоменко, Сергей Николаевич
62. Фомин, Виктор Петрович
63. Фомина, Анна Тимофеевна
64. Фотиева, Лидия Александровна
65. Франгулян, Иван Семёнович
66. Францов, Георгий Павлович
67. Фролкина, Нина Николаевна
68. Фролов, Василий Васильевич
69. Фролов, Василий Семёнович
70. Фролов, Сергей Семёнович
71. Фролов, Тихон Семёнович
72. Фролова, Анастасия Матвеевна
73. Фромов, Георгий Алексеевич
74. Фронтов, Вячеслав Фёдорович
75. Фурман, Николай Корнеевич
76. Фурманова, Вера Васильевна
77. Фурцева, Екатерина Алексеевна

## Х
1. Хабаров, Иван Тимофеевич
2. Хавло, Раиса Илларионовна
3. Хавроничев, Василий Яковлевич
4. Хадиев, Назиб Хадиевич
5. Хажметова, Амина Хажмусовна
6. Хазарадзе, Иосиф Григорьевич
7. Хазов, Валентин Михайлович
8. Хайдаров, Ашур
9. Хайрединов, Хасан Байтимирович
10. Хайруллин, Шейхи Шайхатарович
11. Халдеев, Михаил Иванович
12. Халиков, Хабибнажар Хадиятович
13. Халикова, Магмуря
14. Халикулов, Нурхан
15. Халипов, Иван Фёдорович
16. Халиуллин, Рахим Вафинович
17. Хангильдин, Васик Хайдарович
18. Хандусь, Анна Дмитриевна
19. Харитонов, Василий Егорович
20. Харитонов, Сергей Степанович
21. Харитонова, Ираида Ефимовна
22. Хасанова, Музафара
23. Хахалов, Александр Уладаевич
24. Хахутайшвили, Нина Дурсуновна
25. Хван, Ман Гым Григорьевич
26. Хватов, Фёдор Платонович
27. Хведелиани, Яков Романович
28. Хвостенко, Сергей Николаевич
29. Хвостов, Михаил Ионович
30. Хелмицкий, Николай Аркадьевич
31. Хетагуров, Георгий Иванович
32. Хилько, Фёдор Васильевич
33. Хитринцев, Александр Павлович
34. Хитров, Степан Дмитриевич
35. Хлевин, Иван Артёмович
36. Хлюпина, Клавдия Ивановна
37. Хмелёв, Вениамин Артемьевич
38. Хованов, Николай Петрович
39. Хованский, Михаил Петрович
40. Ховрин, Пётр Андреевич
41. Хоменко, Семён Калистратович
42. Хоментовский, Александр Степанович
43. Хомко, Пётр Арсентьевич
44. Хороля, Едайко Данилович
45. Хорохорина, Елизавета Фёдоровна
46. Хорошун, Александр Алексеевич
47. Хорунжий, Михаил Васильевич
48. Хорьков, Василий Георгиевич
49. Хосрошвили, Серго Игнатьевич
50. Храпункова, Татьяна Григорьевна
51. Хренников, Тихон Николаевич
52. Хрусталёв, Михаил Васильевич
53. Хрущёв, Никита Сергеевич
54. Хрянин, Владимир Тимофеевич
55. Хубаев, Геннадий Александрович
56. Хубаев, Яша Григорьевич
57. Худайбердыев, Нармахонмади Джураевич
58. Худолий, Марта Саввична
59. Худосовцев, Николай Михайлович
60. Худяков, Константин Иванович
61. Хусаинов, Магсум Шайгазамович
62. Хусайнова, Фарзана Лутфулловна
63. Хусенова, Кизбиби

## Ц
1. Царёв, Михаил Иванович
2. Цвентарный, Леонид Павлович
3. Цветков, Анатолий Васильевич
4. Цветков, Василий Николаевич
5. Цвитенко, Прасковья Семёновна
6. Цедрик, Константин Терентьевич
7. Цепков, Василий Константинович
8. Цигулёв, Андрей Трофимович
9. Циунель, Иван Климентьевич
10. Цицриашвили, Этери Георгиевна
11. Цунаев, Иван Иванович
12. Цыбенко, Константин Евстафьевич
13. Цыбулько, Владимир Михайлович
14. Цымек, Адольф Антонович
15. Цыренов, Лыгден Цыренович
16. Цыцарева, Мария Александровна

## Ч
1. Чаадаев, Константин Николаевич
2. Чабаненко, Андрей Трофимович
3. Чабанов, Фёдор Васильевич
4. Чадаев, Иван Васильевич
5. Чадова, Нина Михайловна
6. Чайка, Владимир Петрович
7. Чакстенс, Вилма Петровна
8. Чануквадзе, Шота Илларионович
9. Чарыев, Розымамед Алиевич
10. Чаус, Пётр Евсеевич
11. Чахкиев, Осман Асламбекович
12. Чахова, Елена Трофимовна
13. Чвырин, Дмитрий Иванович
14. Чеботаревский, Виктор Иванович
15. Чеботарь, Анна Парфиновна
16. Чеботарь, Варфоломей Исидорович
17. Чебриков, Виктор Михайлович
18. Чебукин, Павел Васильевич
19. Чеканова, Вера Николаевна
20. Чеканова, Елена Андреевна
21. Челнокова, Валентина Егоровна
22. Челомей, Владимир Николаевич
23. Чемоданов, Николай Павлович
24. Чемодуров, Анатолий Андреевич
25. Чепеленко, Николай Николаевич
26. Чепходзе, Вахтанг Мелитонович
27. Червонцев, Анатолий Иосифович
28. Чередниченко, Владимир Иванович
29. Чередниченко, Евгений Трофимович
30. Чередниченко, Константин Константинович
31. Черемискина, Юлия Степановна
32. Черепахин, Николай Савельевич
33. Черепенин, Андрей Григорьевич
34. Черкасов, Иван Константинович
35. Черкасов, Михаил Сергеевич
36. Черкасская, Татьяна Александровна
37. Черкашин, Алексей Петрович
38. Черкашина, Вера Васильевна
39. Черкезия, Отар Евтихиевич
40. Чернегов, Александр Степанович
41. Черников, Георгий Тихонович
42. Чернобривая, Тамара Фёдоровна
43. Чернов, Валентин Петрович
44. Чернов, Григорий Тихонович
45. Чернова, Вера Ивановна
46. Черноусов, Сергей Иванович
47. Черный, Алексей Клементьевич
48. Черный, Василий Ильич
49. Черных, Николай Павлович
50. Черных, Николай Сергеевич
51. Чернышев, Василий Ефимович
52. Чернышев, Владимир Васильевич
53. Чернышев, Павел Гаврилович
54. Чернышова, Любовь Савельевна
55. Черняев, Алексей Павлович
56. Чертков, Алексей Александрович
57. Чертков, Пётр Филиппович
58. Чеснавичюс, Александрас Юозович
59. Чеснова, Мария Тимофеевна
60. Чесняк, Виктор Иванович
61. Честноков, Владимир Иванович
62. Чехарин, Евгений Михайлович
63. Чечкин, Михаил Алексеевич
64. Чечулинский, Сергей Анатольевич
65. Чибисов, Афанасий Филиппович
66. Чибров, Виктор Васильевич
67. Чиж, Ярослав Семёнович
68. Чижов, Сергей Ильич
69. Чикава, Иосиф Лаврентьевич
70. Чикин, Леонид Николаевич
71. Чиков, Павел Степанович
72. Чиковани, Михаил Герасимович
73. Чиликин, Вячеслав Николаевич
74. Чистяков, Виктор Николаевич
75. Чистяков, Иван Петрович
76. Чистякова, Валентина Яковлевна
77. Чистякова, Тамара Николаевна
78. Чмиль, Варвара Ивановна
79. Чмутов, Николай Иванович
80. Чоговадзе, Георгий Ираклиевич
81. Чоломбитько, Евдокия Ивановна
82. Чубаров, Степан Карпович
83. Чубарь, Роман Савельевич
84. Чуваков, Пётр Алексеевич
85. Чугунов, Иван Иванович
86. Чуйков, Василий Иванович
87. Чуличков, Анатолий Иванович
88. Чумакова, Екатерина Кузьминична
89. Чумовицкая, Лидия Ивановна
90. Чупий, Василий Васильевич
91. Чупиков, Павел Фёдорович
92. Чупринин, Лев Андреевич
93. Чураев, Виктор Михайлович
94. Чурина, Антонина Андреевна
95. Чуркин, Василий Нестерович
96. Чуркин, Иван Кузьмич
97. Чуркина, Вера Николаевна
98. Чусляев, Анатолий Александрович
99. Чухнов, Иван Филиппович
100. Чухров, Фёдор Васильевич
101. Чхаидзе, Татьяна Нестеровна
102. Чыныбаев, Кудайберген

## Ш
1. Шабалина, Галина Михайловна
2. Шабалов, Иван Иванович
3. Шабанов, Борис Иванович
4. Шабунина, Прасковья Александровна
5. Шавалова, Прасковья Павловна
6. Шавров, Алексей Семёнович
7. Шавров, Иван Егорович
8. Шагина, Мария Артемьевна
9. Шагинова, Вера Григорьевна
10. Шагов, Николай Иванович
11. Шадров, Константин Иванович
12. Шайхелгалиев, Мирзагали Шайхелгалиевич
13. Шакиров, Амин Аглямович
14. Шакунас, Валентин Филиппович
15. Шалагин, Владимир Ильич
16. Шалуева, Мария Ивановна
17. Шамилин, Георгий Павлович
18. Шамкин, Владимир Иванович
19. Шамонин, Сергей Васильевич
20. Шамсудинов, Фахредин Шамсудинович
21. Шамхалов, Шахрудин Магомедович
22. Шанданова, Лидия Васильевна
23. Шантуров, Анатолий Леонтьевич
24. Шаповал, Надежда Семёновна
25. Шаповалов, Иван Григорьевич
26. Шапуров, Сергей Иванович
27. Шарадзенидзе, Соломон Автандилович
28. Шараев, Николай Семёнович
29. Шарапов, Василий Иванович
30. Шарвадзе, Шалва Ильич
31. Шарипов, Исагали
32. Шарифуллин, Лев Равилович
33. Шарков, Борис Николаевич
34. Шарков, Иван Архипович
35. Шаров, Пётр Потапович
36. Шарунов, Василий Васильевич
37. Шарыпкин, Иван Абрамович
38. Шарыпов, Леонид Наумович
39. Шаталин, Григорий Иванович
40. Шауро, Василий Филимонович
41. Шахабаев, Азимхан
42. Шахназаров, Николай Самсонович
43. Шахневич, Целестина Андреевна
44. Шахраманян, Рубен Тевосович
45. Шахурин, Виктор Николаевич
46. Шаяхметов, Рахимжан Омарович
47. Шведов, Виктор Алексеевич
48. Шверник, Николай Михайлович
49. Швец, Иван Маркович
50. Швецов, Иван Кузьмич
51. Швидко, Иван Андреевич
52. Швыдченко, Евдокия Тихоновна
53. Шебунин, Александр Иванович
54. Шеварднадзе, Прометеос Константинович
55. Шевелёв, Павел Фёдорович
56. Шевель, Георгий Георгиевич
57. Шевкин, Александр Иванович
58. Шевцов, Алексей Васильевич
59. Шевцов, Владимир Никодимович
60. Шевцов, Павел Семёнович
61. Шевцова, Марфа Григорьевна
62. Шевченко, Александра Фёдоровна
63. Шевченко, Андрей Иванович
64. Шевченко, Владимир Васильевич
65. Шевченко, Владимир Григорьевич
66. Шевченко, Сергей Васильевич
67. Шевчук, Григорий Иванович
68. Шевяков, Григорий Иванович
69. Шеладев, Никита Степанович
70. Шелепин, Александр Николаевич
71. Шелест, Пётр Ефимович
72. Шелехов, Василий Степанович
73. Шелков, Борис Алексеевич
74. Шелковников, Михаил Степанович
75. Шелковый, Пётр Иванович
76. Шелковый, Сергей Епифанович
77. Шелкоусов, Иван Никитович
78. Шелухин, Александр Павлович
79. Шелякин, Евгений Яковлевич
80. Шепелева, Галина Георгиевна
81. Шепель, Анна Прокофьевна
82. Шерстнёв, Виктор Алексеевич
83. Шестерянская, Агафья Петровна
84. Шеховцова, Маргарита Митрофановна
85. Шешуков, Алексей Петрович
86. Шибаев, Алексей Иванович
87. Шибалов, Александр Никонорович
88. Шикаренков, Илларион Степанович
89. Шилак, Мария Игнатьевна
90. Шилов, Сергей Николаевич
91. Шиляев, Илья Тихонович
92. Шинкарёв, Иван Павлович
93. Шинкаренко, Фёдор Иванович
94. Шипулин, Дмитрий Аркадьевич
95. Шипулина, Галина Васильевна
96. Шипулина, Галина Гавриловна
97. Ширшов, Александр Иванович
98. Ширшова, Зоя Ивановна
99. Шитиков, Алексей Павлович
100. Шишонков, Василий Кузьмич
101. Школьников, Алексей Михайлович
102. Шкребнев, Александр Ефремович
103. Шкурка, Пётр Фёдорович
104. Шлепенков, Василий Семёнович
105. Шлепин, Дмитрий Кузьмич
106. Шлямин, Александр Николаевич
107. Шляпина, Надежда Николаевна
108. Шмакалов, Василий Андреевич
109. Шмараев, Василий Михайлович
110. Шмарев, Алексей Тихонович
111. Шматов, Иван Федотович
112. Шмелёв, Алексей Иванович
113. Шмелёв, Борис Михайлович
114. Шмелёв, Иван Тарасович
115. Шокин, Александр Иванович
116. Шолохов, Михаил Александрович
117. Шония, Григорий Павлович
118. Шопокова, Керимбюбю
119. Шоханов, Андрей Георгиевич
120. Шохина, Людмила Павловна
121. Шпачук, Александр Адамович
122. Штахман, Евгений Александрович
123. Штыков, Николай Григорьевич
124. Штыкова, Елизавета Ивановна
125. Штых, Александр Петрович
126. Шубенко-Шубин, Леонид Александрович
127. Шубин, Василий Фёдорович
128. Шуйский, Григорий Трофимович
129. Шульгин, Николай Павлович
130. Шульженко, Семён Тихонович
131. Шуляков, Илья Павлович
132. Шумарин, Евгений Максимович
133. Шумаускас, Мотеюс Юозович
134. Шумилов, Василий Арсениевич
135. Шумилов, Василий Тимофеевич
136. Шундрова, Раиса Александровна
137. Шураева, Евгения Ивановна
138. Шурбин, Николай Петрович
139. Шурин, Серафим Никодимович
140. Шурыгин, Виктор Александрович
141. Шутов, Иван Фёдорович

## Щ
1. Щанкин, Семён Филиппович
2. Щапин, Михаил Владимирович
3. Щеглов, Афанасий Фёдорович
4. Щеголев Александр Петрович
5. Щелкунов, Пётр Федосеевич
6. Щербак, Григорий Михайлович
7. Щербаков, Владимир Иванович
8. Щербаков, Григорий Васильевич
9. Щербаков, Сергей Алексеевич
10. Щербакова, Лидия Ефимовна
11. Щербатов, Пётр Иванович
12. Щербина, Борис Евдокимович
13. Щербина, Василий Илларионович
14. Щербина, Георгий Филиппович
15. Щербинина, Полина Трофимовна
16. Щербицкий, Владимир Васильевич
17. Щетилова, Антонина Ивановна
18. Щетина, Александра Антоновна
19. Щетинин, Георгий Борисович
20. Щетинин, Семён Николаевич
21. Щетинина, Мария Павловна
22. Щипачёв, Степан Петрович
23. Щур, Василий Тимофеевич

## Э
1. Эйсмонт, Михаил Архипович
2. Эйхфельд, Иоган Гансович
3. Эктов, Афанасий Сидорович
4. Эльдарова, Роза Абдул-Басыровна
5. Эрсарыев, Оразгельды
6. Этмекджиян, Ашот Арутюнович
7. Эшенова, Салый

## Ю
1. Юдин, Иван Максимович
2. Юдин, Михаил Иванович
3. Юлдашева, Майрамхан
4. Юльчиева, Ташай
5. Юматова, Анна Тихоновна
6. Юнак, Иван Харитонович
7. Юндунов, Насак Иролтуевич
8. Юпко, Лев Дмитриевич
9. Юрасова, Ольга Александровна
10. Юркин, Тихон Александрович
11. Юрлова, Валентина Серафимовна
12. Юров, Сергей Михайлович
13. Юрченко, Илья Перфильевич
14. Юрченко, Николай Фёдорович
15. Юрченко, Пётр Аксентьевич
16. Юрьев, Михаил Афанасьевич
17. Юрьева, Тамара Гавриловна
18. Юсипец, Зинаида Петровна
19. Юсупов, Гафур Гиясович
20. Юсупов, Исмаил
21. Юсупов, Мустаким
22. Юхта, Иван Лукич

## Я
1. Яблоков, Михаил Васильевич
2. Ягофаров, Анвар Ризванович
3. Язиков, Михаил Григорьевич
4. Язмухаммедов, Битти
5. Языкова, Клавдия Сергеевна
6. Языкова, Нина Ивановна
7. Язылец, Пётр Исаакович
8. Якименко, Людмила Григорьевна
9. Якименко, Михаил Семёнович
10. Якимов, Григорий Протасович
11. Якимов, Евгений Сергеевич
12. Якимчук, Ульян Агафонович
13. Якин, Виктор Васильевич
14. Яковлев, Александр Сергеевич
15. Яковлев, Василий Николаевич
16. Яковлев, Иван Сергеевич
17. Яковлев, Иван Сергеевич
18. Яковлев, Константин Константинович
19. Якубова, Надежда Николаевна
20. Якубовская, Зинаида Якубовна
21. Якубовский, Иван Игнатьевич
22. Якунина, Екатерина Дмитриевна
23. Якупов, Гильман Гирфанович
24. Якушева, Татьяна Ивановна
25. Якшина, Любовь Стефановна
26. Ялагин, Иван Васильевич
27. Янгель, Михаил Кузьмич
28. Янгиров, Марван Янгирович
29. Яни, Григорий Петрович
30. Янин, Михаил Ефимович
31. Янова, Анна Степановна
32. Яньков, Алексей Николаевич
33. Япаскурт, Василий Васильевич
34. Япеев, Салих Зелялетдинович
35. Яровой, Алексей Поликарпович
36. Ярославов, Константин Илларионович
37. Яроцкий, Тимофей Романович
38. Ярошевич, Дмитрий Климентьевич
39. Ярошенко, Александр Ильич
40. Ярощук, Ефим Арсентьевич
41. Ярцев, Иван Фомич
42. Ярцев, Константин Николаевич
43. Ярченко, Алексей Семёнович
44. Ярыгин, Владимир Иванович
45. Ярыгин, Никита Еремеевич
46. Яснов, Михаил Алексеевич
47. Ястребов, Пётр Яковлевич
48. Яхин, Нурис Ахметович
49. Яценко, Александр Иванович
50. Яценко, Николай Герасимович
51. Яшина, Анна Ивановна
52. Яшуков, Андрей Михайлович

## Делегаты с совещательным голосом
1. Абросимов, Пётр Михайлович
2. Авидзба, Сара Ризовна
3. Авласенко, Виктор Степанович
4. Аксенова, Мария Фёдоровна
5. Аксёненко, Мария Андреевна
6. Алиев, Имамверди Агамали оглы
7. Алтунин, Виктор Петрович
8. Андерсон, Галина Александровна
9. Андрейчев, Николай Иванович
10. Андреянов, Иван Иванович
11. Анохин, Алексей Григорьевич
12. Антипова, Антонина Яковлевна
13. Анциферова, Алимпиада Фёдоровна
14. Артемьев, Василий Фёдорович
15. Артемьева, Ирина Владимировна
16. Архипова, Антонина Ивановна
17. Астахов, Семён Тимофеевич
18. Афанасьева, Галина Николаевна
19. Бабенко, Анатолий Фёдорович
20. Бабенко, Марфа Филипповна
21. Багиров, Имамкул
22. Балушкин, Андрей Трофимович
23. Бальсевичене, Зофия Антановна
24. Барановская, София Никифоровна
25. Барышников, Александр Георгиевич
26. Басанская, Анна Ивановна
27. Белевцова, Вера Аксентьевна
28. Беликов, Валерий Александрович
29. Белкин, Михаил Михайлович
30. Бесфамильный, Василий Васильевич
31. Бешуля, Спиридон Ерофеевич
32. Билисеишвили, Василий Григорьевич
33. Бичурина, Айша Ибрагимовна
34. Благодарь, Михаил Михайлович
35. Богомолов, Михаил Антонович
36. Богомолов, Павел Михайлович
37. Бойченко, Иван Васильевич
38. Болибрух, Андрей Власович
39. Болтовский, Василий Дмитриевич
40. Болфа, Георгий Трофимович
41. Большакова, Валентина Павловна
42. Бондаренко, Григорий Иванович
43. Бондарь, Жанна Зиновьевна
44. Борисенков, Михаил Дмитриевич
45. Борисов, Борис Алексеевич
46. Борисова, Зинаида Васильевна
47. Борода, Афанасий Ефимович
48. Брагин, Пантелеймон Иванович
49. Бровко, Иван Карпович
50. Брус, Сергей Карпович
51. Будревич, Иосиф Антонович
52. Бузунова, Пелагея Борисовна
53. Буркова, Галина Александровна
54. Бухта, Клавдия Герасимовна
55. Буцевицкий, Сергей Владимирович
56. Бушуева, Васса Андреевна
57. Быкова, Анна Дмитриевна
58. Быковский, Владимир Игнатьевич
59. Вакула, Мария Игнатьевна
60. Василевич, Ольга Андреевна
61. Васильева, Валентина Михайловна
62. Васильева, Валентина Николаевна
63. Ватрухин, Михаил Михайлович
64. Вахрушева, Нина Александровна
65. Веред, Антонина Тихоновна
66. Винокуров, Илья Митрофанович
67. Власова, Екатерина Васильевна
68. Волков, Виктор Николаевич
69. Волкова, Ольга Петровна
70. Володина, Валентина Михайловна
71. Волостнова, Лидия Игоревна
72. Ворожеин, Леонид Николаевич
73. Воронков, Георгий Алексеевич
74. Воронцов, Макар Андреевич
75. Ворошко, Анна Фёдоровна
76. Вотинцев, Юрий Всеволодович
77. Вышинский, Михаил Павлович
78. Гаврилин, Леонид Иванович
79. Гаджиев, Магомед-Гаджи Гаджиевич
80. Гайнутдинов, Раис Гильмутдинович
81. Ганович, Степан Егорович
82. Ганьшин, Александр Васильевич
83. Гапоненко, Фёдор Тимофеевич
84. Гапонов, Егор Егорович
85. Гарифуллина, Гиздениса Гарифулловна
86. Гармонов, Измаил Владимирович
87. Герман, Степан Матвеевич
88. Гетко, Степанида Игнатьевна
89. Гиматдинов, Габбас Киямович
90. Голиков, Александр Степанович
91. Голубев, Фёдор Ефимович
92. Горбаневич, Анастасия Корнеевна
93. Григорьева, Антонина Георгиевна
94. Гринченко, Степан Петрович
95. Грицаенко, Василий Данилович
96. Громович, Василий Никифорович
97. Гусаров, Владимир Николаевич
98. Гусейнов, Бала Гусейн Имам Гули оглы
99. Давидченко, Григорий Александрович
100. Данилова, Мария Алексеевна
101. Дарбинян, Володя Саркисович
102. Дворянов, Илья Сергеевич
103. Деев, Геннадий Аркадьевич
104. Демко, Фома Станиславович
105. Дикий, Василий Павлович
106. Димитров, Иван Христофорович
107. Дмитрук, Надежда Петровна
108. Дубинин, Александр Никифорович
109. Дубинин, Пётр Емельянович
110. Дудович, Нина Ивановна
111. Духанина, Валентина Александровна
112. Евдокимова, Зоя Григорьевна
113. Елистратова, Зинаида Ивановна
114. Елфимов, Николай Кириллович
115. Ельцева, Зоя Дмитриевна
116. Еремин, Владимир Иванович
117. Ерофеев, Михаил Петрович
118. Ефанов, Николай Григорьевич
119. Ефимов, Николай Петрович
120. Женихова, Антонина Ивановна
121. Жилина, Зинаида Степановна
122. Жмурин, Леонид Петрович
123. Журов, Василий Андреевич
124. Заглубоцкая, Мария Ивановна
125. Закурдаев, Михаил Михайлович
126. Засосов, Александр Васильевич
127. Застела, Юрий Кириллович
128. Захарова, Валентина Захаровна
129. Земсков, Анатолий Васильевич
130. Зибарева, Валентина Ивановна
131. Зозиашвили, Галина Исмаиловна
132. Золотарев, Фёдор Иванович
133. Золотов, Николай Емельянович
134. Зорина, Зоя Дмитриевна
135. Иванов, Александр Александрович
136. Иванов, Анатолий Емельянович
137. Иванов, Константин Петрович
138. Иванова, Татьяна Герасимовна
139. Игнатюк, Иван Пантелеевич
140. Извекова, Анна Борисовна
141. Иманкулова, Асыл
142. Инамова, Эргашой
143. Исмагилов, Загир Гарипович
144. Ищенко, Пётр Филлипович
145. Кадиров, Барат Халилович
146. Кадыков, Василий Яковлевич
147. Казанский, Николай Николаевич
148. Каликова, Мария Егоровна
149. Калюжная, Зинаида Фёдоровна
150. Камышанова, Екатерина Михайловна
151. Каражас, Виктор Петрович
152. Касимов, Юсуф Гамид оглы
153. Касперавичюс, Бронюс Казьевич
154. Кауркин, Иван Иванович
155. Кашина, Зинаида Ивановна
156. Кирдяшкин, Александр Егорович
157. Кириченко, Виктор Иванович
158. Клоков, Василий Ильич
159. Ключников, Пётр Иванович
160. Кобекеева, Казыкен
161. Кобылинский, Николай Иосифович
162. Кобылкин, Валентин Алексеевич
163. Ковалёв, Алексей Павлович
164. Ковалёва, Александра Александровна
165. Ковалец, Елена Петровна
166. Ковнацкий, Доминик Станиславович
167. Кожушко, Надежда Александровна
168. Козленко, Надежда Васильевна
169. Козлов, Василий Иванович
170. Козьмин, Александр Иванович
171. Колганова, Валентина Фёдоровна
172. Колденков, Николай Никифорович
173. Кондрашев, Михаил Фёдорович
174. Кониярв, Антон Александрович
175. Концевой, Григорий Степанович
176. Коржикова, Екатерина Фёдоровна
177. Корнейчук, Константин Константинович
178. Костарчук, Виктор Николаевич
179. Котиков, Иван Дмитриевич
180. Котова, Нина Афанасьевна
181. Кравченко, Борис Флегонтович
182. Кравченко, Фёдор Антонович
183. Кречетова, Елена Сидоровна
184. Кривченков, Павел Иванович
185. Крицкий, Иван Матвеевич
186. Крюк, Григорий Петрович
187. Крюков, Фёдор Игнатьевич
188. Крючко, Фёдор Кириллович
189. Кудрявцев, Леонид Дмитриевич
190. Кузнецов, Виктор Иванович
191. Кузнецов, Павел Арсентьевич
192. Кузьменков, Иван Минович
193. Кузьмина, Екатерина Яковлевна
194. Кулаева, Ефимия Борисовна
195. Кулаков, Николай Михайлович
196. Куппа, Виктор Максимович
197. Курунов, Николай Александрович
198. Кусков, Анатолий Михайлович
199. Куярова, Мария Николаевна
200. Лемберанский, Алиш Джамилевич
201. Леонов, Георгий Алексеевич
202. Летов, Анатолий Иванович
203. Летов, Василий Иванович
204. Лиивик, Феликс Иоханнесович
205. Лихушин, Валентин Яковлевич
206. Лола, Алексей Егорович
207. Лошак, Александр Матвеевич
208. Лукашевичюс, Альгирдас Казевич
209. Лыков, Иван Семёнович
210. Лысых, Алексей Сергеевич
211. Мазаиров, Нозирбой
212. Макаров, Алексей Николаевич
213. Макаров, Николай Иванович
214. Макридин, Александр Васильевич
215. Малов, Николай Иванович
216. Манивлец, Иван Фёдорович
217. Марков, Иван Алексеевич
218. Мартынова, Павлина Степановна
219. Мартышова, Антонина Александровна
220. Маршук, Сергей Устинович
221. Масколюнас, Повилас Казимирович
222. Мещеряков-Замогильный, Юрий Владимирович
223. Микаилов, Муса Гаджи оглы
224. Мирзаходжаева, Шахзода Асадуллаевна
225. Миротворцев, Роман Сергеевич
226. Михайлов, Александр Яковлевич
227. Михеев, Анатолий Семёнович
228. Мищенко, Александр Федотович
229. Молодцов, Василий Егорович
230. Морозова, Пелагея Александровна
231. Мороков, Пантелей Константинович
232. Москвичева, Нина Ивановна
233. Музыка, Клавдия Александровна
234. Мулявко, Анна Дмитриевна
235. Мунаварова, Хури
236. Набугорнов, Владимир Георгиевич
237. Назарова, Акбала
238. Наумова, Анна Павловна
239. Николаев, Борис Андреевич
240. Николаев, Иван Сергеевич
241. Нишанов, Рафик
242. Новикова, Полина Степановна
243. Новосельцев, Степан Семёнович
244. Нурланбаев, Сейткерей
245. Овсянникова, Лидия Георгиевна
246. Оноприенко, Сергей Иванович
247. Опланчук, Владимир Яковлевич
248. Осадчая, Валентина Петровна
249. Осикмишвили, Феврония Георгиевна
250. Осокин, Николай Григорьевич
251. Павленко, Мария Фёдоровна
252. Панин, Виктор Алексеевич
253. Пантюхин, Анатолий Александрович
254. Пастниекс, Эльза Яновна
255. Первова, Вера Васильевна
256. Переверзев, Иван Петрович
257. Першин, Серафим Александрович
258. Пестерова, Тамара Ивановна
259. Петрова, Нина Владимировна
260. Петрунько, Евдокия Егоровна
261. Питюренко, Валентина Михайловна
262. Плужников, Анатолий Иосифович
263. Плявинь, Яутрита Петровна
264. Подставная, Надежда Леонтьевна
265. Поливанова, Антонина Петровна
266. Полозов, Василий Васильевич
267. Поляков, Фёдор Тихонович
268. Попов, Александр Варламович
269. Попов, Николай Никифорович
270. Постаногов, Владимир Алексеевич
271. Потапова, Ольга Яковлевна
272. Правоверова, Домна Прохоровна
273. Прокопенко, Варвара Григорьевна
274. Пронин, Фёдор Никитович
275. Протасова, Нина Степановна
276. Пюскюлян, Жан Ервандович
277. Радченко, Вера Андреевна
278. Рай, Семён Семёнович
279. Раиимов, Шеркабил
280. Ракипов, Тимерзаги Нуретдинович
281. Рамазанов, Нуриман Рамазанович
282. Рамазанова, Бижамал Рамазановна
283. Рахимова, Паттиджон
284. Рахмедова, Мейрем
285. Резник, Лидия Демьяновна
286. Рожковский, Андрей Моисеевич
287. Руденко, Анна Ивановна
288. Рудык, Валентина Герасимовна
289. Рустамов, Ибрагим Абзар оглы
290. Рыжий, Дмитрий Филиппович
291. Рютин, Пётр Георгиевич
292. Рябухин, Борис Григорьевич
293. Рябченко, Александр Каленикович
294. Садыков, Батырбек
295. Сажина, Зинаида Павловна
296. Сазандришвили, Лена Иосифовна
297. Сало, Василий Прокофьевич
298. Самарцев, Евгений Яковлевич
299. Самойленко, Надежда Тимофеевна
300. Сапожникова, Антонина Ивановна
301. Сапрыгин, Борис Дмитриевич
302. Сапунова, Валентина Васильевна
303. Сатаев, Зикеш
304. Селезнев, Аркадий Андреевич
305. Семейкин, Иван Михайлович
306. Сенаторов, Алексей Николаевич
307. Сенченко, Владимир Петрович
308. Сергеев, Владимир Григорьевич
309. Сердцев, Иван Владимирович
310. Сердцев, Николай Павлович
311. Сердюков, Иван Прокофиевич
312. Сидорова, Мария Матвеевна
313. Сикорина, Раиса Егоровна
314. Симонова, Евгения Ивановна
315. Ситников, Николай Никитич
316. Скоропанов, Степан Гордеевич
317. Солдатенко, Александр Пименович
318. Соловьев, Василий Викторович
319. Соннов, Николай Иванович
320. Сорокин, Борис Михайлович
321. Старицын, Михаил Константинович
322. Степанова, Клавдия Гавриловна
323. Стреков, Иван Сергеевич
324. Стрижов, Геннадий Сергеевич
325. Сухобоченков, Николай Львович
326. Таиров, Михаил Алексеевич
327. Тарасюк, Светлана Тимофеевна
328. Тащилкина, Таиса Константиновна
329. Телегин, Владимир Иванович
330. Телегина, Валентина Ивановна
331. Терлецкий, Тимофей Иванович
332. Тимакова, Маргарита Александровна
333. Тимофеев, Александр Иванович
334. Титова, Галина Дмитриевна
335. Тиханов, Владимир Иванович
336. Тихонов, Борис Николаевич
337. Трапезников, Александр Афанасьевич
338. Трубицын, Геннадий Иванович
339. Трушкина, Александра Васильевна
340. Тукач, Мария Фёдоровна
341. Турышев, Андрей Кузьмич
342. Унанян, Константин Арменакович
343. Усатюк, Идея Фёдоровна
344. Устинова, Александра Кузьминична
345. Устинович, Степан Васильевич
346. Ушанова, Ольга Семёновна
347. Фадеев, Михаил Матвеевич
348. Фандо, Тимофей Кириллович
349. Фёдоренко, Степан Николаевич
350. Фёдоров, Павел Павлович
351. Фёдорова, Александра Ивановна
352. Фёдорчукова, Надежда Николаевна
353. Федюшов, Николай Васильевич
354. Фесенко, Николай Николаевич
355. Филимонова, Алиция Фёдоровна
356. Фролов, Виктор Иванович
357. Ханамов, Чары
358. Харина, Фаина Ивановна
359. Холопов, Александр Иванович
360. Холостов, Фёдор Яковлевич
361. Хоменко, Василий Алексеевич
362. Хренов, Михаил Константинович
363. Хухрянский, Пётр Иванович
364. Цокота, Александра Ефимовна
365. Цылев, Николай Николаевич
366. Чегринец, Василий Фёдорович
367. Чеканюк, Андрей Терентьевич
368. Чеплаков, Иван Васильевич
369. Чередниченко, Николай Кузьмич
370. Черкас, Галина Петровна
371. Чернов, Константин Михайлович
372. Чернов, Фёдор Евлампиевич
373. Чеченова, Майрусхан Шахан-Гериевна
374. Чудовский, Анатолий Иванович
375. Чухрай, Григорий Наумович
376. Шаблевский, Константин Амвросиевич
377. Шакаров, Николай Яковлевич
378. Шакин, Николай Яковлевич
379. Шакулова, Максат
380. Шамарин, Иван Емельянович
381. Шамонина, Нина Ивановна
382. Шарыгин, Юрий Евгеньевич
383. Шаталин, Григорий Фёдорович
384. Шацкая, Надежда Гавриловна
385. Шидьюсова, Клавдия Александровна
386. Шилыковский, Павел Степанович
387. Ширинкин, Алексей Иванович
388. Широков, Всеволод Павлович
389. Шихсаидов, Шихсаид Исаевич
390. Школьников, Илья Михайлович
391. Школяр, Евдокия Фёдоровна
392. Штоковецкий, Дмитрий Васильевич
393. Штрыков, Пётр Александрович
394. Щербаков, Евгений Дмитриевич
395. Щербинин, Владимир Степанович
396. Эсмухамбетов, Наурды Акватович
397. Юдин, Аркадий Васильевич
398. Якименко, Валентина Ивановна
399. Яковлев, Валентин Егорович
400. Яковлева, Мария Иосифовна
401. Янкевич, Юрий Станиславович
402. Яночкин, Николай Прокофьевич
403. Яремчук, Павел Парфентьевич
404. Яровая, Татьяна Никифоровна
405. Ярчук, Иван Дмитриевич